# ヘヴィーオブジェクト
『ヘヴィーオブジェクト』（HEAVY OBJECT）は、鎌池和馬による日本のライトノベルおよびそれを原作としたメディアミックス作品。イラストは凪良。電撃文庫（アスキー・メディアワークス→KADOKAWA）より2009年10月から2021年10月まで刊行された。公式略称は「HO」。

## 概要
『とある魔術の禁書目録』に続く2作目となる鎌池和馬の長編作品。戦争の形態や世界情勢が大きく変容した未来の地球を舞台に、超大型兵器『オブジェクト』が織り成す戦争を描いたSFアクション作品。
1作目の『禁書目録』とは打って変わって魔術や超能力といったファンタジー設定や超常現象は一切存在しないが、代わりに科学方面に大きく傾倒したミリタリー色が強いSF作品となっている。RPGのラストボス戦にも似た誰も敵わない強大な敵を主人公が独力で倒す構図や、ただ単にデカい物を爆破する時の爽快感といった要素を最重要視した作風であり、主人公である2人の少年兵が知略や小細工などを駆使して敵オブジェクトを破壊する戦いが主軸である。
なお、第1巻が作品の基本となるスターターパック、それ以降の巻が拡張パックのようになっており、基本を踏まえれば後はどの巻から入っても楽しめるような構成を想定して書かれている。このため、1巻以降に掘り下げられた人間関係は基本的に次巻には引き継がれない。
第1巻刊行から2か月後に『電撃黒「マ）王』誌上でのコミカライズが決定し、vol.10（2009年12月発売）より連載開始後、同誌の休刊に伴って第4話からは『電撃「マ）王』（2011年1月号）へ移籍連載され、2011年4月号まで連載された。作画は犬江しんすけ。
犬江しんすけの漫画が終了して8か月後、原作小説第1巻の第2章、第3章のストーリーをコミカライズした『ヘヴィーオブジェクトS』が『電撃マオウ』（2012年2月号）で開始され、2013年8月号まで連載された。作画はさいとー栄。
2014年10月5日に開催された「電撃文庫 秋の祭典2014」においてテレビアニメ化が発表された。それに際し、原作小説第3巻のストーリーをコミカライズした『ヘヴィーオブジェクトA（エース）』で3度目の漫画化がなされ、作画担当と掲載誌は前作と同じく、2015年4月号から2016年12月号まで連載された。
2015年9月時点でシリーズ累計部数は120万部を記録している。

## あらすじ
21世紀前半に国際連合が崩壊した近未来。国境の意味が無くなり、割れたステンドグラスのように疎らになった世界は『正統王国』『資本企業』『情報同盟』『信心組織』の四大勢力に別れ争っていた。既存の兵器では歯が立たない超大型兵器『オブジェクト』の台頭により戦死者を出さない『クリーンな戦争』が行われている。オブジェクトの設計士を目指すクウェンサーは戦地派遣留学生として『正統王国』の第37機動整備大隊に派遣され、貴族の嫡男であるヘイヴィアと共に日々を過ごしていた。派遣先でオブジェクトのパイロット『エリート』であるミリンダに出会う。そしてある作戦以降、クウェンサーとヘイヴィアは各地を転々とし生身でオブジェクトと戦う羽目になる。

## 登場人物

### メインキャラクター
クウェンサー＝バーボタージュ（Qwenthur=Barbotage）
声 - 花江夏樹
本作の主人公。『正統王国』軍に所属する学生。『平民』出身。年齢は17歳。二人称は「お前」であり、複数形所有格の接尾辞は「〜達」といった口調。どちらかと言えば腋の下でイロイロされたい性癖の持ち主。
肩に届かない程度のサラサラした金髪の少年。線が細く女顔の優男という見た目に反してあまり真面目ではなく、行動力がある。『平民』の範囲で最も豊かな暮らしを求め、ウェポンエンジニア（オブジェクトの設計士）を目指して王立テクノアカデミーに在籍。専門はトータルフレーム（オブジェクト全身全ての組み立て）であり、オブジェクト関連技術に興奮するギーク気質（ただしレプリカントは苦手）。ウェポンエンジニアへの最短コースとして戦地派遣留学に志願し、第37機動整備大隊に配属される。兵科は工兵で、爆弾を用いて敵の進路を塞いだり味方の進路を確保するといった任務を主とする。王立テクノアカデミー在籍時の教習の経験から爆発物の取り扱いには精通しているが、正規の軍人ではないため、基本的に銃器は携帯していない。基本装備は『ハンドアックス』とサバイバルキット。非戦闘時は派遣留学の本来の目的であるオブジェクトの勉強に勤しもうと、ベイビーマグナムの整備に参加している。
元々は楽して知識を学び、3年程度の研修を経て『安全国』へ帰国するつもりだった。しかし、部隊への配属からわずか半年後のアラスカ極寒環境雪上戦で「生身でのオブジェクト撃破」という史上初の功績を上げてしまったため、それ以来もヘイヴィアと共に世界各地の作戦に参加させられている。これを機に、軍のデータベースへのアクセス権限が与えられた。咄嗟の閃きや判断力に優れており、自身の知識を活用して敵オブジェクトの弱点を突いたりベイビーマグナムを勝利に導くための状況を作り出すなど、功績を重ねている。勝算を求めるあまりリスクが見えなくなって積極的な意見が多くなりがちであるが、消極的なヘイヴィアとは上手くバランスが取れ、馬が合った活躍を見せる。実質的相棒を務めるヘイヴィアと共に、ネットや週刊誌にてドラゴンキラーの通称が広まっていく。
ミリンダを始め大なり小なり女性から好意を向けられることが多いものの非常に鈍感で、オープン回線で繰り広げられた自分の取り合いにも気づかなかった。そのため、無駄にヘイヴィアやミリンダの不興を買うことがある。決して異性・恋愛に興味が無いという訳ではなく、エロ本を隠し持ちヘイヴィアと共有するといった事もしている。巨乳が好きで、おほほの真の体型に愕然としたことも。
王立テクノアカデミー在籍当時、文化祭の出し物として女装した経験を持つが本人は語りたがらない。
ヘイヴィア＝ウィンチェル（Havia=Winchell）
声 - 石川界人
『正統王国』軍に所属する兵士。有力貴族『ウィンチェル家』の嫡男であり、数百人ものウィンチェル家継承候補者の中でも継承順位は上位3位以内に入る。階級は上等兵。年齢は17歳。二人称は「テメェ」であり、複数形所有格の接尾辞は「〜ら」といった口調。どちらかと言えば足の裏でイロイロと踏んで欲しい性癖の持ち主。
短い茶髪を真ん中分けにした、多少筋肉質な体格の少年。不真面目で気取らない大雑把な性格。ウィンチェル家の家督を継いで当主になるために必要な武勲を積むべく軍に入り、半年間の短期訓練課程を終えて上等兵として第37機動整備大隊に配属される。本来の兵科は、敵オブジェクトのスペック調査といった索敵を主任務とするレーダー分析官だが、インテリ系な職務とは裏腹に器用貧乏で何でもそつなくこなす高スペックな人間のため、実際にはクウェンサーと共に戦場に駆り出されて歩兵のような任務を請け負うことが多い。月給2000ユーロ。正規の軍人なので旧式の入隊訓練を一通り受けており、ライフルや拳銃といった銃器で武装している。基本装備は、光学スコープや赤外線カメラや索敵マイクなど各種アタッチメントを取り付けたアサルトライフルおよび、サイドアームとして50口径の自動式拳銃。
元々は楽して功績を得るだけのつもりであり配属以来1度も実戦を経験しなかったが、アラスカ極寒環境雪上戦を経て以降はクウェンサーと共に世界各地の作戦に参加させられている。以来、不本意にも実戦経験を重ねてしまい、前線では小隊の指揮を取らされる羽目になるケースもある。消極的な意見が多くクウェンサーの突飛な作戦に主導されることが多いが、それは状況を冷静に客観視できている証であり、彼と息の合ったコンビぶりを発揮し、ドラゴンキラーの片割れとして奇跡的な生還を次々と実現させている。クウェンサーを「ナイト様」「ヒーロー」と呼んで皮肉を言うことが多い。
『貴族』の堅苦しい生活や下らないいざこざについて煩わしく思っており、『安全国』のお屋敷の生活とは違って戦地では羽を伸ばしている。乳母を務めたメイドのカレンから厳しい教育を受けた影響で、彼女の存在がトラウマと化している。婚約者がいるバンダービルト家とウィンチェル家の対立関係を嫌い、婚約者の少女と結ばれるべく自らがその歴史に終止符を打つという目的を持っている。前述の当主になる功績集めも、全てこのためである。軍の回線を経由してバンダービルド家の令嬢とは度々電話している。ウィンチェル家全体から見ても異端であり、一族には疎まれている嫌われ者。
ミリンダ＝ブランティーニ（Milinda=Brantini）
声 - 鈴木絵理
本作のヒロイン。『正統王国』軍に所属する『エリート』。階級は中尉。14歳で身長155cm、体重39kg。小柄で儚げな印象から「お姫様」と呼ばれており、台詞や地の文でも基本的に名前ではなくこちらで呼称・表記される。
肩にかかるふわっとした金髪に、色白な肌で繊細な体格の少女。スリーサイズはB79W56H80。普段は無表情なことが多い。天然で、端から見るとボーッとしているように見える。眼球の動きもオブジェクトの入力デバイスとして組み込まれているため、瞳の色素が抜けて空色へ進化している。第37機動整備大隊のオブジェクト「ベイビーマグナム」に搭乗する。特殊スーツは『安全国』の学生服のようなツーピース型。
アラスカ極寒環境雪上戦にて、整備基地の兵士達を「自分が守らなければ何もできない無能な人間」と内心で馬鹿にしていたが、クウェンサーによる決死の救出を目の当たりにし、その考えを改めるようになった。それに伴い、クウェンサーに好意を抱くようになったが、状況が状況であったり彼にセクハラされたりと報われない。メル友にはなれたものの一般的な恋愛事情に疎く、アプローチは非常に奥手である。一方で、彼が他の女性と接点を持った際は恋愛感情の有無に関わらず不機嫌になる等、嫉妬深い一面もある。時にはオブジェクトの砲口を向ける事も。
オブジェクト戦においてはプライドが高く、敗戦のことを口にされると不機嫌になる。操縦士としては手練れであり、実質第二世代と同様の性能を持つ第一世代を2機を相手取っても撃沈できるほどである。しかし、時代遅れと称される第一世代の「ベイビーマグナム」で特定の戦場において特化性能を持つ第二世代と戦うことになるため、作中では苦戦する場面が多い。
フローレイティア＝カピストラーノ（Frolaytia=Capistrano）
声 - 伊藤静
『正統王国』に所属する女性将校。階級は少佐。『貴族』出身。年齢は18歳。身長は173cm、体重は51kg。スリーサイズはB97W58H81。出身はパリ、ノルマンディー。
うっすらと青みを帯びた長い銀髪に、紫色の瞳、そして女性将校用のタイトスカートを着こなす衣服の上からでもそれとわかる爆乳の持ち主である美女。かなりの和風マニアであり、簪で髪を止めて煙管を咥え、自室の内装も全て和風で統一している。第37機動整備大隊の実地指揮官だが実地と遠隔を合わせて複数の部隊を指揮しており、規模を踏まえると本来なら少佐ではなくもっと上の階級になるはずだが、女性という理由から少佐で留置されている。
日頃から人使いが荒く厳しいことに加え、酒豪である割には酔い過ぎると泣き上戸になるのでクウェンサーとヘイヴィアには恐れられているが、部下たちを死なせることを嫌う部下想いの面もある。大胆な下着の露出などでクウェンサー達をからかう反面、純粋な好意にはたじろいでしまうウブな一面も覗かせる。
ほぼ100%男子が生まれる極端な男系の家柄であるカピストラーノ家に生まれた数少ない女性であるため、世継ぎ問題に悩む他の『貴族』たちから政略結婚を迫られている。本人はそれから逃れるため13歳の頃から少年兵として本国を離れた最前線の戦場に身を置き、「女としての価値」が無くなるまで老いるか戦死するまで戦い続けるつもりである。
アラスカ極寒環境雪上戦の一件以降、屁理屈を駆使して軍上層部から予算をもぎ取りながら、衛生兵や軍医、医療設備の拡充を進めている。

### 正統王国
アヤミ＝チェリーブロッサム（Ayami＝Cherryblossom）
声 - 横尾まり
第37機動整備大隊所属オブジェクト整備主任。「整備兵の婆さん」と主人公たちに親しまれており、台詞や他の文でも基本的に名前ではなくこちらで呼称・表記される。慈善活動家だった娘が『資本企業』から経済テロリストとみなされ処刑されかかったため、『資本企業』支配下の『島国』（日本列島）から、娘夫婦とともに亡命してきた経歴を持つ。
『資本企業』の人間として『島国』にいた頃は、オブジェクトの整備技術に誇りはなく金儲けの資格程度の認識しかなかった。当時は第一次超高齢化の真っ最中で知財だけが頼みの綱であり、そんな環境にも後押しされ、（本人曰く）生理が来る前から大学院に飛び級で進学していた。夫のヤマト＝チェリーブロッサムは既に故人で、孫がいる。娘夫妻は孫と共にヴィクトリア島東端にある移民居住都市に住んでおり、インディゴプラズマに乗るプライズウェル＝シティ＝スリッカーのクーデターに街ごと巻き込まれる事になる。娘婿の名はイエカズ（Iekazu、声 - 柳田淳一）、娘の名はシキブ（Shikibu、声 - 葉山いくみ）、孫の名はオリヒメ（Orihime、声 - 水瀬いのり）。
バンダービルト（Vanderbilt）家の令嬢
声 - 内田真礼
ヘイヴィアの非公式の婚約者であり、大貴族バンダービルド本家の跡取り娘。ファーストネームは不明。家紋は百合であり、それにちなんだ彼女を指す俗称は『バンダービルドの白き百合』。年齢は15歳程度で金髪、全身宝石だらけのドレスを着ている。「○○っつー訳ですのね」「○○じゃねーですか」など、乱暴な口調と丁寧な口調を混ぜ合わせた話し方が特徴。
バンダービルド家の中でも平和主義者であり、非武装を標榜して『正統王国』内外の問題を言葉によって解決する事を目指す。
ウィンチェル家とバンダービルド家の両家の反対を押し切って婚約した。夫の待遇や階級については頓着しない主義。愛人を作ることも『貴族』の男のステータスだとヘイヴィアの素行を許容してはいるが、それは自分を一番に大切にするのが条件とのこと。ウィンチェル家専門の対策室ともコンタクトを取り、一族の人間の動向を把握している。
フライド（Flide）
声 - 大林隆介
『評議会』の一員。エリートの育成部門を一括管理している。生身の人間でもオブジェクトに勝てることを証明し、結果的にゲリラやテロリストによる抵抗の長期化を招いたクウェンサーらを疎んじている。オセアニア軍事国侵攻戦にてクウェンサーらをオブジェクト同士の交戦に巻き込ませて殺害する予定だったが、彼らが〇・五世代の破壊に成功し計画が破綻し失脚。軍に採用させず秘密裡に子飼いにしていたキャスリンを率いてイグザクトジャベリンで第37機動整備大隊と交戦したが、イグザクトジャベリンを撃破され軍法会議へかけられる。
アニメでは軍法裁判後は拘束されていたが脱走、後にアルプス山脈にて『情報同盟』から盗み出したエリート用認識介入プログラム『真実の鏡』を使用し、ベイビーマグナムの暴走を招いた。その後、暴走したベイビーマグナムからの砲撃を受けて『真実の鏡』の解除キー諸共消滅した。
シーワックス（Seawax）
声 - 小山力也
報道カメラマン。オブジェクトばかりが強調され、戦場の人々が軽視される風潮に憤っている。
プレス用の非戦闘許可証を持ってオセアニア軍事国へ取材に赴いた際、独断でオセアニア兵を射殺し、先住部族虐殺のきっかけを作ってしまう。第37機動整備大隊に身柄を拘束され尋問されたが、自身の行動を反省してクウェンサー達に助言を行った。
オセアニア模擬戦にて、『ブルーボトル』が拉致した人質を救出しに向かうクウェンサー達に同行した。以前は目の前の悲劇を前にカメラを構え続ける人間だったが、クウェンサー達との邂逅を機に、自ら救出の手を差し伸べる選択を取るようになる。
ハルリード＝コパカバーナ（Halreed=Copacabana）
声 - 竹内良太
第52機動整備大隊所属のオブジェクトのエリート。有力『貴族』出身の長男坊で、カールした金髪。典型的な貴族らしい性格であり、高い誇りと強い特権意識を持っている。階級は少佐。
フローレイティアとの政略結婚を求める『第三候補』だったが、イグアス砲撃戦に居合わせた功績をカピストラーノ家に認められて『第一候補』へと昇格した。が、クウェンサーに『フローレイティアと「平民」の自分に肉体関係がある』というデマを吹き込まれて逆上し、婚姻を自ら蹴って婚約者を探し直すことになった。アマゾンシティで定期メンテ中のフォレストローラーを護衛する任もあったが、放棄して『本国』に帰ってしまっている。
バイラニー＝サローノ（Bilany=Saronno）
声 - 高橋未奈美
第52機動整備大隊最前斥候小隊所属。オブジェクト突入前にいち早く戦場に向かい、事前情報の収集や基地の基盤の構築を担当している。階級は伍長。気が強く忠誠心も高い女性兵士。
ブレイクキャリアーへの奇襲としてダムを爆破し村を水没させ足止めすることをフローレイティアに提案したが、万単位の人を見殺しにしなければならず第37機動整備大隊は作戦に応じなかった。しかし、ブライトホッパー大破の報復を諦めずダムへと部隊を展開したところで、ヘイヴィアに作戦を妨害され、ベイビーマグナムがブレイクキャリアーを破壊したことで作戦を中止した。
スタッカート＝レイロング（Staccato=Raylong）
声 - 松本忍
『正統王国』海兵隊に式典用として設立されているアクロバット飛行隊に所属するエースパイロット。コールサインは『バーニング・アルファ』。階級は大尉。キザな言葉遣いの男性。時代遅れの戦闘機に愛着を持ち、ヒロイズムを忘れないロマンチスト。クラシックを好む。
「正統王国の朱き邪眼」として知られており、作中では高度5mを乱立するビル群を躱しながらマッハ1で駆け抜ける、水平爆撃をピンポイントで決める等の離れ業を披露した。他にも、オブジェクト全盛のこの時代に敢えて不便なセミアクティブ方式を好んで使い、撃ったミサイルの再照準といったテクニックで敵機を翻弄する。
モニカ（Monica）
声 - 大久保瑠美
『貴族』出身で金髪のわがままな少女。グラビアアイドル出身の、『CS☆ミリタリーチャンネル』の歌って殺せる戦場アイドルリポーター。白とピンクの迷彩服を着ている。戦場リポーターはあくまで宣伝戦略の一環であって、本人に軍事技術や経験は皆無。
没落して借金まみれになり母親と逃亡している際に、近所に住んでいたクウェンサーの父親（しがないサラリーマン）に匿われた過去がある。その後、血統局と連絡を取って身分証を変え、アイドルとして復興した自分をクウェンサーに見せつけるためにミリタリー色のある仕事を選んだ。クウェンサーを「奴隷」「小間使い」「下僕」と呼んで使い走りにする。
シャルロット＝ズーム（Charlotte=Zoom）
声 - 大西沙織
『正統王国』軍独立特7小隊の中尉（『黒軍服』の将校）。『平民』出身。眼鏡をかけた20代前半の女性。艶のある茶髪の髪に、雪のように白い肌がコントラストを作っている。話し相手には「貴君」と呼びかける。式典用のリボルバーを携帯している。理知的で冷静、生真面目で少々融通が利かない。
偽装巡洋艦『スカーレットプリンセス号』の船長、アルフォンソの双子の娘の内の一人。成金商人の母親のコンプレックスの影響のせいでピアノやバイオリンなどの英才教育を受けており、その反動からか社交界に忌避感情を抱き『黒軍服』に志願した。馴染みのバーにて、クウェンサー達二人組がオブジェクトを破壊するたびにマスターが記念カクテルを作るため、今ではすっかり2人のファンになってしまった。
ミョンリ（Myonri）
声 - 本渡楓
第37機動整備大隊警備部門機械化中隊所属の小柄な東洋人の女性兵士。階級は兵長。誰に対しても敬語で話す、生真面目で押しの弱い性格。ヘイヴィアに「可愛い女の子」と呼ばれ困惑するウブな一面もある。「無味無臭のレーションに耐えられないのでペースト作ろう同盟」の一員。
本来は装甲車などに乗って基地内の敷地を巡回するだけの安全な係だが、シザーオープナーなど妙な資格を大量に集めているせいで現場へ駆り出されることが多い。パワードスーツの操縦も得意とする等、手先が器用。実戦経験に疎いため現場では誰彼構わず指示を仰ぎたがる。
クックマン（Cookman）
声 - 山本格
第37機動整備大隊警備部門保安斥候小隊所属のベテラン兵士。大柄の黒人の青年。階級は軍曹。警備部門は、基地へ接近する敵兵との直接戦闘を請け負う最も武闘派な部署のため、ベースゾーンから2,3日もかかるような広域パトロールもこなしている。
カムチャッカ半島夜間奇襲電撃戦にて、チームの最年長だったことから指示を出していたが、ウィングバランサーの進行に巻き込まれて戦死する。
ウェスティ（Westy）
声 - 芳野由奈
第37機動整備大隊警備部門保安斥候小隊所属の女性兵士。茶髪のポニーテールにそばかすの少女。階級は伍長であり、斥候小隊に属するが故に戦場を歩き慣れている。男と男をくっつける発想の持ち主。カムチャッカ半島夜間奇襲電撃戦にて、ウィングバランサーの進行に巻き込まれて戦死する。
チャールズ（Charles）
声 - 山下大輝
第37機動整備大隊電子シミュレート部門所属の戦地派遣留学生。ホームシックで陰気な雰囲気を纏う、人見知りな線の細い白人の少年。専門はオブジェクトの通信ソフトウェア関連で、ハッキングの腕なら第37機動整備大隊の電子シミュレート部門をも凌ぐ。逆に、それ以外は取り柄がない。カムチャッカ半島夜間奇襲電撃戦にてナッツレイに銃殺(アニメ版ではナイフで刺殺)される。
ナッツレイ（Nutsray）
声 - 内匠靖明
第24機動整備大隊所属の黒人の少年。言葉は汚いが、発声はハキハキとしている妙な口調。前向きに現状を楽しむ性格。偵察やスパイを行う諜報関係の人間のため、オブジェクトよりもUAV、UAGなど小さなメカの方が興味がある。ライフルを手にして直接戦闘を行う腕もある。
シティ＝スリッカーの思想に共感しており、スパイとして第37機動整備大隊へ戦地派遣留学生という肩書きで潜り込む。部隊内では諜報部門に所属。カムチャッカ半島夜間奇襲電撃戦にてチャールズを射殺して妨害プログラムをUAVに感染させることを阻止し、クウェンサーとシャルロットを襲撃した。その後、坑道内へ逃げ込んだ彼らを採掘用パワードスーツに搭乗して追撃したが、クウェンサーの返り討ちに遭って死亡した。
プライズウェル＝シティ＝スリッカー（Prizewell=City=Slicker）
声 - 小西克幸
第24機動整備大隊所属のオブジェクトのエリート。自分を中心とした特定の集団でのみ、戦争と政治を操ることを至上の目的としている。
奴隷制の復活を提唱する血統主義者であり、狂信的な言語保護活動家でもあるためか、他言語バンドのメンバー暗殺や外語学校の爆破など数件のテロへの関与が囁かれるほど悪名高い。その為『貴族』出身ではあるが浮いた存在だった。状況を打開するために『情報同盟』へスパイを派遣して戦略AIの技術を盗み、オブジェクトのダミー機を開発した。
カムチャッカ半島夜間奇襲電撃戦に採掘場の『信心組織』の反戦団体を巻き込み、排除することで軍事的な発言権を取り戻して言語保護活動に繋げようとした。が、第37機動整備大隊に目論見を阻止され、工作が露見。大破したインディゴブラズマと共に爆死した。
ジェニーリア
金髪の女性。結婚詐欺師であり『貴族』の血統を詐称して荒稼ぎしていたが、バーで出会った男が軍上層部の息子であり、戦場へと飛ばされた。逮捕前は犯罪者同士で情報交換することもあり、バーで色々な手口を聞いたことがある。
クック方面諜報戦にて、ヘイヴィアと共にナイトエッジ小隊のティルトローラー式ガンシップを撃墜させる。しかし何故か行動を共にしていた彼ではなく、クウェンサーとメアド交換をしていた。
クレア＝ホイスト
オブジェクトの天才設計士。20代の女性。第二世代のオブジェクト4機によって警護されたクック追加諸島の『中央』に住んでいるが、本宅はパリにある。趣味で株や先物取引をしており、その儲けで世界各地に別荘を買っている。派手な色のビキニの水着の上から足首辺りまである長い白衣を羽織っており、髪は茶色のロングヘアで束ねず広げっぱなし。過去に『ベイビーマグナム』や『アサルトシグナル』などの設計を手掛けている。現在は「第三世代への道」を模索しており、実際に『トライコア』の戦場に居合わせたクウェンサーの出向先が自身の住まうクック追加諸島になるよう軍上層部に介入した。
専属の護衛であるナイトエッジ小隊を使って『正統王国』の内部の裏切り者の炙り出しを行っていた。また、ある復讐を果たす為に、破壊工作を専門としサイドビジネスも行っていると黒い噂が付きまとう独立部隊『ユニコーン』の活動に加担している。
完璧アイドル
本名不明。完璧すぎて可愛くないという理由で落ち目のアイドル。広告代理店に『ボルガの王女より美しい』と評されたことにより、不敬罪でレギュラー番組を降格させられたこともある。戦場レポーターかAVデビューかでクリーンな戦争に参加したが、そこでヘマをしてバックグランド部隊へ左遷された。テレビ番組の企画で建築用パワードスーツの免許を取っていたため、アサバスカ方面輸送戦ではパワードスーツに搭乗していた。
同部隊に左遷されていたドラゴンキラーの2人と共に『情報同盟』の襲撃に賄賂密輸の証拠隠滅と立て続けに危機に遭うも、パワードスーツの存在とクウェンサーの的確な指示で3人揃って生還を果たした。その後、彼とだけメアド交換している。
ソギア
破壊工作を得意とする独立部隊『ユニコーン』の隊長であり、大男。葉巻を好む。3年前ステイビア＝ニコラシカの護衛部隊である第115独立近衛中隊『ホワイトベアー』の壊滅と同時期に、ディミクシ＝ニコラシカの周囲に現れた悪名高い部隊を率いている。『資本企業』に通じている疑惑など、任務の裏で様々な非合法な手段を講じて各世界的勢力を跨ぐ人脈拡大を図っている。
人脈拡大の一環としてナイトエッジ小隊に潜り込んで設計士クレア＝ホイストに近づいた。ニコラシカ王家の継承争いに決着をつける『御前試合』の結果を見届けるために現れたディミクシ派のマキアーレ大佐に『ユニコーン』の活動の真意を伝え、真の活動を開始する。
マルス
『ユニコーン』の部隊に所属する色白の青年。部隊に配属されてから3年目。『平民』でも王室に入れることを理由に『ホワイトベアー』へ志願したが、『ユニコーン』へ鞍替えするための最初の任務が自分の整形だった。
サーニャ
『ユニコーン』の部隊に所属する銀髪に褐色の女性。各世界的勢力や地元ゲリラ・テロリストの軍服・装備品を調達した『コレクション』を持っているため、部隊の仲間からは皮肉を込めてコスプレマニアと呼ばれている。
クリスマスブーツ作戦にてフラットが入手したリチウムのインゴットを換金して『情報同盟』に潜伏するユニコーンへ小切手を送った。
フラット
『ユニコーン』の部隊に所属する小柄な少年。調理師免許を持った補給兵としてバックグラウンド部隊に潜入し、クリスマスブーツ作戦にてクウェンサー達を裏切り『情報同盟』への賄賂であるリチウムのインゴットを破壊した。
ステイビア＝ニコラシカ（Staivia=Nikolaschka）
ボルガ方面の王女。14歳で、身長150cm、体重39kg、スリーサイズはB76W55H76。ディープパープルの瞳とブロンドの髪を持つ。出身地はモスクワ、ラドガ。乗り物酔いするため、船や飛行機に乗りたがらない。好物はビーフストロガノフ。大衆人気も高く、モスクワの宮殿前ではブロマイドが売られている。ヘイヴィアは夜会で会ったことがあり、面識がある。
これまで数々の政争に巻き込まれてきた過去があり、ディミクシ派の陰謀にも巻き込まれた。3年前に自身を警護する部隊である第115独立近衛中隊『ホワイトベアー』が軍事演習中に『情報同盟』に襲撃され壊滅して以来、直接の護衛がいない「孤独の王女」となっている。強く信頼していた『ホワイトベアー』隊長のユーレンザックの死亡を含むこの壊滅事件以来、彼女を守るために身体を張る人物が少なくなるよう彼女なりの（かなり破滅的な）決断をするようになった。
マキアーレ
濃いグレーのベレー帽を被り、サングラスをかけた初老の男。階級は大佐だが、それにしては勲章の数が少ない。
利害関係がハッキリしているディミクシの方が裏から操りやすいため、『御前試合』にて彼が勝てるようユニコーンと共に手を回していた。しかし、その御前試合直前でソギアに裏切られ、射殺された。
ミクファ
ステイビアに仕えることを誇りにしているメイド。『ホワイトベアー』が壊滅した後もディミクシ派の陰謀からステイビアを守るために奔走し、3年後まで計画を引き伸ばさせた。ディミクシ派の拷問を耐え、救出しに来たクウェンサー達と共にブロードスカイサーベルの爆破に協力した。
ディミクシ＝ニコラシカ
『ブロードスカイサーベル』を操るエリート。30代のボルガ方面の王族だが、女王の夫の愛人が出産した連れ子と噂されている。つまり血統が最重要視される『正統王国』においてボルガの王族の血が全く流れていないという疑惑があるが、血統局の重役に息のかかった者を過半数以上派遣し審査に介入している。大胆な計画を取る割に臆病に行動する。
3年前、ステイビアの護衛部隊『ホワイトベアー』が軍事演習中に『情報同盟』の襲撃により壊滅したとなっている事件は、実際には『ユニコーン』発案の『ホワイトベアー』壊滅作戦にディミクシ達が相乗りする形で起きたもの。『御前試合』にてステイビアを「正々堂々」暗殺し王位継承権の獲得を目論む。だがクウェンサー達の活躍によって大破されたブロードスカイサーベルと共に海の底に沈んだ。
エクセルシーラ
故人。クレア＝ホイストが初めて設計した第一世代オブジェクト『アサルトシグナル』の操縦士エリートだった。5年前滅多に取らない休暇を申請し、両親へ手編みのセーターを渡そうとしていた所、ボルガ方面の王位継承権の争いに巻き込まれ暗殺される。
ガーリー
第37機動整備大隊所属の小柄な女性兵士。顔にそばかすがある。
ベーシック
第37機動整備大隊所属の兵士。筋肉だらけで大柄な男性。
ドロシー
南ブリテン方面出身で、80歳くらいの老婆。娘夫婦とオセアニア観光中に『ブルーボトル』に拉致され、人身売買に巻き込まれた。クウェンサー達に、自身のみならず人質の皆の救出を願うが貨物船の冷凍庫に閉じ込められる。その後、彼らの活躍により救出され娘夫婦や孫と再会した。
MIBの世論操作に疑問を抱き、匿名掲示板にて真実を訴えた。
リサ＝ドービル
金髪碧眼の女性兵士。軍のデータベースに登録されていない撤退戦のエキスパート『ストークキラー部隊』所属の少尉。
部隊の暴走を止めようとリーダーと口論になった際、銃撃戦に発展して仲間を射殺し遁走を図っている。「クリーンな戦場」の裏事情の暴露を恐れた軍上層部は彼女一人を「自然に暗殺」する為だけに彼女の逃走予測区域に戦争をセッティングした（オセアニア情報戦）。第37機動整備大隊のベースゾーンへ逃げ込もうとしていた所、任務活動中のクウェンサー達と合流。ベイビーマグナムと2機の敵オブジェクトの激突に巻き込まれたクウェンサー達を逃がすため、自身が囮となる決意をし砲撃の余波を受けて右腕を失う。しかし彼女を助ける為、シンプルイズベストを撃破した事により戦況は一転。ホーネットストームが撤退したことで第37機動整備大隊に保護され、事情聴取を受けた。その後は希望通り軍事法廷に立つことになり、軍上層部のスキャンダルが暴露される事になった。
アルフォンソ＝ズーム
偽装巡洋艦『スカーレットプリンセス号』の船長を務める初老の男。双子の娘の内の一人が『黒軍服』に所属するシャルロットである。
マリアージュ＝ナイトキャップ
南ブリテン方面ケンブリッジ大学所属の院生。小柄だが胸が大きいアンバランスな体型の眼鏡をかけた少女。専門は機械工学と情報処理で、『安全国』にいながらも自軍のオブジェクトの弱点の洗い出しなどに尽力して軍に協力していた。しかし、『資本企業』の第二世代『プライベートバンク』へ情報戦を仕掛けたことで軍上層部の影のVIP達の反感を買い、人工島『シャトー・ド・ルージュ』に特別政治犯として収容された。
『メガロダイバー』の弱点を見つけ得る人材として『メガロダイバー』から襲撃を受けるが、それを見越して派遣されていた第37機動整備大隊によって保護された。
カレン＝I＝ウィンチェル
ウィンチェル家に仕える私兵部隊に所属するミルクメイド。片目を眼帯で覆っている。ウィンチェル家は高い功績を上げた使用人や料理人へ養子縁組を使ってウィンチェルの名を与える因習があり、それによって名前を授けられた。ミドルネームのIは、イミテーション（模造品）の意味。
幼少期のヘイヴィアの乳母となり、彼の面倒を見ていた。普段は頭ごなしに説教をしているが、古い因習を打ち破り余計な血を流させまいとするヘイヴィアの生き方に感銘を受けている。
ウィンチェル家が所有する7隻の武装客船の一角、『サマーバケーション号』に搭乗している。
ミリア＝ニューバーグ
諜報部門に所属する女性兵士。階級は中尉。金髪ショートヘアで、ぶかぶかのカーゴパンツとビキニのトップスを好んで着る。舞台裏である諜報活動に退屈しており、ロストエンゼルスに出向されたクウェンサーの突飛な意見を歓迎している。
キャサリーヌ
ケツアゴ無精ヒゲで眼帯を付けた軍人コメンテーター。ニューハーフであることが見受けられる。オブジェクトの戦術指揮によって数々の歴戦を制した元大佐。
ジェームズ＝ハネムーン
映画監督。中年男性。
アレン＝ジャックローズ
王立テクノアカデミーに在籍するクウェンサーの悪友。一人称は「僕」で、クウェンサーを「クウェン子ちゃん」と呼ぶ。証明書のみの没落貴族であり、実家は築500年のボロアパートの一室。制服である青のブレザーを纏った上で、肘や膝に合成樹脂のプロテクターをつけている。学業に優れ、首席成績者だけが資格を与えられる秘密サロン『金獅子クラブ』に加入している。そのお蔭で軍部や官僚へコネを持つが、本人はそちらに興味はなくエンタメ業界を志望しており、映研での活動に夢中。クウェンサーに憧れ、彼をモデルにした脚本を書いていた。
王立テクノアカデミーで起きた『教員派』と『学生派』の抗争にて、クウェンサーとモニカと共に事件を終結させる。その後はモニカの伝手を得て、配給会社の脚本チームに参加するチャンスを得た。
名物教授
王立テクノアカデミーの名物教授。乱れ白髪の白衣の老人。頭のネジが外れた変人で、常識を見失った天才の末路。『正統王国』軍のオブジェクトを第一世代から第二世代へ引き上げた立役者の一人。「今世紀中にタイムマシンを作れそうな学者百選」にもノミネートされている。
エルリッタ＝シャンゼリゼ
王立テクノアカデミーの現理事長。貴族出身で、赤いミニタイトスーツを着た10歳の少女。辛いものが苦手。初等部、中等部、高等部、大学、院の各会長へ放課後に家庭教師に就いてもらっている。
クリフ＝フレンチコネクション
王立テクノアカデミーの学園長。平民出身の男。王立テクノアカデミーの『攪乱送金プロジェクト』に横槍を入れ不正経理を行い、また『情報同盟』へ情報漏洩する見返りで、『資本企業』の幽霊会社『オブジェクト共同運用ファンド』へ投資し自前のオブジェクト作製を依頼するための資金確保を狙っていた。『烙印』を装甲車に搭載して『学生派』と交戦していたが、クウェンサー達の妨害に遭い死亡する。
ミーナ＝スティンガー
『正統王国』軍独立特15小隊（黒軍服）の隊長。階級は中尉。金髪ショートヘアに眼鏡の巨乳の女性。黒軍服として各部隊に持ち込まれている軍規違反の私物を押収していたが、押収物を私的に利用して堪能している現場をクウェンサーたちに抑えられ弱みを握られてしまう。実態としては15小隊そのものが麻薬戦争と癒着しておりアズライフィアの手駒として動いていた。リオングランデ方面墜落機救出戦にて、麻薬戦争の証拠隠滅のために部隊が駆り出されたがアズライフィアに口封じされる。
アズライフィア＝ウィンチェル（Azureyfear＝Winchell）
ヘイヴィアの妹であり、継承順位は第5位。15歳で身長158cm、体重47kg。スリーサイズはB83W54H80。金髪に青白い肌で、青いドレスの纏う少女。瞳の色はブルー。
彼女を指す俗称は『ウィンチェル家の蒼き薔薇』。貴族の振る舞いとしてノブレスオブリージュを心掛けている。銃の扱いに長ける。ヘイヴィアを「兄様」と呼んで慕っているものの、面と向かってその想いを口にすることはない。薔薇の香りがする香水を愛用している。
ウィンチェル家における優柔不断なヘイヴィアの立場を固めるため、彼に討たれる仇役として自らカラフルバニラによる麻薬戦争を首謀。『情報同盟』から受領した『デストラクションフェス』に搭乗して自殺を図ったが、クウェンサーにより阻止され軍に連行された。
麻薬戦争を首謀したことや『情報同盟』と組んでオブジェクトを完成させ『正統王国』の艦船を薙ぎ払うなど事が重大であるため司法取引をもってしても無かったことにはできない事態を引き起こしたものの、司法取引だけでも数十年を要するとされている。クウェンサーとヘイヴィアの予想では罪人として一生を終えるとは想像できず、牢獄の真の支配者として裏世界から影響力を行使するか、重刑務所でさえ素手で脱出する怪物となるかと恐れられている。
フラッグ＝エッグノック
『王族』エッグノック家の第一王子であり、『君主議会』の一員でもある小太りな中年男性。失言癖が酷いため世間からの評価は常に悪く、王族の間ですら議論を活性化するための必要悪という表現で厄介者として扱うほどであり、重臣たちの間は何とかして彼の王位継承権を回避できないか話し合われていた。麻薬戦争に関わるだけでなく、王族でありながら『情報同盟』と癒着していたが、実は彼の失言を常に動画として世界に配信しているのも『情報同盟』であった。自身の失言を揉み消すために、過去に21回ほどウィンチェル・バンダービルド両家の対立を煽り、そちらの炎上騒動の影で自身の失言問題から注意を逸らしていた。しかし、南大西洋非常事態家督相続内戦において第37機動整備大隊の妨害に逢い、ヘイヴィアとの『決闘』の末に死亡する。
ケビン
第37機動整備大隊所属の男性兵士。万年下っ端。既婚者だと公言していたが、実際は見栄を張って嘘をついていただけであった。兄ロビンは、『正統王国』宇宙平和利用機構所属の民間分類・ヴィーナス級宇宙ステーション『プリンセスニコラシカ』に勤める宇宙飛行士。
アフリカ南端喜望峰砕氷砲撃戦にて、小型電源車両『アルマジロ』と共にクウェンサーやヘイヴィアに同伴した。
エルフィリ＝クラシック
第37機動整備大隊の諜報部門の少尉。制服を教本通りに着こなし、黒髪にフレームの細い眼鏡をかけた巨乳の女性兵士。
エイプリル
教導隊所属の女性兵士。階級は大尉。
キャスリン＝ブルーエンジェル（Catherine=Blue angel）
『イグザクトジャベリン』のエリート。長い金髪を三つ編みにして腰まで伸ばした、瞳は緑色の12歳の少女。特殊スーツは薄手の襟付きブラウスにリボンタイと、短めのプリーツスカートを足したような青系統の意匠。出身はアマゾン方面のブラガンサ。身長は136cmで体重は31.0kg、スリーサイズはB64W48H65。階級は中尉。エリートとして各種人工強化措置を受けているため、銃器や乗り物の扱いやCQCにも長ける。
フライドに子飼いにされていたが彼の失脚と共に軍役から退き、『安全国』で一般人としての生活に憧れて民間順応化支援制度を受ける。彼女を救出した上、銃に頼らないクウェンサーの在り方を尊敬し、「おにーちゃん」と呼んで懐いている。セカンドヴェニスにてアルゲイフォンテスに感染したが、解毒剤が投与され無事に快復。その後はバーボタージュ家が身元引受人になる事で民間順応化支援制度をクリアし、『安全国』のパリへ旅立った。現在は養子となりバーボタージュ姓を名乗っている。
エヴァンス
第37機動整備大隊所属の男性兵士。オブジェクトの脅威を前にして恐怖のあまり勃起する等、救われない性を負う羽目になった。セカンドヴェニスの『ピラーオブトゥルース』での一件にてマークスとコンラッドが戦死する中、重機関銃で後方支援に徹していたため生き残る。その後もウェストサイドの『感染基地』へも同行し、装着したパワードスーツごと水没したが奇蹟的に生還する。『オリーブガーデン』への遠征へも参加した。
マイク＝ナイトキャップ
52歳の男性。陸軍准将にして北欧展開される陸軍勢力のまとめ役。陸路の兵站線を牛耳る事で誰を見捨てるか自由に選べる立場を持つ。
ブラドリクス＝カピストラーノ
長い銀髪で、漆黒の燕尾服を着た青年。フローレイティアの兄で、彼女からは「おにいちゃん」と呼ばれ彼女を「ティアちゃん」と呼んでいる。出身はパリ、ノルマンディー。身長185cmで体重は69kg。瞳は紫。カピストラーノ家の継承順位は第3位。
重度の慈善中毒者であり、生まれて一度も感謝した事のない自身の資金を湯水のように募金箱に突っ込むような行為をその時の気分で実行していくため、戦争国の経済を安全国から蹂躙しているとも揶揄されている。フローレイティアに負けず劣らずの和風マニアであり日本刀を携帯している。
老若男女を問わず能力の高い者をメイドや家庭教師として採用し、護衛として侍らせている。部下の教育は徹底されており、主人である彼を輝かせるためにオーダーがなくとも諸々の事情を察して彼を全力で支援する。当人の実力も卓越しており、やり過ぎないように護衛達は彼の抑制装置となっている。
リリム＝ガゼット
第37機動整備大隊の電子シミュレート部門に所属する女性兵士。年齢は17歳。内向的だが専門分野に関しては承認欲求が高く饒舌になる。
ルーチェ
第37機動整備大隊所属の尋問を担当する女性兵士。前髪や眼帯やマスクやヘッドフォンなどで顔を隠したじめっとした雰囲気のオドオドした少女。
エリーゼ＝モンタナ（Elise=Montana）
ふわふわ金髪に眼鏡の女性兵士。出身は南ブリテン方面のロンドン。年齢は23歳。身長は161cmで体重は53kg、スリーサイズはB96W59H82。階級は軍曹。
第7特別教導隊の教官。専攻は音楽隊、射撃、近接戦闘、その他陸軍特殊部隊に必要な技術全て。
ブルランク＝ハッピーユース
第21機動整備大隊の指揮官。デジタル・アナログ共に一般人にしか見えないように『ボディファイル』に纏わる自身の後ろ暗い痕跡を徹底的に潰している。
ケインズ＝アンブロジア
28歳の男性軍人。『島国』四阿に潜み世界大戦を招いた元凶の4人の内の一人。

### 情報同盟
レンディ＝ファロリート（Lendy＝Farolito）
声 - 佐藤利奈
『Sky Dog(br) 3rd C.E.B.』の指揮官。階級は中佐。褐色肌・銀髪の女性。20歳前後。自軍のエリートである「おほほ」を部下があきれるほど溺愛している。若年ながら現場叩き上げの軍人で、軍事作戦のみならず情報戦や政治的駆け引きにも優れる。重要戦時広報作戦室付参謀という名目で、舞台衣装や追加CGの制作含むトップアイドルの総合クリエイションにまで担当している。
アラスカ戦場跡地迎撃戦にてガトリング033が第37機動整備大隊に丸ごと鹵獲されたが、建造途中のプロジェクトを横取りし、兵装を組み変えてガトリング033を再び用意した。「オセアニア駐留休暇戦（？）」時に行われた『正統王国』のクリスマスパーティに乗り込んだ際、クウェンサーに「すけこまし」の称号を与えている。
「おほほ」（本名不明）
声 - 金元寿子
『Sky Dog(br) 3rd C.E.B.』のエリート。階級は大尉。「おほほ」と笑うため、クウェンサー達にこう呼ばれている。自国ではGカップの国民性アイドル（茶色の瞳に金髪で、身長167cm・体重48kg、スリーサイズはB98W61H84）として活躍しているが、これはフル3DCGのモデルだけであり、実際には身長130センチ前後の10歳程度の少女である。CGのモーション自体は彼女の動作をキャプチャしたものである。出身はニューヨーク、チェサピーク。
性格は少々、高圧的でプライドが高い。第37機動整備大隊と縁が深く、戦場で共闘、敵対する事が多い。ミリンダとは犬猿の仲。クウェンサーに執着しており、『情報同盟』へ亡命するよう執拗に勧誘を繰り返す。自身のバーチャルモデルを4m大に拡大した巨大な試作パワードスーツをリモート操縦し、トラックの砲座に固定する用途の連速ビーム砲を両手で振り回して直接戦闘に参加する。
アラスカ戦場跡地迎撃戦にて、クウェンサーのハッタリによってレンディと対立しかけたが無事に誤解が解かれた。セカンドヴェニスの一件を経て国際的に非難を受けたが、『情報同盟』内ではデュラハンプロテクトを受ける事で架空の戦犯を捏造して真実を封殺した。
ワイディーネ＝アップタウン（Wydine＝Uptown）
声 - 新井里美
『Sky Dog(br) 3rd C.E.B.』の諜報員。金髪に褐色肌の女。イラストでは左目の下に泣き黒子がある。
ヴィクトリア島緊急追撃戦の際に、他の構成員らと共に『資本企業』のPMC『戦場お掃除サービス』を名乗り、メイド服のようなデザインの軍服（ネコ耳も装着）を着て一時クウェンサーに雇われの身となった。ラジコン電波で操る、単発ロケット砲が装着可能な無人偵察機（航空機のUAV『バード』と六輪車両のUDV『アニマル』）を有し、ダミーアンテナと併用してクウェンサー達と協力してインディゴプラズマの攪乱に助力した。実際には、プライズウェル＝シティ＝スリッカーが『情報同盟』にスパイを送って開発した戦略AIを機密保持のために破壊するべく活動していた。ワイディーネという名もその場限りの偽名なのだがコードネームとして残すことを検討しており、ヴィクトリア島緊急追撃戦後もクウェンサーの事を「ご主人様」と呼んでいる。
チャーム（Charm）
声 - 中津真莉
『Sky Dog(br) 3rd C.E.B.』の諜報員。茶髪をポニーテールにまとめた少女。ヴィクトリア島緊急追撃戦の際に、他の構成員らと共に『資本企業』のPMC『戦場お掃除サービス』を名乗り、メイド服のようなデザインの軍服（ネコ耳も装着）を着て一時クウェンサーに雇われの身となった。同組織内では各種資材の調達や管理を担当していた。
レミッシュ（Lemish）
声 - 木村珠莉
『Sky Dog(br) 3rd C.E.B.』の諜報員。金髪をツインテールにまとめた少女。ヴィクトリア島緊急追撃戦の際に、他の構成員らと共に『資本企業』のPMC『戦場お掃除サービス』を名乗り、メイド服のようなデザインの軍服（ネコ耳も装着）を着て一時クウェンサーに雇われの身となった。同組織内では戦力分析や作戦立案などを担当していた。
ロイス
民間ジャーナリスト。「おほほ」の父親。『情報同盟』軍の活動が正式に行われているか無線で傍受しているところ、反体制の武装集団の第37機動整備大隊襲撃計画を知ってしまい、彼らに追われる身となる。逃亡中に見かけたヘイヴィアに救援を願い、化学燃焼型弾頭『クラフトサラマンダーIII』の撃墜に成功する。
ルーカス＝ウェスタンローズ
ネットTV『キャットウォークTV』のディレクター。20歳前後の青年。「もしもし」「ええ」「はい」など、電話口で話すような合の手を頻繁に会話に混ぜる。ドキュメント番組作成のためエリエ＝グリーンハットと契約を結んでいたが、彼女がリタイアしたことでマリーディを代役に指名した。しかし、彼女が襲撃される際には泡を吹いて気絶したりするなど、実際には放映できる部分がほとんどなかった。
エリエ＝グリーンハット
テクノピックにおける射撃競技シュートアスロンの、『情報同盟』チェサピーク方面代表の民間人出身の選手。10代後半の少女。シュートアスロン1日目をトップ通過したことで『正統王国』からの襲撃に遭い、マリーディの介入によって暗殺が阻止され一命を取り留めたが、負傷が酷かったためリタイヤした。
レイス＝マティーニ＝ベルモットスプレー（Wraith=Martini=Velmouthspray）
12歳の金髪碧眼（青色）の黒い軍服を纏う少女。身長141cm、体重37.8kg、スリーサイズはB68W55H71。出身地はブカレスト、トランシルヴァニア。階級は中佐。天才少女計画によって生み出された『マティーニシリーズ』の内の一人で、序列は49位。「代わりが利く」という条件が彼女に大胆な行動を促し、短期間で中佐にまで上り詰めた。『島国』の習慣である七五三の話を持ちだすと激怒するらしい。所属は『carrier pigeon news.ltd, emergency supply company』。
軍の高官が不祥事を起こした際に、指揮系統が混乱した大部隊を迅速に戦線復帰させるために送られるトラブルシューターの専門職であるため『繋ぎの死神』と呼ばれている。そのため、彼らはこれまでの人生で指揮下の兵士達を大事に扱った試しがない。
フランク
レイスの護衛を務める20代後半の青年。階級は少尉。レイスの命令に忠実で無言。担当のマティーニが暴走した際のセーフティとしての役割を担っている。
アリサ＝マティーニ＝スイート、リカ＝マティーニ＝ミディアム、オルシア＝マティーニ＝ドライ
天才少女計画によって生み出された『マティーニシリーズ』の3姉妹。パレード用の真っ赤な軍服を着た金髪の女性。3人で1つの解決装置として機能する。アリサは三女で一番胸が大きい。3人とも世話役となる青年に好意を寄せており、彼の存在によって管理不能な3人の行動が軍へ縛り付けられている。『パーフェクトブラウジング』作製のためのサンプルとしてウィンチェル家のミクロな精神構造とバンダービルド家のマクロな対立構造を蒐集、分析、保存しようとフラッグ＝エッグノッグの思惑に加担していた。また、グレーターキャニオンにて信心組織の動向をモニタリングする事で、あらゆる神話や伝説の矛盾点を自動的に検索指摘する対話式宗教破綻プログラムの作成を画策していた。
フェアーズ＝アペタイザー
天文学者の老人。発見した小惑星に自身の名を名付けたが、観察を続ける内に『リザードテイル』の存在に気付く。生命倫理を担当する部隊であるギリシア神話系の狂信集団『ケリュケイオン』に口封じされそうになったが、クウェンサー達により保護された。
ジャックス＝スペンサー
『情報同盟』軍Sd独立強襲後方支援部隊所属の男性兵士。階級は軍曹。セカンドヴェニスに潜った諜報チームとは別に、彼らが作戦を失敗した際に高火力貸し与えて安全に撤退を促すよう待機しておく任務を受けていた。セカンドヴェニスの『感染基地』としての一面を知って本隊から離反し、イーストサイドにある巨大電波塔『ピラーオブトゥルース』の展望台を同部隊の兵士と共に占拠したが妨害電波により電波ジャックに失敗。口封じにラッシュの砲撃を受け死亡した。
リセス＝ブラッドハウンド
27歳の女性。自前のハッカー部隊の私的運用を繰り返す事で政敵の醜聞を掘り起こして次々と蹴落とし、この歳で異例の出世を成し遂げた北欧空母艦隊勢力全体司令。
アルフレッド＝シルバーキング
巡洋艦に偽装した電子情報管制艦『ホテル・フラッグシップ019』の艦長。階級は准将。パイプを吹かす白髪の老人。女性兵士を護衛に侍らせ、人前でもセクハラを厭わぬ男。メコン方面での失態を受け更迭されるが、上層部の協力を得て脱獄。現場に復帰しようとしたがブラドリクスに襲撃される。
ドロテア＝マティーニ＝ネイキッド
天才少女計画によって生み出された『マティーニシリーズ』の内の一人。バレッタを使って赤髪を後ろでパイナップルのようにまとめた小柄な寝巻ブラウス姿の少女。口癖のように「にゃっふー」と口にする。ひきこもり気味。戦車隊のリーダーであり、トレバー、マギエンツ、エネジー、ロキセウスを率いている。機関銃をアイドル擬人化したトレカにハマっており、キャラクターの抱き枕を戦車内に常備している腐女子。
戦車のドライブバイライドを応用した『安全国』での完全自動運転車の死亡者数操作プロジェクトに加担し、タンク041に搭載したAIを戦場で実地試験していた。
メリー＝マティーニ＝エクストラドライ（Melly=Matini=Extradry）
天才少女計画によって生み出された『マティーニシリーズ』の内の一人で、序列は29位。出身地はデトロイト。身長147cm、体重44kg、14歳。スリーサイズはB75W58H80。『techono security.co.ltd』のニューヨーク支社に所属。 マンハッタン地区警護担当。小麦色の肌に金髪をおかっぱにした青い瞳の少女。真紅の油紙でできたツーピースの施術衣を身に纏い、VR用特殊ゴーグルを頭に被っている。背骨を粉砕した後遺症があるため常に浮き輪のような乗り物に乗って移動している。
『マンハッタン000』のエリートでもあり、手元のゲーム機（ステッキVR）にその機能を集約し管轄している。言葉の節々にランダムな3桁の数字を挟む事で記憶の整理を行う特有の癖がある。
カタリナ＝マティーニ
金髪に残る白髪の老婆。『天才少女計画』を取り纏めた生化学技術者であり、後天的に才能を植え付けられた数千人以上ものマティーニシリーズを造った張本人。マティーニシリーズの暴走を危惧し、『正統王国』への亡命を希望した。
ピラニリエ＝マティーニ＝スモーキー
天才少女計画によって生み出された『マティーニシリーズ』の内の一人で、序列は7位。ウェーブの黒髪をした13程度の小柄な少女。セーラー服の上に青地に金刺繍のパレードコートを羽織り、床を引きずるようにだぶつかせている。周囲からの腫れ物扱いを逆手に取って周囲の人間の行動を雁字搦めにする事に慣れている。行政での役割は各種条約、パワーバランス、保護生物の生息域などに縛られて膠着状態に陥った戦線の円滑な復帰作業。他のマティーニと異なり、何かと理由をつけてストッパー役の青年から離れ単独行動を取る事が多い。
行政システムを管理するAIネットワーク『キャピュレット』の決定に従い、雲をナイトロジェンミラージュの窒素レーザーで励起させ、広範囲かつ異常速度で進行する電解腐食現象をマンハッタンに招く事で『情報同盟』の崩壊を望んだ。マンハッタン000の起動により計画は頓挫し、自身もナイトロジェンミラージュの砲撃の余波を受けて死亡する。
タラチュア＝マティーニ＝オンザロックス
天才少女計画によって生み出された『マティーニシリーズ』の内の一人。18歳程度の長身の美女。後ろで黒髪を束ねたアジア系。階級は大尉。ピラニリエのスペアとして整備艦に待機しており、彼女の亡き後は第37機動整備大隊を恐喝してテロ活動に加担させたが、レイスに出し抜かれて銃殺される。
エリナ＝シルバーバレット
ネット教育にてコロンビア大学を卒業し、69本もの論文を発表している9歳の少女。専門は地質学と環境工学、及びそ2つから派生する関連した31つもの学問。肩まである金髪にニットのポンチョやセーター、スカートなどで全身をもこもこと膨らませた恰好。
フォンラン＝グリーンデビル
39歳の男性軍人。『島国』四阿に潜み世界大戦を招いた元凶の4人の内の一人。

### 資本企業
バッファ＝プランターズ（Buffer=Planters）
声 - 菅生隆之
中年の男。階級は少将。『正統王国』から何度も暗殺を試みられている大物。軍事衛星や宇宙ステーションに強い権限を持っている。宇宙開発における新方式には、マスドライバーではなくレーザー式軌道エレベーターを推進していた。
月面にある別荘地ロックキャッスル滞在中にマスドライバー財閥のテロ対象になったが、ヘイヴィアの婚約者であるバンダービルト家のお嬢様も滞在していた為、テロ回避に手を尽くしたクウェンサー達の活躍で結果的にテロを免れた。
ロックベルト＝ディーンズゲート
階級は中佐。ディープオプティカル（シャーベティ）が所属する部隊の指揮官。審査をスルーする荷物『シャドウコード』として、ダイエットドリンクを整備基地に搬入していた。
ロワイヨーテ方面非正規戦にて、クウェンサー達に『ディープオプティカル』のデフラグ作業を妨害され戦争を嗾けられる。しかし、リスクを最小限に抑えるため、交戦の意思を示す副官の少尉を射殺してクウェンサー達の提案を受け入れ彼らを逃がした。
マリーディ＝ホワイトウィッチ（Mariydi=Whitewitich）
航空PMC『SKY BLUE.inc』のエースパイロットであり『北欧禁猟区』での稼ぎ頭。階級は大尉。アイス飛行隊のリーダー機に搭乗しており、コールサインは『アイスガール1』。番外編の主人公。
長い金髪に白い肌をした12歳の少女。身長142cm、体重37kgで、スリーサイズはB74W53H72。航空PMCのフライトジャケットは黄色と黒のド派手なカラーリングで、首の下から足の爪先までピッチリ覆う特殊スーツとなっている。ハードロックを好んで聴いている節があり、特にボーイレーサーの曲を愛聴している。『島国』発祥のテクノロジーを甘受できる『資本企業』に所属している事を喜び、カップ麺などの携帯食を贅沢品と呼んでいる。泥沼の戦場での生活を日常だと感じドッグファイトを楽しむ好戦的な気性の持ち主。休暇を取らず戦争漬けの日々を過ごしているため、口座には金が貯まっていく一方。
サバイバリティ研究の一環として、エリートに転用される人体開発技術の被験者として体を弄られた経歴を持つ。『北欧禁猟区』で積み重ねた経験も相まって泥沼の旧時代の戦闘に慣れており、現代の戦争に慣れきった敵兵を軽々と制圧していく。手癖が悪く他人の装備をよく抜き取る。またパイロットとしての技量も高く、他勢力の戦闘機も乗りこなし特殊なマニューバも巧みに行う。
命令違反を過去に多数繰り返してきたため「勲章に最も遠いエースパイロット」と噂されるが、これらは全て後世の歴史からは賞賛されるものが多く、『スカイブルー』の株主総会でもプラス材料として毎回名が上がる。ドSでクールな上、『資本企業』らしい金銭に執着する性格をしているが部下想いの一面もある。軍人然とした生死に達観した考えを持ち合わせているが、時折歳相応の少女らしい仕草が垣間見える。同じ人工強化措置の技術を用いられているにも関わらず給料に差がありすぎる事から正規エリートを嫌っている。
アリシア＝スラピージョーズ
広告代理店の雇われである国際競技広報部門の女マネージャー。極めて実利的な性格。テクノピックにて、マリーディとスポンサー『クリアスナイプ社』の仲介を担当した。ブルーエリア社のプラチナコースの生命保険に加入している。常に直立不動で表情に変化がなくスポンサーの意向のみに従っている。スポンサーを接待する時などは笑顔を取り繕い女として媚を売るなど、『資本企業』の人間らしくプライドよりもビジネスを優先する人間。
『空白化』阻止のため独断専行に走ったマリーディを擁護するため、スポンサーへ「メダルを剥奪されても民衆を守るために戦った」という美談を宣伝に利用するよう提言するなど、彼女なりに気を回してマリーディのサポートに回った。
ステイシー＝パーメット
『ドラッグストアホールディングス』を親会社とするドーピング専門の『国際競技用強化薬剤師』。スポーツブランドのジャージの上から白衣を羽織った女性。緩くウェーブした茶色の短髪に、フレームのないメガネをかけているのが特徴。
入賞する参加選手にサインを貰うことを仕事のモチベーションにしている。ホットドッグにはレタスがないと落ち着かない派。『資本企業』の人間にしては珍しく、契約期間が終わり人間関係が更新されるのは寂しい模様。
護衛の男
本名不明の浅黒い肌の大男。肉体を害するレベルの特殊ウェア等も使用し、特にパワードスーツ使用時に肉体の限界値を超えるようなスペックも可能なように調整されたアスリート兵によって組織される護衛団の上官。自身もアスリート兵。両親の離婚によって年の離れた妹と疎遠になっており、妹はマリーディとどこか面影が似ている。
テクノピックではマリーディの護衛に当たり、アスレティカに襲撃された彼女と共に敵兵を退ける。護衛対象のマリーディを逃がして、自らは『空白化』を阻止するためオリンピアドームに残ることを提案したが、マリーディが独断専行に走ったことで、ドップラーレーダーによる管制によって彼女の支援に回ることとなる。彼女がセカンドヴェニスへ休暇に訪れた際も護衛に雇われていた。
アンジェラ＝ハイビスカス
『北欧禁猟区』の陸戦PMC「モスグリーン」に所属する女性兵士。階級は大尉。
新兵訓練を終えたばかりの部下に、ぬるま湯の戦場で武勲を立てさせてやろうと考え、『島国』あめのだりん上陸戦にて第37機動整備大隊と交戦する。しかし、予想外の抵抗に部下が何人も殉職してしまい、クウェンサーへ報復を仕掛けたが返り討ちに遭い昏倒、捕虜として拘束された。
ジョージ＝コーラル
マスタードカウボーイの支社長。36歳で筋肉質なヒゲ面の男で、金色のネックレスを首から提げている。軍人として優秀な戦果を上げているが、軍や国へ内密にサイドビジネスを行っていた。
灯台船の集光レンズを盗んだことで怒りを買った第37機動整備大隊にサイドビジネスの妨害を受け、4億ドルもの損失を招いた。本社に粛清されかけたが、逃亡中に第37機動整備大隊に捕まり、ロストエンゼルス山岳部の密輸トンネルの情報と取り引きすることで偽装IDを手に入れ、幹部への返り咲きを目論んだ。
ヨグ＝ソトース
諜報機関『外なる神』所属の工作員。20代前半くらいの本名不明の女性。ホワイト＝ハッカーとして『正統王国』の電子シミュレート部門に潜り込んでいた。デジタルに徹することができずに感情で動く傾向あり、それが第三者からは無秩序に恐怖と混乱をもたらす邪神のように映ることを自覚している。
エイカー＝キスオブローズ
セイレム・ロジスティクスのCEOを務める老人。かつて諜報機関『外なる神』に所属していた工作員であり、その時の名はアザトゥース。
『外なる神』が活動しやすくなるよう、7hコアの内部に潜り込んで実権を把握する。しかしオブジェクトを彼の一存で動かせるようになって以来、行動指針が変貌。ネット通販サービス『銀の匙』を進めようとソベラニア動乱を引き起こしたことでニャルラトホテプの逆鱗に触れ、暗殺された。
ウェルシィ＝ハープーン
セカンドヴェニスのノースサイドに居を構える水上レストランのオーナー。検閲を逃れる窓口となりセカンドヴェニス内へ武器を横流ししていた。
ナンシー＝ジョリーロジャー
18歳くらいの少女。内勤らしいタイトスカートにフレームのない理知的な眼鏡をかけている。グラマラスなボディラインで、栗色の髪を三つ編みにしてエビフライのように整えている。何かとどん臭いがハッキングは得意。特殊部隊『シンデレラウィザード』の一員だったが、隠れて子供たちを逃がしてヴァルハラの『不可侵の森』に匿って育てていた。
ハヤト＝ブラックローズ
『島国』の血を引く36歳の男性。複数の大会社の代表者を束ねた技術試験評価会議の特別顧問にして超有力個人投資家。一人で企業と肩を並べる財力を抱えている。
リーガス＝ブラックパッション
海軍大佐の中年男。潜水艦ユニークパブリッシング号の艦長。カタリナ＝マティーニの亡命を受け入れて護送していたが、潜水艦が沈没した事で役目を終える。ブラドリスクに片腕を切断され、そのまま第37機動整備大隊から拷問に遭う。
ラファエロ＝ゴールデンクリッパー
7thコアに所属する会社「ウェンディゴビーグル」のCEO。初老の男性。架空の権利書で元手を集め、幽霊株の架空取引で『資本企業』の長寿ランカーに名を残し7thコアの仲間まで果たした敏腕経営者。シルクSの介入により自社を空洞化させられてしまう。
シルクスパイダー
「セレナーデ＝ブラックローズ」という偽名でラファエロの戦略秘書を務めた年若い女性。実態のない幽霊株をばら撒いて世界中の投資家から大金を集め、企業グループの施設や人員を密かに他社へ売り払い、二重に不正な利益を吸収するやり口を行う。
ルイジアナ＝ハニーサックル（Louisiana=Honeysuckle）
机上の空論とされたワイヤー式宇宙エレベーターの問題点を洗い出し建造計画に具体性を与えた航空宇宙学の天才研究者。半袖体操服に赤いブルマを履き、白衣を身に纏った17歳の銀髪少女。スラッダー＝ハニーサックルの妹。出身はセントバレーのロサンゼルス。身長158cm、体重49kg、スリーサイズはB85W56H83。階級は大尉。
クラハイト＝ルビィハンター
航空PMC『ロワイヤルエルフォルス.inc』所属のパイロットの男性。搭乗中の高G環境下での飲酒が趣味であり、営倉送りの常習犯。
サマンサ＝ビーズキッス
航空PMC『スカイブルー.inc』所属の事故調査員。
ジョン＝フォックスロット
「ロワイヤルエルフォルス.inc」ヨツンヘイム空軍基地において、地上指揮管制車両に搭乗していた男性軍人。階級は中佐。
イザベル＝ミリオネア
23歳の女性軍人。『島国』四阿に潜み世界大戦を招いた元凶の4人の内の一人。

### 信心組織
クロンダイク（Klondike）
声 - 辻親八
アニメオリジナルエピソード「野に咲く花に鎮魂の歌を >> ベイビーマグナム破壊戦」に登場。『信心組織』の重鎮の一人。眼鏡をかけたスケベな老人の導師。
国際的影響力が高い宗教家だが、実際には「非暴力・不服従・無抵抗主義」を貫く哲学に近い思想家の側面が強く、『信心組織』の中では浮いた存在。思想の拡大が嫌われているものの、勢力の垣根を越えて多くの信者を持っているために国際問題を危惧して迂闊に殺害する事も適わず、結果的に人質として各世界的勢力の間をたらい回しにされている。
サラサ＝グリームシフター
女性だけの天罰組織『ヴァルキリエ』構成員。低い声で無愛想な話し方をする。
『神敵』となったロイベルツを追い、ロワイヨーテ方面非正規戦やソロモン方面防衛戦でクウェンサー達と一時的な協力関係を取ったが、ロイツベルがディープオプティカルの主砲で消し飛ばされ、遺体を回収できなくなったため撤退した。
ロイベルツ＝オールドニック
十字教系勢力の元枢機卿の老人。旧宗教の復古運動による十字教勢力の弱体化に危機感を抱いている。
失言を連発してギリシア系勢力との内戦を引き起こし、『安全国』の民間人を含む5000人以上の大量の死者を出したことで、十字教系勢力からも除名されヴァルキリエの討伐対象となった。ロワイヨーテ方面のハイエナ（強盗集団）と接触を図り、彼らと自身を追跡するヴァルキリエを衝突させようと目論んだが、第37機動整備大隊がハイエナを掃討したことで失敗。オセアニア北東端に逃走しようとしたが、休暇中の第37機動整備大隊がそこへ駐屯していたためソロモン方面へとさらに北上することになった。その後、『資本企業』と取引を交わし、人工プラチナ製造法『電子数学の財宝』を実現させることでギリシア勢力の経済破綻と自身の返り咲きを狙った。しかし、プラチナ暴落の疑惑さえ生めれば十分だった『資本企業』に切り捨てられ、ディープオプティカルの主砲を撃ち込まれ焼死した。
ラミール＝スコッフロー
テクノピックの裏で暗躍するギリシア系組織『アスレティカ』の指揮官。階級は中佐。金髪・褐色肌の女性。『ロケットイカロス』のコールサインで知られるエースパイロットでもある。
母体ギリシアの祖先から発祥したオリンピックの復活を目論み、テクノピックを廃止するため会場となるオリンピアドームの破壊計画『空白化』を実行に移した。マリーディ襲撃に見せかけてオリンピアドーム側が無人兵器の情報を統合するハブを破壊し、無力化。こうして対空戦力潰し、マリーディに妨害を受けながらもオーシャンサブステーションの1機を掌握し、送電用レーザーの兵器化に成功する。そのレーザーによりオブジェクトを攻撃することで警護に当たる4機の各世界的勢力のオブジェクト同士による戦争を嗾けようとしたが、マリーディが搭乗したHarpuiaiの襲撃に遭い、自身もマイクロウェーブ兵装搭載機に乗って排除に当たるが、返り討ちに遭い死亡する。
イリス＝アグラベーション
『アスレティカ』の構成員である女性。階級は准尉。ラミールの死に動揺する部下を統制し送電レーザーを発射したが、マリーディの搭乗したHarpuiaiの空対空ミサイルによって軌道を逸らされ、『空白化』の計画が頓挫した。
プタナ＝ハイボール（Putana=Highball）
『"HINOU" 5th instruct battalion』のエリート。長い黒髪を頭の後ろで束ねている、金色の瞳で褐色肌の少女。15歳。身長155cm、体重45kg、スリーサイズはB78W56H80。階級は大尉。出身地はニューデリー、ガンジス。
特殊スーツは、緑色を基調としたナース服を模したデザイン。極度の視線恐怖症だが、それを自らの武器として転化させている。カレー好き。
『コレクティブファーミング』が鹵獲されたことで存在意義を失い、部隊の兵士から処刑される所をミリアによって救出されて捕虜となる。初めはクウェンサーに敵意を抱いていたが、彼やアヤミの言葉を受けて思い直し、『コレクティブファーミング』の自爆を諦めて機体を『正統王国』へ差し出した。
ウルズ＝サイレントサード
第5次ノルンプログラムでウルズの役割を担う事になった『トリニティスタイル』を操るエリート。三姉妹のエリートの一角であり長女。緑色の特殊スーツで全身を覆った、長い金髪を1本の三つ編みにした18歳ぐらいのおっとりとした印象の少女。姉妹揃って同じ髪留めをしている。スーツには布を水着のように巻きつけている。2人の妹スクルドとベルザンディと共に部隊内では「聖女猊下」と敬われ、兵士の集団ヒステリー化施策『ベルセルク』を助長させるアンプとしての役割を担っていた。耳年増な割りに純愛を求める等、色々と重いため部隊内の兵士から余所余所しい態度を取られる。化学戦のエキスパート。エリートとしては及第点ギリギリのスペックしか持ち合わせておらず、知略で補っている。
ベルザンディ＝サイレントサード
第5次ノルンプログラムでベルザンディの役割を担う事になった『トリニティスタイル』を操るエリート。三姉妹のエリートの一角であり次女。緑色の特殊スーツで全身を覆った、金髪を粗雑に二つ縛りにした16歳ぐらいの目つきの険しい少女。姉妹揃って同じ髪留めをしている。スーツには布を水着のように巻きつけている。妹のスクルドと姉のウルズと共に部隊内では「聖女猊下」と敬われ、兵士の集団ヒステリー化施策『ベルセルク』を助長させるアンプとしての役割を担っていた。エリートとしては及第点ギリギリのスペックしか持ち合わせておらず、知略で補っている。
スクルド＝サイレントサード
第5次ノルンプログラムでスクルドの役割を担う事になった『トリニティスタイル』を操るエリート。三姉妹のエリートの一角であり三女。緑色の特殊スーツで全身を覆った、長い金髪をツインテールにした14歳の少女。姉妹揃って同じ髪留めをしている。スーツには胸元と腰回りにそれぞれX字に布を巻きつけている。2人の姉ウルズとベルザンディと共に部隊内では「聖女猊下」と敬われ、兵士の集団ヒステリー化施策『ベルセルク』を助長させるアンプとしての役割を担っていた。また、エリートとしてのバイタル調整には入眠時幻覚を利用する。
計画性皆無でアドリブに殺人を繰り返す天性のシリアルキラーであり、軍で囲わなければ社会に適合できない人格破綻者。常識的な倫理観は存在せず、殺せる時に殺せる場所で殺せる分だけ殺す事を信条としている。同じ部隊内の兵士にさえ殺人癖を隠し通してきたサイコパスであり、その殺人は模倣犯を大量に発生させるほどに伝染率が高い。好みの殺害対象は中性的で女っぽい男であり、一目惚れしたクウェンサーの殺害を画策した。オブジェクトによるクリーンな戦争に微塵も興味がなく、自身の手で殺人を行う事を何よりも優先する行動原理を有する。基本的には縊殺を好むが移り気が激しいため殺害方法もばらついていた。しかしマダガスカルでの一件を機に、爆弾を用いる手法に魅入られ、クウェンサーを「先輩」と崇めるようになった。
『トリニティスタイル』の主格を担っているものの、エリートとしての調整のバランスが崩れてしまったピーキーなタイプ。特に攻撃性が高く、敵軍が『白旗』を上げても暗黙の了解を破り攻撃を辞めない。兵士ではない民間人どころか味方の兵士や自身の姉達まで見境なく射殺を試みる。最終的に実験戦場マダガスカル島での一件を経て、抗躁剤を投与され植物状態のまま実験サンプルとして延命処理が施された。
エリック＝キングスバレー
『トリニティスタイル』を保有する部隊の男性兵士。実験戦場マダガスカル島にて第37機動整備大隊の捕虜となった事を機に、敵国兵士であるクウェンサーを信頼するようになる。
ティルフィング＝ボイラーメイカー
70歳を超える白髪の老人。『尊翁（そんおう）』として『中央』に名を連ね「聖者」と敬称付きで呼ばれている。多額の軍資金を援助して『ノルンプログラム』を推進し、単に兵器運用上のパフォーマンス向上に留まらずに異なる宗教間の協調や融和を実現し、真の意味で『信心組織』として単一の巨大統合組織になる事を目論んでいる。
重心や歩行で体内時計を変異させ、モジュール化した策士・猛将の挙措を再現する機材を身に付けている。
ロバート＝ミスティネイル
『オールドファッション』のエリート。エリート開発では参考資料に必ず名前が載る程の成功例の頂点。スコパン相手にチェスの試合での勝利は不可能と結果が出されているにも関わらず、世界選手権で3度も優勝している。堅実だが予測不能で、対ロバート個人用に競技AIを組んだ『情報同盟』の学者集団も途中で匙を投げるほど。オブジェクト操縦に関しても天才であり、その操縦センスだけで「オブジェクトは最新型の方が強い」という定説をたった一人で覆し続ける古参の旧式乗り。戦友との約束に寄り添い、世界的勢力のしがらみを無視してワンマンでスタンドプレイを続ける戦闘狂。
エリザベート＝シュノズル
『情報同盟』系の観光業界を牛耳る社長令嬢。豊満なボディラインの美女だが、衣装や化粧のセンスが少女っぽいためアンバランス。彼女の会社はセカンドヴェニスの開発元だが、収益が偏りグループ内のパワーバランスを崩す存在だと忌々しく思っている。2年前に致死率99.8%の暴徒鎮圧用の非殺傷ガス兵器『アルゲイフォンテス』を浴びたが、ヘルメス製薬から解毒剤を買い取り一命を取り留める。その後は同企業に多額の寄付金をしている。報道上は神の愛を授かったとされ、幸運の女神を気取ってカジノで集客に貢献していた。世界屈指の水上カジノ『オリーブガーデン』滞在中に大口カジノ『オリュンポス』にてクウェンサー達の襲撃を受ける。
ベネト＝ダンデライオン
催涙スプレーや路面活性化オイルなど化学的セキュリティ商品分野のパイオニア。恰幅の良い初老の男。ヘルメス製薬に所属しており、特殊部隊『ケリュケイオン』への大口出資者。『オリーブガーデン』にてセレモニーの開演中に、『アルゲイフォンテス』の解毒剤を欲したクウェンサー達の襲撃を受けて両足の骨を折った。
ユーヴァー＝ダービーフィズ
48歳の男性。北欧文化遺産保全委員会の代表理事。発言に宗教的な意味を付加させる事に成功した自覚的扇動者。
エピスキア＝スウィートレディ
エレクトリックドリル部隊に所属する29歳の男性軍人。
カラット＝アフィニティー
本国ローマに住まう少年。ローマ崩壊時にクウェンサーに保護されパリまで同行した。
チェダー＝アフィニティー
海兵隊コマンド『グノーシスウィッチ部隊』所属の女性兵士。エリートのような身体強化手術を受けており、片目が義眼。カラットの母親。
ダリア＝ウエディングベル
15歳の女性軍人。『島国』四阿に潜み世界大戦を招いた元凶の4人の内の一人。

### その他の勢力
スラッダー＝ハニーサックル（Sladder=Honeysuckle）
声 - 細谷佳正
マスドライバー財閥に所属。軍服の上に白衣を羽織り、さらにその上に複数のスプレー塗料を噴きつけて迷彩色を施している。丸みの削り取られた顔立ちに、わずかに生えたヒゲ、疲れの見える表情が獣のような印象を感じさせる男。
世界有数の投資家、マスドライバー財閥専属のオブジェクト設計士、同財閥の名誉会長の軍事相談員など様々な肩書を持ち、個人で50億ドルを出資できる莫大な資金を有している。オブジェクト設計において常軌を逸しており、騙し絵のように捻くれた着眼点から思考を始めて、机上の空論を効率良く実用化するための手順を理路整然と構築していく。
「戦争はオブジェクト同士の戦いで決まる」という定説の破壊を目論み、大量のスペア砲による対戦車陣地、大出力レールガンの囮、試作実験炉を利用した臨界爆発などを立案した。陣頭指揮を取っていたブレイクキャリアーのエリートがイグアス山岳砲撃戦で無力化されたことで、500人程度の残党を率いて指揮を取る。『情報同盟』に亡命して増援を待ちながらアマゾンシティで籠城戦に移り、ベイビーマグナムの無力化に成功した。そのまま自爆装置を起動させてミリンダの殺害を企んだが、クウェンサーの妨害を受けて捕縛された。
脱走したフライドの目論見を知っており、黒軍服の事情聴取を受けて『正統王国』へ情報提供を行った。
ヘンリー＝ブラッディブル
世界的なハードロックの鬼才バンド『ボーイレーサー』のボーカル。ヘンリーが2回刺されて以来、愛や恋などを謳わず作詞に凄味が増したとファンに評価されている。表向きはロサンゼルス暮らしだったがメンバー全員が生まれは北欧禁猟区であり本名はブレイズ＝モヒート。
メンバーが正気を失った理由が10以上存在すると言われている。平和主義で歌詞に戦争への皮肉を込める活動が『資本企業』の目に留まり、麻薬を掴まされる。他にもハニートラップを受けて夫婦間に亀裂が走り、11歳になる双子の娘ネクレアとエレノアをヴァルハラに捨てていく。正気な頃に発表した名盤は『エンドオフ』。メジャーデビューのアルバムでジャケット写真には出身地であるアースガルドを使っている。
『ブルーボトル』
頬に傷があり、右手を義指にしている本名不明の大男。幽霊のように網の目を潜り商売していることから、オセアニアの毒クラゲに因んで異名がつけられた。
衛星や検問を掻い潜り、オセアニア大陸で荒稼ぎしている犯罪組織の親玉。『情報同盟』軍と裏で通じており、貨物船ミストラル号の保冷用コンテナに人間を詰めて人身売買ビジネスを検問無しで行っていた。しかし、貨物船に侵入したクウェンサー達に『情報同盟』の旗を奪われ、検問を受けざるを得なくなる。検問の際に、誘発させられた同士討ちに巻き込まれて死亡した。
ニュースメーカー
白海方面の反体制勢力『極光冠』のまとめ役であり、コピー兵器工場の工場長を務める。何度も整形を繰り返し身分も捨てた、本名不明の中年男性。北極圏由来の緩衝派であり、『安全国』と『戦争国』の間に緩衝地帯を設け、大都市が直接戦場になるリスクを減らそうとしていた。
白海方面北極航路争奪戦にて、阻塞気球を利用した『無影爆弾』や有人ミサイル『フライングフィッシュ』によって第37機動整備大隊を苦しめる。その精神攻撃方法論『第六の軍隊』を世界へ拡散し、次世代を担う同志が現れることを願って自身も有人ミサイルに搭乗したが、ヨグ＝ソトースの協力を取り付けた第37機動整備大隊の妨害に遭い、生け捕りにされ目論見は破綻した。
ニャルラトホテプ
かつて『資本企業』の諜報機関『外なる神』に所属していた工作員。髪を七三に分けた本名不明の中年男性。整形を繰り返し過ぎて、生まれ持った元の形を完全に失っている。由来は「這い寄る混沌」「無貌の神」など千の異名を持つクトゥルー神話の邪神。
公式記録だけでも既に30回以上もの死亡が確認されており、自身の死亡を偽装工作する術に長ける。
エイカーが実権を握った『外なる神』の活動に嫌気が差し、死んだ振りをして退役した後、自己暗示で諜報員としての記憶・能力を封じてパナマ運河近郊のソベラニア方面で第二の人生を歩んでいた。しかしセイレム・ロジスティクス社が引き起こしたソベラニア動乱によりNGO『青十字』に参加していた妻と5歳の息子を失い、計画の主導者であったエイカーへの復讐を誓う。ヨグ＝ソトースおよび『極光冠』を影から操り、多国籍合同軍事演習『ギガントハスラー』の会場にエイカーを誘い込むことで彼を拉致し、拷問の後殺害した。その後は第37機動整備大隊に拘束され、なし崩し的にクウェンサーと共にエクストラアークを撃退する。エイカーの暗殺を裁判にて自白した後、自身が殺されたよう偽装工作して脱獄して南欧に渡った。
トーマス＝ゴールデンクリッパー
グレーターキャニオンに点在するサイロシティのジャイアントピザの保安官。ぶくぶく太った中年男。炊き出しや雇用対策を行う『信心組織』の善意に感謝している。市民を守る正義感に熱い。
ロビンソン＝キングコール
ヒスパニック系の大男。オリンピアドームに駐留していた兵士であり、シグマ３というコールサインで海上警備に就いていた。
ヒナ＝リキュールボール
キラウェア大学学生研究員の奨学生。12歳ぐらいの小麦色の肌の飛び級の少女。アロハシャツにプリーツスカート、セミロングな黒髪にハイビスカスの飾りをつけた格好。両親が『資本企業』の推進するオキシオーシャンオペレーションに反対した事で殺され、海洋観測所で苦学生としての生活を強いられていた。
ドーラ＝ブルーハワイ
武器商人「ウッドストック」の一員。長身で長い赤毛の女性であり、首からアクセサリーのように小瓶を提げている。元奴隷。
左右一対の赤い翼のような外観の『空飛ぶ車』を随伴させて護身している。イオン吸着センサーで操作するため、体臭をコントロールするように花弁を常に口にしており、汗が気化しやすいように服を着ずに薄いリボンで全身を覆った恰好をしている。
『資本企業』と提携し、ハワイ方面のオキシオーシャンオペレーションに加担していた。
グリノフ＝クォーターデッキ
武器商人「ウッドスック」に所属し、母体となる最初の東欧系の頂点に位置する男。サンタクロースのような髭と短い髪の白人の大男。43歳。犯罪設計者、カウンセラー、小説家、リストラ対策組織再編顧問、4つの博士号、今世紀最大のゴッドファザーなど数多の肩書を持つ。正教系だが妻は5人以上いる。
新しい犯罪や組織を作る才能に秀でており、彼のカリスマ性によってウッドストックは急成長した。ウッドストックの取引にもグリノフ個人の承認を必要としている。
ブラスカイン＝ミントスカッペ
空白地帯アフリカ・トゥルカナ方面出身の医者。浅黒い肌に短髪の青年。若い頃はベルリンに留学し医学を学んでいた。在学中にルイジアナと知り合い、意気投合する。

## 用語解説

### 世界観
本作の世界は、正確な年代は不明だが少なくとも21世紀後半から22世紀以降であることが示唆されている。月面に居住施設が建設されるなど社会の節々に発達した科学技術が見受けられるが、最先端技術は全てオブジェクト開発に回されているため、その他の分野は本来あるべき水準より数世代遅れている。
世界情勢も現代とは大きく異なっている。21世紀前半に国際連合が崩壊し、世界中のあらゆる国家が破綻または変貌した。その後、世界は下記の4つの連合体に分裂している。その各地域が勝手に所属する勢力を決めた結果、1つの地方の国々でも所属勢力がバラバラとなっており、作中では「割れたステンドグラス」と表現されている。そのため、隣接するいずれかの地域とは敵国関係という歪な構図が発生し、小規模な局地戦が起こりやすい状況を形成している。
作中で発生中の戦争は、大義名分はあるものの基本的にオブジェクトを効率よく移動させる経路を確保することを目的としている。また、その多くはクリーンな戦争と呼ばれてオブジェクト同士の激突で勝敗を決めるという、一種のオブジェクトによる代理戦争の体を成している。オブジェクトに対して、戦車や戦闘機といった通常兵器は「戦う前に気概が折られる」、オブジェクト同士では「戦闘前にスペックや機体数を見比べて勝敗が分かる」という風潮が整えられた結果、一部の例外を除いて死傷者が少なく泥沼にも陥らない戦争が普遍化しており、エンターテイメントとなっている。

#### 世界的勢力
主義主張、趣味趣向が各世界的勢力によって異なり、それぞれどの勢力も何かしら異常な一面を価値観の根底に有しており、所属者がそれを疑問視することはない。そのため、偏りのない理想郷などは存在せず何かしらの仄暗い陰謀が渦巻いており、作中では世界的勢力を巨人に見立てて「巨人達の影」と形容された。その異常な性格以外の面ではおおむね、現代社会と似た一般的な価値観である。
正統王国（A Legitimate Kingdom）
世界的勢力の一角。勢力の象徴カラーは青。
封建的な旧身分体制を復古させた王政諸国の集合体であり、血統と名誉を最も重んじている。血筋によって決定される『平民』および『貴族』（さらにその上の『王族』）という身分階級が存在し、身分差別は公認されているものの人種差別はない（男女差別は『貴族』の間で根付いている）。全体のトップは、『君主議会』およびその諮問機関『評議会』で、各国の政治の実権は『貴族』が掌握している（参政権は貴族にしか与えられていない）。奴隷階級もかつて存在したが数十年前に完全廃止された。正式言語は、かつてのフランス語を軸にヨーロッパの各文化の言語をまとめ上げた文体となっている。使用通貨はユーロ。
「カエサル・プロジェクト」として、本国パリ地下深くのシェルターに精子と卵子の自動掛け合い装置があり、理想の支配者の遺伝子の作成が行われている。現在は掛け合わせの途中で潜り込んだ遺伝病を希釈・無力化するため回り道をしている最中。
本国はノルマンディー方面のパリ。判明している所属地域は、アラスカ方面、ジブラルタル海峡、グレートブリテン島南部、アマゾン方面、ヴィクトリア島、クック追加諸島、アサバスカ方面、ニューカレドレア方面、ボルガ方面など。ユーロ圏は『信心組織』とのスパークエリアとなっている。
情報同盟（Intelligence Union）
世界的勢力の一角。勢力の象徴カラーは赤。
ありとあらゆる情報を収集・管理しており、情報の真偽を最も重んじている。上位層の人間が様々なアクセス権を有する反面、下位層の人間は情報制限など日常茶飯事でプライバシーも保証されない情報弱者と化す等、情報格差が恒常化された極端な情報化社会。
『島国』で開発されていた『一霊四魂』を垣間見た結果、軍では諜報活動や戦略AIの開発が盛んになった（『正統王国』が一般公開している論文『アンジェリナ・リスト』にて、完全無人AIの導入は否定されている）。諸問題への対処法を検索一つで素早く引き出すシステム『パーフェクト・ブラウジング』の完成を最終目標とし、その達成のために採用戦争で敗れた試作技術までもを情報の1つとして収集している。安全国各国の中央サーバーを繋いだAIネットワークにより管理される行政システム『キャピュレット』が行政を担っている。マリーディ曰はく、レーションは四大勢力の中で最も美味しいらしい。
本国はアメリカ合衆国東部で中心地はニューヨーク。方面判明している所属地域は、チョノス諸島、南米パリマ方面、チェサピーク方面、トランシルバニア方面など。北米大陸は『資本企業』とのスパークエリアとなっている。
資本企業（Capitalist）
世界的勢力の一角。勢力の象徴カラーは黄。
その名の通り資本系企業の集合体であり、経済と財産を最も重んじている。七つの巨大企業体『7thコア』により『本国』が直轄管理される。貯金の大小が人権の優先順位を決定するほどの極端な資本主義体制となっており、『資本企業』内の優劣は所有する資産の量によって決められる。「チップを出さない客には店の出口も教えない」というのが常識としてまかり通るほど。使用通貨はドル。
軍は完全PMC（傭兵）化されており、エリートが重役に就く事で権威的なバランスが図られている。また、オブジェクトを有する事が大企業の条件とまで言われている。レーションは様々な味があって美味しい模様。
本国はアメリカ合衆国西部で中心地はロサンゼルス。判明している所属地域は、セントラルヴァレー方面、日本列島、中米シエラマドレ方面、アスエロ方面など。北米大陸は『情報同盟』とのスパークエリアとなっている。
信心組織（Faith Organization）
世界的勢力の一角。勢力の象徴カラーは緑。
様々な宗教団体の集合体であり、思想を最も重んじている。故に、所属する国の法律も宗教上の戒律をベースにしたものが多い。各種思想・宗教の代表が協議する『中央』と呼ばれる機関が上層部である。北欧神話、ギリシア神話など過去に衰退した宗教の復活や無名の新興宗教の保護なども積極的。しかし建前とは裏腹に、実際には他勢力という共通の敵を見出さなければ内戦だけで滅亡してもおかしくないほど険悪とまで評される。紙幣よりも貴金属が重要視されているため、固定された為替によってダイヤやプラチナなどの貴金属で世界市場の変動レートに対応している。映画産業が遅れた事で国際世論誘導が最も遅れている。宗教で金を稼ごうとする『資本企業』や伝承の科学的見地をウェブで頻繁に発表する『情報同盟』とは仲が悪い。『情報同盟』に敵対意識が高く、エリート開発に重きを置く事でスパコンやAI技術に対抗しようとしている。
過去に鹵獲した兵器の再利用計画があり、砲身は敢えて他勢力と同じ口径、そして加工を施せば他勢力の弾頭も使用できるようになっている。これにより、襲撃の際に敵からの勢力の特定を誤認させる思惑もある。『島国』の『幽霊船団計画』の影響を受けた『潜水母艦計画』が道楽として行われていた。また、信仰心を闘争心に切り替える施策なども進められている。兵糧確保計画『ドラウプニル計画』により、遺伝子改良型の鈴虫が繁殖させられている。
判明している所属地域は、カムチャッカ半島、本国とされるローマ、アテネなど。ユーロ圏は『正統王国』とのスパークエリアとなっている。

#### 組織・機関
正統王国
君主議会
『正統王国』の最上層部。所属する各国の『王族』で構成され、『正統王国』全体の政治を決定する。
評議会
君主議会を補佐する諮問機関。選挙で選ばれた評議員と呼ばれる有識者達で構成される。なお、評議員は『正統王国』内において血統に依らない範囲の最高の地位である。
黒軍服
『正統王国』軍中枢に設置された独立機関の通称。憲兵隊とは別個の組織でありながら、犯罪や捕虜の扱い、作戦行動時の不適切な行動など、戦場における兵士たちの行動を監督する立場と、各部隊を任意の時期に督戦する権利、階級に関わらず違反者を拘束する権利、従わない場合に『緊急時措置』として射殺する権利を持つ。本来、兵士を監督し、その士気を上げて戦わせる職務で、前線の監視や逃亡の阻止、処罰などを行うようになった。
特別教導隊
軍内部で見込みのある人間をスカウトし追加教育を施された軍人達による指導隊。その訓練の過酷さは『安全国』の民衆もよく知るところであり、指導を受けた兵士は北欧禁猟区を裸足で歩けるとも噂されている。通常は現場に出る事のない訓練部隊。
血統局
『正統王国』内の機関。遺伝情報の登録・管理等を担当し、隠し子や遺産相続問題による内戦を防止している。没落した貴族の保護、支援なども手掛けている。外国人には血統は登録されない。表向きは政治とは切り離されているが、重役は王族御用達の家庭教師協会経験者の天下り先となっている。貴族の立場から鑑みれば、血統を証明できない事は身元不明な死体と大差ないとされており、その筋には重要な機関。
王立テクノアカデミー
小中高校に大学、院とエスカレーター式で管理される、将来の軍事産業を担う人材の巨大育成機関。『正統王国』内における理系の最高学府。所在地はノルマンディー方面のパリ。理事長は代々『貴族』シャンゼリゼ家の人間が襲名するが、学園長は民間企業役員からの公募で選出される。
チェーンカッター部隊
正統王国軍における悪名高い汚れ仕事担当部隊であり、任務は兵站関係の切断が主体。部隊章は太い鎖を潰し切るハサミ。元々は北欧禁漁区出身だったが、現在では全世界で活動している。陸軍ベースだが標的は陸海空全て。
情報同盟
天才少女（神童）計画
数千人以上もの少女達へ後天的に才能を植え付けたプロジェクト。モデルとなる人物の脳をMRIで撮影し、その構造へと他人の脳構造を偏らせる実験であったが、実際にはモデルとなる脳を輪切りにしたように一部を継承した無数の子供達を生み出す結果になった。主導者であるカタリナ＝マティーニが完璧だと夢想する母カサンドラをモデルとしているため、生み出された少女達は彼女の姓をミドルネームに冠し『マティーニシリーズ』と呼称される。ペン回しが精神安定行動となるよう刷り込まれている。
現在では情報同盟のAIネットワークの行政システム『キャピュレット』の脆弱性を人間の発想で埋める生体ハードウェアとして機能を負っている。カサンドラの有する「合理的な殺人者」という一面がどの個体が継承したか主導者のカタリナでさえ把握できておらず、情報同盟への破壊工作を目論む暴走へと発展した。
資本企業
マスドライバー財閥
かつて『資本企業』に所属し、西米セントラルヴァレー方面のロサンゼルスに本拠地を置いていた勢力。
宇宙開発にまつわる技術開発競争にて、実用に耐え量産できるほどのマスドライバー技術を持つのは作中では当財閥のみであり、レートビジネスで稼いだ資金を使ってマスドライバー技術による宇宙開発市場の独占を狙っていた。
しかし、所属勢力である『資本企業』がレーザー方式軌道エレベーターを選んだために「採用戦争」に敗北し、『資本企業』と敵対する勢力に技術を売り込もうとした。それが技術流出であるとされ抑止されたことが発端となり、財閥のエリートを『資本企業』側に抑えられオブジェクト同士が衝突する戦争は回避されたものの一方的に『資本企業』から離脱した。本拠地は中米シエラマドレ方面を南下し、南米大陸のイグアス方面へ拠点を移しつつあり、『情報同盟』への亡命も試まれていたが未遂に終わる。
7thコア
『本国』を直轄管理する七つの巨大企業体。
セイレム・ロジスティクス
スマホからの注文で、どんな地域でも12時間以内に配送を完了させる新しいネット通販サービス『銀の鍵』の配備を進めていた。そのためにパナマ運河での航路を欲し、ソベラニア動乱を影から引き起こした。
エレベーター連盟
7thコアの7つの大会社が共同出資して作った宇宙開発機関。アフリカ大陸に宇宙エレベーター・マザーレディを建設した。
スカイブルー（SKYBLUE.inc）
『資本企業』所属の航空専門の空軍PMC。マリーディ＝ホワイトウィッチが所属するのはアイス飛行隊。『島国』あめのだりん上陸戦にて、モスグリーンと共同作戦を取って自防PMCが占拠した『あめのだりん』の破壊を目論んだ。エンブレムは氷の結晶を背負う青い乙女のシルエット。
コールサインは、アイスガール1（リーダー機：マリーディ）、アイスソード2、アイスホース3、アイスバーン4。
モスグリーン.co.ltd
『資本企業』所属の陸戦PMC。ここ最近は上陸作戦を中心に、海兵隊の領分にも事業を拡大させている。『島国』あめのだりん上陸戦にて、スカイブルーと共同作戦を取って自防PMCが占拠した『あめのだりん』の破壊を目論んだ。
信心組織
中央
各種思想・宗教の代表が集まって協議する『信心組織』の上層機関。
ヴァルキリエ
『中央』によって「どうしても譲歩できないレベルで宗教的摂理に反した『神敵』」とみなされた人物を始末する警察系の特殊部隊。構成員は全員女性であり、軍服の上からガターベルトを穿き、セルフカップブラを着けた恰好をしている。短距離狙撃ライフルで武装している。
十字教
『信心組織』内でも最大の勢力を占める宗教団体。2000年以上前から続く唯一神教であり、他宗教圏の土地へ広く布教し拡大した歴史を持つが、それ故『信心組織』の掲げる「古い宗教の復古」によって弱体化することを懸念している。

オセアニア
MIB
カンパニー、ラングレー、ペンタゴンなど呼び方は様々だが、「UFOや宇宙人などの目標や接触者に脅しをかけて真実を隠蔽する諜報機関」などの都市伝説が噂される「MIB」という誤った名前を敢えて掲げている。オセアニア軍事国の独立政権を影から操り、崩壊後は旧軍政派として民衆の多国籍軍排斥の世論操作を行っていた組織。構成員は皆、全身黒ずくめのスーツ姿で帽子、サングラスをかけている。独立政権に『〇・五世代』を提供したのもこの組織である。
かつて北米大陸の超大国が担っていた『世界の警察』という抑止力を、オセアニアの戦災復興に乗じて再現しようと数年がかりの計画を企てていた。世界的勢力の統合を志し、自らを「亡霊達の警察」と名乗る。
民衆の世論操作で『正統王国』軍の排斥運動を煽ったが、デモ活動へ反対する者が現れ始めて目的が頓挫する。妨害のため追撃しにやって来た多国籍軍を『アーリーステイツ』で迎撃するが、操縦者が死んだことで投降。彼らのスポンサーについても『黒軍服』が派遣されたことでバックグランドを失い、組織は壊滅する。

島国
一霊四魂
『島国』で開発された予測検索ソフトウェア。『島国』の5人の開発者が、20 - 30年前に組み上げた（その内の1人はヤマト＝チェリーブロッサム）。自らが思考している訳ではなく、質問や周囲の状況に応じて文字列を組み変え、先んじて回答を返している。
組み上げた開発者達が企んだ全世界気象コントロール兵器システム『アマテラス』の構築を目指して演算されており、この計画に賛同した自防PMCが暴走を起こした。

その他
ユニコーン
正式名称は第202機動支援中隊。全員が整形手術を施し、指紋や掌紋も火傷によって、血液型も骨髄移植によって歪めている。主要任務は戦場に潜伏し、敵オブジェクトの整備基地周辺にある輸送車両やそのルートへの破壊工作。しかし、実際には世界的勢力やそれらに所属していない地元ゲリラ・テログループと接点を作り、泥沼を回避する事前協議（八百長）が主任務。表向きの国家や勢力の枠組みを超える人脈形成のためにあらゆる手段を行使する。正規構成員数は200人前後とされているが、勢力を跨いだ間接的な協力関係は未知数。これらの行動が完全に軍上層部の管理を離れていることもあり、ランク3（BC兵器を使用する可能性が極めて高い危険分子）認定を受けている。
ナタラージャ
天才的な頭脳を持った少年少女達を集めた、各世界的勢力を跨いだ混成組織。無尽蔵なエネルギー消費や終わる事無き戦争など、現代の人類の文明を憂いており、数百年後へコールドスリープすることで現存する文明と決別することを目的としていたため、作中では「氷点下195℃の救済」と形容された。海底に10kmもの巨大潜水艇『ナタラージャ』を作り、各地の食糧や資源を確保していた。
第37機動整備大隊に目論見を勘づかれ、大人達に『オリエンタルマジック（カーリー）』を派遣させて妨害を試み逃走を図ろうとした。しかし、クウェンサー達によってオリエンタルマジックは破壊され、ナタラージャも沈没した『コレクティブファーミング』に押し潰されて身動きが取れなくなり、各世界的勢力に資源を没収された。
シンデレラウィザード
公式には存在しない秘密部隊。北欧禁猟区におけるエリートの素体の自然発生率の高さに注目し、北欧禁猟区で両親を失った子供たちを回収しその適性を調べ、合格ラインを超えた素体を『安全国』に出荷する部隊。表向きは爆撃や略奪の恐怖から身寄りのない子供たちを保護する名目で活動している。
ウッドストック
東欧系ギャングとインド半島系であぶれていた技術集団が母体となった武器商組織。欠陥持ちのオブジェクトを抱える四大勢力に近付き、近代化改修によって実質的なオブジェクトの乗っ取る「パラサイトプラン」を進めている。その最終目標は、提携オブジェクトの図面データを数多集める事で、全く新しいオブジェクトを考案・作成する事にある。

#### 国家・地理
安全国
世界的勢力を構成する無数の国家のうち、オブジェクトの戦闘が禁じられた非戦闘地域の国家。上層部や特権階級、戦争と無縁な一般市民などが住んでいる。作中の世界では安全国と戦争国を明確に区分しその範囲で戦うのがセオリーであり、その暗黙の了解を破るのはタブーとされる。
ロストエンゼルス
『信心組織』に所属する、コロマンデル方面の最南端の街。人口約200万人。南端にはオブジェクトの建造・整備を行う大規模施設があり、莫大な助成金が街へ流れている。そのため、各世界的勢力がギャングに扮して諜報活動を行っている（『正統王国』はアズールハイヴ、『情報同盟』はクリムゾンパーティ、『資本企業』はマスタードカウボーイ、『信心組織』はビリジアンエッジ）。
「信仰を失ったら人々はどうなるか」を名目に設定された実験場であり、犯罪が横行していて治安は最悪。元々は大規模なシャトル発射場として開発されていた。山岳部の変電施設はボロいため頻繁に停電が起こる。夜になると、山間部から流れる風によって街に深い霧が立ち込める。
オセアニア軍事国
オーストラリア大陸に位置する軍事独裁国家。どの世界的勢力にも属していない。強引な人工緑地化開発を推し進める過程で先住部族を弾圧し、多国籍軍の介入を受けつつも、砂漠の全域を縦横断する廃棄されたパイプライン網を利用し軍の検問や衛星の監視をすり抜けて活動していた。MIBによって与えられた『〇・五世代』を軍事国が運用したが、多国籍軍に破壊されたことで体制が崩壊する。それに乗じて多国籍軍の支配権の取り分争いによる小競り合いも起きた。
崩壊後は「空白地帯」として介入を受けつつ、再興に向けて暫定政府が活動している。再興を機に、治安維持は軍隊ではなく警察系の特殊部隊が担当している。再興への資金援助も散発的でオセアニア・ドルも乱高下しており、旧軍政派残党が開く闇市が否応無しに根付いている。
ロワイヨーテ方面、ソロモン方面なども該当する。
南極
国連崩壊前から領有権を巡って複数の国家が鎬を削ってきた激戦区。現在で領有権を主張しているのは、オセアニア軍事国、『資本企業』の西米セントラルヴァレー方面、『情報同盟』のチョノス諸島方面、『正統王国』の南グレートブリテン方面。
空白地帯
どの世界的勢力にも属しておらず、国家も存在しない無政府状態の地域。犯罪組織の中継地点として利用されることが多い。イグアス方面、ソベラニア方面などが該当する。
グレーターキャニオン
かつてのアメリカ合衆国を東西に切り分けた絶対非武装線。世界最大の空白地帯。『国連の崩壊』の最たる爪痕とされる。東西の幅が150km以上ある上、その先にも『情報同盟』も『資本企業』も互いに200kmもの砂漠を敷いた立入禁止区域を設定している。両勢力とも第二世代オブジェクトを20機単位で配備して牽制し合っている。旧時代の地下ミサイルサイロが丸ごとジオフロント都市（サイロシティ）に化けている。
ロックキャッスル
月面に建設された特権階級用の別荘の一つ。国境は定まっておらず様々な勢力の人間が滞在している。月には宇宙空間に『ブラインドネット』と呼ばれる可変フォトニック結晶でできた網状の半透明ワイヤーが半球を重ねるように張られており、月面への太陽光の照射量を調節する光化学的な第二大気圏が整備されている。これは放射線を偏光させる役割もになっており、これによってロックキャッスルの建物が、放射線をカットする大気が無い真空中でも維持されている。
アマゾンシティ
かつて『正統王国』がアマゾンに建設した100万人規模の工業都市。20年前に新型ウイルスの蔓延で放棄され、世界最大規模のゴーストタウンと化している。都市計画により、別の街へと地下鉄が整備されている。
移民居住都市
ヴィクトリア島東端に位置する『正統王国』の都市。その名の通り海外からの移民を受け入れる都市である。
『島国』
かつて世界で初めてオブジェクトを開発した極東の島国。兵器開発関連の技術がズバ抜けているが、逆にそれによってガラパゴス化している（新兵器開発よりもバージョンアップの方が得意）。現在でもオブジェクト開発の最先端に立つが、少子高齢化で移民を大量に受け入れたため、オブジェクトの技術情報は世界的に広まることになった。少子高齢化に伴い子供は成長資源として大切に扱われており、早い内から会社直属の名門校に通わせ英才教育を施している。完全PMC制の『資本企業』の軍隊では戦力不足が否めず、問題解決へ向けて半公共化の自防PMCを設立し海上警備を強化したが、この自防PMC自体が暴走したことで領海が内戦状態に陥っている。太平洋の海底資源を得る以前は、海の補給路を確保するために『幽霊船団計画』などが進められていた。
所属は『資本企業』だが、列島西部を掌握した朝廷制度復活を掲げる勢力が『正統王国』と『信心組織』のどちらに属するかで内部対立したり、東部も徐々に『情報同盟』的な体制に移行しつつあるなど、曖昧な政治情勢となっている。
北欧禁猟区
アースガルドの消滅を機に、オブジェクトの運用が禁止された地域。時代に逆らい反オブジェクトを掲げても巨大メディアに封殺されない唯一の場所。また、意図的なガラパゴス化を促す事で通常のオブジェクト開発では得られない新技術の偶発的発生を誘発させるための巨大な実験戦場としての経時的意義がある。民間人も生活しているが戦闘機や生身の兵による戦闘が続き、四大勢力が入り乱れているため実効支配がどの勢力であろうと他の勢力が潜んでいるような泥沼な戦況になっている。そのため国境も頻繁に変化している
爆撃や略奪の恐怖などの戦争病変に長時間曝された子供たちの精神はエリートの素体として優れており、エリートの自然発生率が高い。
アースガルド
かつては、球体状の本体を大きく広げて街の形に作り替えていったオブジェクトのような街であり、500万人が住まう巨大な金融街だった。JPlevelMHD動力炉を巨大金融街の中心に据えてエネルギーインフラを賄うと同時に、大都市の周辺を取り囲むように12の主砲を主軸とした総数100門以上の強固な対空対地砲撃陣地を設置していた。極太の地下送電ケーブルを使い、遠く離れた場所で強化コンクリートの地盤に固定した首振り式のレーザービーム砲やレールガンに莫大な電力を供給していた。
敵の襲撃により動力炉が爆破され、街そのものが消滅し、現在は『崩壊首都』と呼ばれゴーストタウンと化している。クリーンな戦争における負の歴史の転換点とされており、北欧全域がオブジェクト無用な禁猟区とされる原因となっている。
ヴァルハラ
北欧禁猟区南端に位置する100万都市。北欧禁猟区と東欧を繋ぐ玄関口となるため、盛り土で山脈を作り陸路の要衝として交易と金融により栄えている。アースガルドの消滅に伴う多くの民の流入により大きく拡張していった。領有権の問題で海側の『資本企業』と山側の『情報同盟』が一つの街を管理しており、街の中心を南北に縦断するフェンスが敷かれ、分断商都とも呼ばれている。街の中央には直径2kmの『不可侵の森』が存在し、北欧神話が巨大宗教に駆逐される前からあった文化的支柱となっている。
地下道や抜け道などが数多く存在し、マネーロンダリングの温床と化している。
人工浮揚島
巨大なフロートを使って構成された陸地。独立権を与えられている場合は1か所に留まる必要はなく、7つの海の公海上をゆっくりと移動している。地球温暖化と海面上昇に後押しされる形で一時期は建造ラッシュが進み、衛星台湾、新制琉球諸島などが作れた。しかし、維持コストがかさむ、資源の供給の不便さから生じる外交的な脆さ、非常事態に陥った際の都市機能の復旧速度に難がある等の問題点が建設後に明らかになり、現在では流行に陰りが出てきている。
オリンピアドーム
大西洋のほぼ中央に浮かぶ巨大人工浮揚島。スポーツ競技会『テクノピック』の会場。四大勢力に属さない完全中立を謳っているものの、実際は『信心組織』の毛色が強く、大西洋全域を回遊する巨大な電波盗聴器と化している。
直径約20kmの競技ドームを中心に、周囲10kmへ各種施設を配置した構造（目玉焼き、とも揶揄される）。選手村として、競技ドームの外側に高層リゾートホテルが建設されている。遊泳エリアの海底には可動式の防波堤として強化ウレタン製の直方体ブロックが敷き詰められ、それが上下することで海流をコントロールしている。オリンピアドーム自体は、およそ2年の周期で大西洋を周回している。テクノピック出場選手への襲撃事件に対処するため5000機以上の無人兵器を導入しているが、ドームそのものに軍事的価値が無いことを示すため、それらの供給電力はオーシャンサブステーションと呼ばれる外部の大型変電船舶3隻で作り出している（軌道上の発電衛星群からマイクロウェーブで船舶へ送電、続いてその電力をレーザーに変換してオリンピアドームにエネルギーを供給）。こういった回りくどい間接的なシステムは、マイクロウェーブの人体への影響を懸念した上での風評被害対策も兼ねている。ビフレストビーチと呼ばれる観光名所があり、内陸に引き込まれた巨大な運河へ並行的に架かる200m以上の7本のアーチ状鉄橋がある。夜にはライトアップされ、一本につき一色、合計七色の光を放つ。「ここへ立ち寄るカップルは仲が進展しない」というデータも週刊情報誌に掲載されていたりする。
テクノピック
オリンピックの流れを汲んだ、4年に一度の国際的なスポーツの祭典。大会中は各世界的勢力が第二世代のオブジェクトを一機ずつ派遣して警護している。
表向きは『平和の祭典』だが、現在はスポーツ衣類の向上や人間工学の発達により、技術力の誇示を兼ねた代理戦争と化している。さらに裏では選手暗殺を始めとする妨害行為が半ば暗黙の了解としてまかり通っているため、『死の祭典』『殺戮パレード』という異名がついている。その他、選手に負担のかかるドーピングや、成績の芳しくなかった選手がオリンピアドーム公式発行の賭博チケット絡みの逆恨みで帰国後に襲撃されるなどの問題も発生している。出場選手の平均寿命は、ドーピングの『底上げ』や暗殺のせいで低くなっているのが現状。
あめのだりん
『島国』南洋にある海底資源採掘用の人工浮揚島。直径はおよそ20km強、形は『舵輪』のようなシルエットであり、十二角形の各頂点から木の枝のように港湾ドックが伸びている。元々は『島国』の軍用備蓄基地として機能していた。
ガーデンゲート
ソベラニア方面、パナマ湾に隣接するメガフロート式橋頭堡。一辺2kmの正方形。
セカンドウェニス
地中海を移動する20km四方のメガフロートであり、世界的勢力のセレブ達が垣根を越えて来訪する世界最大のリゾート地。戦争を忘れて他勢力の人間が集まる故にスパイ天国とも呼ばれる。所属は『情報同盟』。人口は13万人弱で地価はロンドンの20倍。街並みは懐古主義が現れており、メガフロートの表面に溝を掘ってわざわざ海水を流し水路だらけにしている。見た目は南国風な木々が並ぶが、金属の地面に養分はないため寒天を土に撒いている。この仕組みを利用し、『安全国』に住まう人々の雑菌耐性を強化するために『スプリンクラー001』という雑菌パックを使用するプロジェクトもあった。実際には生命倫理を担当する『信心組織』軍の特殊部隊『ケリュケイオン』により、殺人カビをキャリアにして『アルゲイフォンテス』を撒く軍事計画が進められていた。
スーパーノヴァおよびアスペタイザー小惑星の墜落を受けて街並みが半壊した。
シャトー・ド・ルージュ（赤ワインのブドウ園）
『正統王国』ニューカレドレア方面にある、特別政治犯収容施設の人工島。海底油田のような基部がいくつかと、鋼鉄で組み上げられたジャングルジムの構造体。全景は一辺3km、高さ40mほどの六角形であり、コンテナは12の階層に分かれて吊られている。
コンテナの全てがモジュール化された独房であり、1500人もの囚人達を収容している。囚人達は皆、内部告発や貧民へのボランティアなどで『貴族』の反感を買ってしまった無実の『平民』であり、収容施設は国が認めた公的な「リンチ場」となっている。
施設の構造体とコンテナ式の独房がブドウの棚に見えることや、無実の人間を閉じ込め、苦しめ、真っ赤な血を搾り取る、という意味も含めて名付けられた。
マダガスカル島
アンツィラナナ方面にある実験戦場。キツネザル、ベローシファカ、ジブッポウソウなど独自の生態系が確立されており、生物資源ビジネスの金脈として各世界的勢力が占有を巡ってしのぎを削っている。
マザーレディ
アフリカのトゥルカナ方面にエレベーター連盟により建造された総延長10万km超えのワイヤー式宇宙エレベーター。世界全土を覆うネット通販網の確立のため、という建前で建造された。
地上基地・グランドベースへカーボンナノチューブの塔を垂らす形で建造されており、静止軌道上に直径20kmの宇宙ステーションが広がっている。ステーションに搭載されたレザービーム砲やデブリを利用した人工流星雨、地上基地の防衛用コイルガンを搭載しており地上部隊・オブジェクト共に寄せ付けない防衛能力を有する。雷による被害を避けるために、気圧操作の天候兵器も有しており、副次効果としてオブジェクトによるレーザー砲撃を歪曲させることも可能。

### 軍事用語
各オブジェクトの種別に関しては次のセッションで説明する。

### オブジェクトの兵装・技術
オニオン装甲（タマネギ装甲）
オブジェクトに使われている装甲。高耐火反応剤を絶妙なバランスで混合した鋼板を何十何百と重ねた積層構造（耐核用の鉛の層も含む）となっており、それによって従来兵器を無効化する圧倒的な堅牢さと核爆発すら耐える驚異的な衝撃拡散効果を有する。防御性能以外にも、損傷した箇所を部分的に交換できるという利点もある。なお、装甲板の全てが職人の手作業による特注品であり、安価な大量生産は不可能。電波遮断効果もある。値段が高い。
プリント基板式送電装置
絶縁物質と導体物質をセットで鋼板に焼き付け装甲にケーブルに相当する回路を設けることで、中心部の動力炉から外装部の砲身までケーブルを一切使わずに装甲の防御力を下げることなく電力供給を行う機構。
JPlevelMHD動力炉
オブジェクトに使用されている電磁流体発電を利用した動力炉。出力は従来型動力炉の軽く数百倍を越え、巨大なオブジェクトの高速機動と、膨大な数の高出力兵器の同時稼働を実現している。燃料には融解後に構造を変化させ、再固化した石炭を使用しており、一度の補給で5年間稼働。基本的には電子制御により機械的に出力調整されるが、エリートの手でマニュアル操作も可能。小刻みに停止させることが出来ない為待機時はケーブルを使って整備基地に電力を供給している。
推進（浮遊）方式
オブジェクトは重量20万トンという超重量に反して時速500kmもの高速機動性能を持つ。これを実現する推進方式は様々なものが存在するが、作中では主に2つに大別される。
静電気式
脚部に静電気を発生、さらに特殊な反発剤のスプレーを地面へ常に噴射し続ける事で、帯電した機体と地面を強く反発させ機体を浮遊させる方式。稼働中は雷鳴が走るような低い音が響く。反発剤は2,3日で自然分解される上、動植物に無害な成分で調製され環境に配慮されている。
海上での運用はできないため、海戦を想定する場合は海上用フロートを併用する必要がある。浅い水たまり程度なら難溶性の反発剤を用いる事で強引に踏破できるが、環境に悪影響を与える。
エアクッション式
ホバークラフトと同様の原理で、リフトファンで周囲の空気を取り込み莫大な空気圧を利用して機体を僅かに浮遊させる方式。地面と機体底面が平行になるように圧縮空気を閉じ込めて緩衝材として扱う機構上、地形の凹凸がある陸上でも可能ではあるがどちらかと言えば平坦な海上の方で実用化が進んでいる。
推進（浮遊）装置の形自体は、平板形の「スカート式」と昆虫の脚のような「多脚式」の2つに主に大別される。
砲門
オブジェクトには、レールガン、コイルガン、レーザービーム砲、電子ビーム砲、下位安定式プラズマ砲などの専用武装が大小100門以上装備されており、戦艦のように用途の異なる主砲および副砲に分類される。一般に、オブジェクト級の砲台を戦車や爆撃機に別途配備してJPlevelMHD動力炉の電力を借り受ける方式は意味がないとされる。これは発射時の衝撃波や輻射熱で自壊してしまうからであり、仮に重装甲化して耐久性を向上させたところで今度は自重で潰れてしまうという問題が浮上する。
レールガン
JPlevelMHD動力炉から供給される莫大な電力を利用し、砲弾を電磁誘導により加速して撃ち出す砲台。レーザービーム砲と並ぶほど大電力を消費する。
コイルガン
導線を束ねて作った巨大なコイルの中にスチール製の砲弾を置く事で、磁力を利用し飛翔体を撃ち出す砲台。砲弾は一般的に直径1m弱、重量は1t以上。電磁石の数が多いほど威力が増すため、砲身は長く取るのが常道。構造上の問題からレールガンのような高初速が得られない反面、消費電力が低いという利点がある。
レーザービーム砲
高エネルギーレーザーを照射する砲台。レーザー光線は可視領域外だが、空気中の塵や埃や水分を焼くため残像が軌跡となって視認できる。距離による威力の減衰はあるが、速度に変化はない。光速で飛来するレーザービームは視認してから回避する事ができないため、オブジェクト戦では敵機のセンサー、照準用レンズ、砲身などから発射前動作を察知して回避行動を取る必要がある。
電子ビーム砲
砲弾として電子を亜光速（もしくはそれ以上）まで加速し、JPlevelMHD動力炉の膨大な電力を利用した磁界により電子を直進させる砲台。
下位安定式プラズマ砲
特殊ガスを砲身に充填した上でそこにJPlevelMHD動力炉から供給される膨大な電気を流す事で人工的な青白いプラズマを発生させ、莫大な磁力により指向性を整え放射する砲台。一般的には射程距離が10km前後であり、オニオン装甲を貫通できるレベルとなると3〜4kmまで接近する必要がある。最大効率でエネルギーを破壊力に変換できるため、威力のみならレールガンやコイルガンやレーザービーム砲を超える火力を誇る。
主砲
JPlevelMHD動力炉の莫大な電力により極限まで火力を高めた、オニオン装甲を撃ち抜けるレベルの大火力の砲台。砲身が巨大なため、その構造上オニオン装甲で覆う事はできない。対オブジェクト戦におけるメインウェポンであり、主砲を失う事はオブジェクト戦において有効打を失う事を意味する。
副砲
オニオン装甲にダメージを与えるための主砲とは異なり、センサー等の装甲以外の兵装の破壊や、撃ち合いの牽制、あるいは旧世代兵器や対人用など対オブジェクト戦以外に使用される。オニオン装甲を覆うように100門近く砲台が取り付けられている。副砲クラスでもレールガンではマッハ5相当の威力を誇り、旧世代兵器とは一線を画する。
第8世代暗号通信
オブジェクトに用いられている通信システム。量子鍵を用いた暗号通信が採用されており、介入や傍受から守られた絶対的に安全な通信が可能。量子鍵とは量子鍵配送において通信を行う二者に供給される暗号鍵の事を差し、量子力学を用いてランダムに生成されるもので、盗聴が検知された場合には破棄される仕組みとなっている。
機密保護装置
敵勢力に鹵獲される事を防ぐためにオブジェクトに搭載されている自爆機能。各機によって設定が異なるが、自機が大破せずに行動不能に陥った際にエリートの意志とは関係なく自動的に作動する。
エリート
オブジェクトの操縦士。各国、各軍で養成方法は異なるが「エレメント」と呼ばれる適合条件がある。「エレメント」には単純な身体能力や芸術性の様な『資質の卵』も必要となるが、最も重要となるのは該当者の人権を侵害しても文句を言わずに国家の思惑通りに従うような人格であること。「個人の思惑を抑え、国家の」各オブジェクトに合わせてエリートは自分の身体、脳を調節されるので、自分のために開発されたオブジェクトか、同じ樹形図の後継機しか操縦することはできない。作中では何故かどのエリートもひらがなを多用した（漢字を殆ど使わない）しゃべり方をする。
オブジェクトの操縦形態（インターフェース）は各エリートに合わせて個別に用意される。オブジェクト搭乗時は時速500km近い高速機動が行われるため、専用のスーツを着用し、耐Gスーツと同様の原理で下半身を圧迫する事で血流を堰き止め、脳の虚血状態を防止する。また、エリートのバイタル調整も「メンテナンス」と呼ばれるほど厳重に管理されており、各エリートに合わせた独特な方式が取られる（フルートの調律、瞑想、入眠時幻覚など）。
『正統王国』では救国の英傑、『情報同盟』ではアイドルなど戦時広報としてエリートを神格化する動きは各世界的勢力にそれぞれある。特に『信心組織』ではその傾向が強く、オブジェクトは一種の神殿であり神官や巫女であるエリートのカリスマ性を増幅させるための装置といったイメージが浸透している。

### その他の用語
ベースゾーン
オブジェクトの整備基地。各世界的勢力の軍から各地へ派遣される。
『正統王国』第37機動整備大隊（37th. Consolidation Maneuver Battalion）
全地形・天候型に対応するベイビーマグナムに併せた移動型拠点であり、大型トレーラーを遥かに凌ぐサイズの基地構成車両を大量に並べて構成される大規模な車両団。実地指揮官はフローレイティアであり、800人ほどの兵士が所属する（第7巻以降では1000人規模へ拡大している模様）。諜報部門、電子シミュレート部門、整備部門、技術解析部門、警備部門などが存在する。支給されているライフル弾は基本的にスマート弾（目標を自動追尾する誘導弾）。
兵士の居住区もレーダー管制塔も全て巨大な車両の上に設置されている。海上では車両団の設営は不可能なため、強襲揚陸空母2隻でベイビーマグナムを挟み、多数のワイヤーを張り巡らせる事で固定する。
レーション
前線兵士に支給されている食糧。大きな消しゴムのような見た目や感触をしている。美味・不味で兵士の士気が高低するのを防ぐため、敢えて無味無臭にし士気を均等に保つという意図で開発された栄養調整型の人工食品。栄養価、保存性、携帯性に優れるが、現場の兵士からは不味いと不評を買っており、ネットでは「ファミレスの残飯を粉末になるまで乾燥させて揚げ物用の廃油を使って練り上げたリサイクル品」という噂まで広がっている。
白旗
降伏を示す無線信号。条約にはないが、基本的には自軍のオブジェクトが撃破されても白旗を打電すればその時点で戦闘が終結するとされる。
ハンドアックス
『正統王国』製のプラスチック爆弾。グラム単位の製造単価はプラチナよりも高い(触媒が特殊だからであり、爆薬自体にはそれほど換金性が無い)。クウェンサーにはウォーターストライダー撃破以降、C4ではなく、これが支給されている。
ウォーハンマー
接着爆弾投射機。ブルパップ式で口径は25mm。ゼリー状にした液化爆薬と信管のセットを発射し、銃に取り付けられた無線トリガーを引く事で起爆させる機構。レーザーポインターなどの照準補正装置も装着されている。射程はアサルトライフルと同程度であり300 - 400mほど。
摂氏70℃を超えるソベラニア方面において、ハンドアックスでは溶けて使い物にならないため代用兵器としてクウェンサーが使用した。
試作実験炉
完成品のオブジェクトを作る前段階に実験用として試作する動力炉。作中ではダミーや電力供給源、意図的な臨界爆発によるトラップなどとして作戦に利用されている。
パワードスーツ
人間の動作や筋力を補助、増強、拡張するために装着される機械装置の総称。アクチュエーターや人工筋肉などが用いられ、操縦の際、着用した人間の動きをそのままフィードバックする『マスター＝スレイブ方式』であることが特徴。軍用、作業用など、その目的によって装甲や出力、武装を含めた装備状況が異なる。サイズは3m前後。運用に関して『情報同盟』軍はパイオニア。『正統王国』は他の世界的勢力に比べて開発が遅れている。
軍用モデル
搭載された重火器と併せ、その防御力から歩兵同士の銃撃戦では圧倒的な制圧力を有する。通常のパワードスーツよりも装甲が厚く銃弾やグレネードなど対人用火器を物ともしないが、対戦車ミサイルを耐える程ではない。一般的に内側からロックをかけると外から強制イジェクトするような機構は存在しない。
また、量産型ではなく兵器ショーに出品された10-15m程度の大型モデルや、人型ではなく球体状の試作スーツも存在する。
採掘用モデル
区分は建設重機であり、「岩石を効率良く砕き、軽度の落石・崩落から搭乗者を守る」ように設計された。手足のパーツが太い。放熱のため通気性を確保するため、装甲（特に関節部）には隙間が多い。余計な振動で炭鉱の崩落を刺激しないよう、速度も出ないよう設計されている。防御性よりもメンテンスのし易さを優先した機構。
建築用
操縦には免許が必要。巨大なコンテナを片手で持ち上げる馬力を有する。
『カーソル』
シグナルマーカー発信装置の1つ。直径5cm、高さ20cm程度の円筒形の部品のほとんどが強化プラスチックの機材。オブジェクトへ照準情報を送信する赤外線トラップであり、センサーの反応がオブジェクトのロック情報とダイレクトで繋がるようになっている。

#### オブジェクト以外の兵器・技術
正統王国
シャルルマーニュ
『正統王国』軍の強襲揚陸空母。第37機動整備大隊の海上拠点や輸送手段としてよく利用されている。
シグムント
『正統王国』軍の旗艦。
ティルトローター式ガンシップ
オブジェクト登場前は戦場の主役だった兵器であり、圧倒的な積載量を活かした大火力に、滑走路を必要としない利便性を有する。
また、各種大砲の代わりにカートリッジ式のレーザー兵器ユニットを積んだ亜種などの登場にもより、『鈍重な機体は制空権の確保されていない戦場では無力』という従来の法則は突き崩され、戦闘機どころか巡航・弾道ミサイルの迎撃まで可能となった。
通常モデルとレーザーモデルを組み合わせることで、空と地上の双方へ同時に切り込み、戦場の一方的な制圧を可能とした。
しかし、レーザー兵器が各国の軍隊に導入されるようになって以来、主役の座を明け渡すこととなった。
ティルトローターと呼ばれるプロペラ機であり、翼についたプロペラの向きを90°変更することで、垂直方向と水平方向の推力を切り替えられる。
基本的には、パイロットは対人センサーから中心点を定めて円を描くように飛行し、胴体から砲撃手が途切れることのない連射を一方的に浴びせ続ける戦法が取られる。
ナイトエッジ小隊からは『プテラノドン』という愛称で呼ばれている。
スカーレットプリンセス号
海軍所属。全長380m、最大船速40kn、最大収容人数は2500名の大型船であるが、電子化・自動化が進んでおり、三交代制でも船乗りは100人にも満たない。
豪華客船と銘打っているが、内部構造は根本から異なる偽装巡洋艦であり、海賊を誘い殺すことを目的としている。作戦ごとにモジュール状の外装を完全に再換装させ、カラーリングやシルエットそのものを変更している。
交戦時は、1000枚以上ある強化ガラスの窓が全て、複合素材のシャッターで内外二列に降りるようになっている。サイドデッキの両翼からは船首から船尾まで近接防御用のCIWS（20ミリガトリングガン）がせり上がり、三段デッキのプールは割れて21センチの速射砲がそびえ立ち、屋根一面のミサイルハッチが展開される。対地ロケット砲を配備した攻撃ヘリまで格納している。
船の下層半分は一つの大きな空間となった揚陸部隊用船倉となっており、多数の軍用エアクッション船が配備されている。船首の部分が中央から真横へ割れて、乗船していた部隊が出陣する。
第37機動整備大隊の先遣隊としてマラッカ海峡を通過中に海賊と会敵し、掃討した。
ショートボウ
携帯電話のアプリと連携したUAV。カメラ機能で撮影した情報が照準とリンクしており、データ送信から約3秒後に空対地ミサイルを標的へ着弾させる。
烙印
4×4のYAGを束ねた高出力実験レーザーを球形本体にいくつか搭載した兵器。理論上の有効射程は400kmであり、20以上の標的を98.8%の精度で撃墜させる。王立テクノアカデミーの名物教授が作製した。平和利用という建前で書類は通しているが、最近流行りになったドローン関係のトラブルに激昂した名物教授が自前で構内に設置した。法整備が追いついていないため、学校自治で対応させている。
クラスターブレイン
「正統王国軍が保有するサイバー作戦用に設けられた高速サーバー」とされているが、その正体は自勢力の『安全国』で市販されているスマホ・タブレット端末の基幹OSに潜り込ませた45.5kBのスパイウェア。これら7億台以上の演算領域の余剰部分を並列化して解析を行う。
スーパーノヴァ
直径1.2kmを灰に変えるサーモバリック弾頭を搭載した衛星投下兵器。普段は衛星軌道上に待機させておき、使用時は軌道変更して地球へ墜落させる爆撃兵器。衛星全体にステルス処理が施され、熱源を感知されないようブースターの噴射も極力控えられている。様々な欺瞞装置も有しており、チャフやフレアを撒いてロックを解除したり、ブースターの噴射にランダム性を持たせて生物学的な軌道を描く事が可能。
レーヴァテイン
空対空ミサイルを何発被弾しても動きを止めない頑強な装甲を纏う巨大な戦闘列車。北欧禁猟区に配備され、レールを破断されても立ち往生したまま2週間以上も『資本企業』軍を押し返し続けている。
きのこ雲を生む程の膨大な火薬を詰めた砲弾を大雑把に高空で炸裂させ、爆風と乱気流により広範囲の戦闘機をまとめて墜落させる事から『吊り天井』と呼ばれている。
6両編成の巨大車両の中でも、3両に渡る巨大な円周が主砲。これは円形のリニアレールであり、この上に高速砲台車両を走らせ、飛距離に合わせて遠心力で特殊な液化装薬を練りながら砲弾を発射する。
屋根の上には蜂の巣のように大量の砲身が並ぶ。内部のライフリングを数値設定する事で、ピッチングマシンのように砲弾へスピンを加えて自由に歪曲させる変化高射砲の群れとなっている。

G-22
二等辺三角形のシルエットを持つデルタ翼の戦闘機。

S/G-31(複座カスタム)
『正統王国』が主力で運用している機体だが、性能の高さも相まって他勢力の『信心組織』に設計をコピーされている。独自性をアップデートするために無理矢理に複座カスタムが施されている。対地対空とオールマイティだがそれゆえに性能は平均的で個性には乏しい。
搭載されている空対空ミサイルは『バリスタⅡ』と呼ばれ、撃ちっぱなし能力を持つもの。
S・Cu-25
S/G-31よりも機能を絞って低価格帯に路線変更されたモデル。高速道路からも離陸できる小型デルタ翼機。

S-36
高機動戦闘に特化した前進翼カナード機。後方につけた主翼が前方に流れていく、軌跡に逆らったような異形の機体。
独特の空力制御で『果実搾り』と言われる程の高負荷慣性Gを生み出す急旋回が可能。一方で、やり過ぎて失速し機体の制御を失うリスクも高いピーキーな性能。

情報同盟
真実の鏡
エリート用の認識介入プログラム。認識と思考のプロセスに介入し、エリートが受け取る情報への曲解認識状態を引き起こす。これにより「攻撃」「防御」「撤退」等の恣意的な方向へと情報の解釈を促し、エリートの思考を誘導する兵器。実験用プログラムであり、オブジェクト側にインストールされたプログラムによる継続的な干渉とセットになり、エリートが任務を拒否したり、あるいはジャミングで通信が途絶したスタンドアローン環境下でもコマンドでエリートを制御し続ける事を目的に開発された。

トールハンマー
天空の地雷という異名を持つ高精度地対空ミサイル。ミサイルヘッドに搭載された攪乱兵器による妨害レーザーで有効視界外から戦闘機のパイロットの目を潰し、一度に30発ほど放たれたミサイルが標的を取り囲むようにして退路を塞ぎ爆破へ追い込む。1発2万ドル。北欧禁猟区のあちこちに配備が進められているが、高精度レーダー自体は限られるため、大型トラックやスクールバスに偽装した移動式レーダーと接続しなければ使い物にならない。

アナスタシアプロセッサ
レイスの実母、アナスタシア=ウェブスターの癌細胞を利用したDNAコンピュータ。既存の0と1ではなくATCGの組み合わせを用いる事で複雑な計算を高速で実行可能。死期を悟ったアナスタシアが世界に貢献したいと願って検体提供した。シャーレで無限に培養するため、現在では細胞が400tにも上る。

ゴーストチェンジャー
高圧物理負荷環境下での性質変化を前提とした特殊なグリス。オブジェクトなどの可動部位へ注入し摩擦で焼き焦がれ煙や蒸気の形で散布される化学兵器であり、微細な味や匂いによって人間の脳に干渉して心理状態を誘導する。疑心暗鬼から生じる一種の恐慌状態にも似た集団パニックを誘発させ、敵軍の同士討ちを引き起こす。
獄中のスラッダー＝ハニーサックルが設計し、中和剤によって自分の脳への干渉は防いでいた。

資本企業
EXウォール
可動式バリケード。大型トレーラーは前だけでなく後ろにも運転席がついており、これが縮んでいたアコーディオンを伸ばすような要領で真反対に動き出すことで荷台の金属製の円筒形が広がっていく。これが直径7m、全長300mほどの巨大なバネにも似た有刺鉄線のバリケードとなる。軍用ネットと繋がることで、オブジェクトの位置情報と連動できる。
コイル状の有刺鉄線は砲撃を受けるとバラバラに分解するようになっており、1つ1つが対人地雷として機能する。車両1台で約2000 - 3000個もの地雷へと変貌する。戦争条約で禁止されている「無秩序な地雷の敷設・散布」を敵に行わせることで、国際会議で有利に立ち回ること、あるいはそれを危惧した敵をバリケードで牽制する、といった目的がある。
fli-21T
一般に普及しているfli-20を改良した制空戦闘機。量産配備の手前で止まっていて、現在は『北欧禁猟区』に支給され最終テストを受けている。200キロの対艦航空爆弾を積載している。
Zig-27
双発のパワフルな大型マルチロール戦闘機。演算機器を積み込みすぎている。全身を貫くような振動の乗り心地がマリーディに好まれている。

Rev-19
菱型に近い奇怪な主翼に短髪エンジンの小ぶりな機体。
最高速度よりも軽量故の急旋回を武器とする高機動機で、純粋なドッグファイトのみを追求したモデル。督戦部隊に配備されている。
Rev-51
長い主翼を胴体に這わせるように後ろに流し、鏃のような尖った形状の全高度全速度対応の可変翼式爆撃機。重量はおよそ215t。

信心組織
Harpuiai（ハルピュイアイ）
『信心組織』軍のVTOL戦闘機。
ジェットエンジンのベクタースラストノズルにあるパドルの特許上の問題によって、『正統王国』から『信心組織』へ亡命した技師が設計した。
そのため身元を隠すために外装を改造しており、『正統王国』のS/G-31機と酷似している。
スーパークルーズ（超音速巡航）可能な機体だがアフターバーナーも備え付けられている。機銃は毎分4000発。
パイロットは、顔にゴーグルと酸素吸入用ヘッドセットを、喉には小型のマイクを取り付け、高速飛行中の気道を確保する。
このように装備が単純なヘルメット方式ではないのは、エリート用技術を流用しているためである。
オブジェクト全盛の時代において、戦力にならない戦闘機には基本的に国防費は回されないため、オブジェクトの技術を応用した珍しい機体。
マイクロウェーブ兵装搭載機
『アスレティカ』によって改造されたHarpuiai。
ラミール＝スコッフローが搭乗し、マリーディのHarpuiaiの迎撃に用いられた。
太陽風で乱れるタイミングでオーシャンサブステーションの発電衛星にコマンドを送り、搭載機を大まかに追跡しながらマイクロウェーブ受電板から機内に電力を溜め込み再び発振器で放射する仕組みになっている。
マイクロウェーブの照射によって、敵機のレーダーや通信のみならず高度や方位を示す計器までまとめて無力化する電磁波攻撃が可能。
また、照射時間によっては敵機の航空素材の融解を併発させることもできる。
電磁波そのものを完全に回避する手段はなく、既存の空戦の法則を覆す兵装。
一方で、自身もレーダーが利用できなくなる等、デメリットも大きい。

アトポーシス
地上攻撃型UAV。追加のブースターとランチャー設備があれば垂直発射も可能。航続時間重視のプロップエンジンが採用されている。航行不能になると燃料気化爆弾のように燃料を散布して自爆し、万全なら半径200mを巻き込む。
道楽程度でしかなかった『潜水航空母艦計画』の副産物。徹底した小型、軽量化を施した無人攻撃機だったが、肝心の母艦が大きすぎて海中で静穏性が確保できずにプロジェクトは凍結された。現在では、計画の負債を消化する意味で様々なテロリストへ売りつけられており、アトポーシス自体がテロリストの象徴ともなってしまっている。

ヤリイカ
オブジェクトの対空レーザーを逃れるため、標的の200m前までは潜水し、そこから飛び跳ねるように飛来するミサイル。

ムニン
早期警戒用の集音マイク。パラボラ状の三脚で立つ機材。1km先の咳払いさえ拾う脅威の性能を持つ反面、音を拾える角度は極めて狭い。

フギン
6枚のローターで飛行するドローン。高感度のマイクを使って人体の発する音を感知するモデル。

ナグルファル号
アルゴ級巡洋戦艦五番艦。その快速と分厚い装甲で以てして主に輸送船団防衛の要となる大型艦。通商破壊戦に勤しむ敵機への対潜装備に比重を傾け、航空戦力は別枠の護衛機編隊に任せている。特にガトリング式のCIWSの制御は破格であり、潜水艦から放たれた海面スレスレを飛ぶ6発の大型対艦ミサイルを同時に落として味方に一切被害を出さなかったエピソードは神格化されている。
作中での3か月前に『資本企業』のアイス飛行隊に制空権を取られて航空爆弾により撃沈させられる。

Fefnir（ファブニール）
北欧禁猟区に配備されている戦闘機。アイス飛行隊を迎撃するために発進するが返り討ちに遭う。

その他
北欧禁猟区平和的開発事業協力会議
人工分子モーター
光や電磁波などの刺激によって立体構造が変化するように設定されたの分子モーター。応用すればコンピュータや記憶装置の超小型化が期待できると言われている。北欧禁猟区では、狂犬病と同質の性質に設定された人工分子モーターである『エインヘルヤル』が使用され感染者はゾンビ化した。

ヴォータン（Wotan）
全体のシルエットはブーメランに近い巨大な地面効果翼機。真下にある2本のフロートが後ろへ移動するとエイさながらの偉容になる。機体後部の滑らかなエッジ全体からブレインミサイルを発射する。
超音速分子ビームを利用した複合装甲により、分子間結合力そのものを強化した異常に堅牢な装甲を纏う。一方で、超音速分子ビームに必要なマイナス100℃の極低温状態を機体内部で維持しなければならないためにオブジェクトの下位安定式プラズマ砲の連射で大破してしまう等、熱に対する脆弱性を孕んでいる。そのため欺瞞兵装にも力が入れられており、吹雪かと錯覚するレベルのチャフをばら撒く。
母機であるヴォータンと子機扱いのグングニルは一つのオンライン兵装システム。
搭乗者であるネクレカ＝モヒートは医療用の生命維持装置に繋がれ、自我はなく外部からの電気信号を入力されるだけの演算機となっている。
クリーンな戦争のイメージを維持するため、北欧禁猟区のガラパゴス化が世界のパワーバランスに影響がない事を見せつける目的でオブジェクトに敗北するために迷走したまま開発された兵器。
グングニル（Gungnir）
両刃剣のようなシルエット。航行不能になると本体に残った全炸薬と燃料を着火して自爆するブレインミサイル。機銃や空対空ミサイルにより標的の行動の自由度を奪い、チャフやフレアで迎撃用の弾幕を振り切る挙動が可能。

島国レーザー要塞砲
富士山山頂に設置された固定砲台。高度3800mから地上・海上へ向けて俯角で撃ち下ろす仕様。

## オブジェクト
JPlevelMHD動力炉の膨大な電力とオニオン装甲・プリント基板式送電装置による核爆発にすら耐える桁外れの装甲防御力を備えた超大型兵器。その圧倒的な戦闘力から、機銃や砲弾、ミサイルなど既存兵器は軒並み豆鉄砲扱いになっており、作中では「兵隊が要らない」とまで形容され、人間同士が直接交戦せずに済むクリーンな戦争の代名詞とされている。
実弾、光学、ビーム等様々な大小100門以上の砲門による圧倒的な攻撃力を有し、動力炉を中心に配する直径約50m球形本体（砲の長さまで合わせればそれ以上）、平均質量は20万tを超える巨体ながら、静電気式又はエアクッション式を主体とした推進システムで時速500km以上で戦闘機動を行う。開発初期の時点では、マッハ5以上で飛来する対艦ミサイルやMIRVなどが代表的な仮想敵であったが、照準レーダー群の並列演算技術の確立及び対空レーザーによる圧倒的な迎撃能力の獲得により、オブジェクトのいる戦場において航空機による制空権は意味をなさない（オブジェクトによる戦闘機のキルレシオは1対500を超える）。そのため、戦争ではどちらのオブジェクトが強いか、数が多いかという条件で勝敗がある程度予測できる。しかし、あくまでも兵器であるため常に整備や補給を必要としており、万全な稼働には移動可能な整備基地（ベースゾーン）の同行による整備が不可欠。動力炉自体は長期稼働が可能だが、弾薬・消耗品は元より、整備のための工作機や重機を動かす石油の供給が滞ると整備不全で動けなくなってしまう事もある。作中ではオブジェクトを効率的に輸送できるルートを確保するために戦争が起きているという本末転倒な説まで出ている。また、その質量故に水没したオブジェクトはほぼ回収不能となる。
平均建造費用は50億ドルと言われ、3〜4年もの建造期間を要する。開発されるオブジェクトにあわせて、搭乗者となるエリートを一種の強化人間として調整するため、それぞれのオブジェクトとエリートの組み合わせはほぼ完全に固定されている。エリートが戦闘等でオブジェクトを失った場合でも、造り直した同じ機体、ないし同一系統樹上の発展機でない限り乗り換えはできない。発展機と言っても、基本的なシステムを共有できる範囲での発展(つまり単なる強化・拡大)に限定され、世代を跨ぐ程の進化は望めない。そのため、第一世代型オブジェクトのエリート達は第二世代・2.5世代と言った新型機に対し、半ば旧式扱いされる第一世代で対抗することを余儀なくされている。
オブジェクトは各勢力の最新・機密技術とレアメタルなど希少資源の塊であり、戦闘不能となった際は（その時点でまだ行動可能であっても）自爆装置が作動する。そのため、各勢力は時代遅れの第一世代であっても他勢力のオブジェクトの情報収集に余念がない。自勢力圏外で破壊されたオブジェクトの残骸の調査・奪取を計画するほどである。
オブジェクト同士の戦闘では敵機と距離を離し過ぎると装甲へのダメージが通らないため、通常5〜10kmの間合いにて円運動を取るような挙動で相対速度1000kmを超える砲撃戦が行われ、互いに有利な射撃位置を奪い合う争いになりやすい。
第一世代
世界中のあらゆる状況で戦えるように設計された全天候型・全環境型の総合マルチロール機。バランスが整った万能タイプであり、弱点や短所がなく、どんな標的にも一定のパフォーマンスを発揮できる。対オブジェクト戦のみならず、対通常兵器（戦車や戦艦、戦闘機など）や対人戦を考慮された機体。一方で、対オブジェクト戦では性能差が現れるような長所は無く、決まり手にも欠ける。
現場のエリートや兵士からは「時代遅れ」とされることもある。
第二世代
対オブジェクト戦において、海上、雪上、山岳部、砂漠等の特定の環境下や限定的な目的下での運用を前提にした特化型。短所や欠点が生まれても余りある、極大の長所を尖らせる事で第一世代オブジェクトを圧倒するパフォーマンスを発揮でき、自身の得意とする状況下であればオブジェクトを複数同時に相手にしても圧倒できる。作中では、一つの武装の性能を尖らせた極端な機体や新兵器を搭載した機体、特殊な設計思想で開発された機体など様々なタイプが登場する。
第三世代
構想段階の次世代オブジェクト。第二世代に機能追加した2.5世代オブジェクトや外部施設との連携など模索が進んでいるが、明確な定義は決定していない。

### 『正統王国』所属機
機体名称は、機体の特徴を表した英単語を組み合わせたシンプルな物となっている。他勢力のオブジェクトの敵性コードネームも同様の名付け方である。
ベイビーマグナム
ミリンダ（お姫様）が操縦する第37機動整備大隊の第一世代オブジェクト。ほぼ全編に登場している。
全天候型・全地形適応のスタンダード機。設計士クレア＝ホイストが設計に関わっており、また一般的な第一世代オブジェクトの主流から外れた機体。
逆Y字型の脚部ユニットは静電気式推進システムを採用しており、さらに地表との隙間に高出力のレーザーを放ち空気を加熱・膨張させるレーザー推進による加速機構を併用して高速移動を行う。あらゆる地形で自在に走行でき、専用フロートに換装することで海上での移動、及び戦闘も可能（海戦用フロートには後述のトライコアと同様にシャークアンカーが装備されている）。フロートの換装作業には整備部隊が随伴する必要がある。
アームによって各々が独立して可動する7門の主砲は、戦況に応じてレーザービーム、レールガン、下位安定式プラズマ砲、コイルガン（アニメ版のみ）などに機能を切り替えることができ、拡散と集束の2種類の砲術理論を用いる。
コックピットは機体中核にある直径2mの球状空間の中に設置されており、入り口からは動力炉の整備室や燃料追加用投入口や固着ボックス交換室などの分岐路が伸びている。一面に張られた巨大モニターに表示されるカメラの映像やセンサーの検知結果などの膨大な情報を超高速処理し、入力デバイスは眼球の動きを読み取るサングラス型の赤外線センサー、操縦桿、大量のキーボードなど様々なインターフェースを組み合わせて使い、操縦している。なお、エリートのコンディション調整のために電子レンジや小型冷蔵庫、座席には低周波振動マッサージ機能まで備え付けられている。
短所が無く汎用性が高い代わりに長所も無く決定打に欠け、それゆえに特化型の第二世代との戦闘では不利な戦況に立たされることも多い。また、多様な兵装を備えているため威力偵察の用途には相性が良い。

ブライトホッパー
『正統王国』軍第52機動整備大隊の第二世代オブジェクト。第2巻第2章に登場。
建造前に3機も試作実験炉が用意されたほどの鳴り物入りで作られた最先端オブジェクトであり、スペック上では陸上戦闘においてベイビーマグナムが3機でかかっても勝てないとすら言われている。1か月後には『本国』での模擬戦闘が予定されていた。ちなみに、搭乗者である有力『貴族』ハルリードの要望で、コックピットの内装は王城用の宮大工が担当している。
球体コアの下部に取り付けた円形の静電気発生装置で機体を浮かせ、後部にあるバッタの脚のような3本の推進脚で地面を蹴り上げて進むことにより、常時時速700 - 800kmで突進する超高速戦闘を行う。推進脚の先端部のピックおよび主砲後部のバーニアを併用する事で、急激な方向転換を可能とする。ただし脚部の構造上、後退できず常に前進する仕様になっている。
機体の大小全ての兵装がレーザービーム兵器で統一され、主砲も大出力のレーザービーム砲。機体の上面後部に装備された対空レーザーを除き、砲台全てが機体前面に設置されている。設計想定上では5km圏内の攻撃目標を瞬殺できるとされており、迅速な接敵と速攻撃破が機体のコンセプトである。しかし陸戦専用機のため、海路での輸送や上陸を要する作戦では準備に手間取る。
イグアス山岳砲撃戦にてブレイクキャリアーの主砲の直撃を受け、大破する。

フォレストローラー
『正統王国』の第二世代オブジェクト。詳細は不明。アマゾン方面の守備にあたっている。
第2巻3章で、アマゾンシティ総力戦では定期メンテナンス中であった。第6巻第3章で、クウェンサーたちの応援要請に応じてアマゾン方面軍の常設警備隊から派遣されたが、ブロードスカイサーベルによる衛星軌道上からのレーザー攻撃を受け、中破する。
インディゴプラズマ
『正統王国』軍第24機動整備大隊の第二世代オブジェクト。第3巻第2章、同巻第3章に登場。
その名の通り兵装から移動方式まで隅々にプラズマ技術が応用されており、下位安定式プラズマ砲の性能を最大限引き出すために開発された機体である。
基本となる推進機関は静電気式で、前方に2本と後方に5枚あるスキー板に似た形状のパーツで地面を滑るように浮かぶ。さらに機体浮揚とは別の空気を爆発させ、前進・加速する方式はプラズマ技術を用いており、単なる静電気式機体よりも圧倒的に速度に優れている。なお、その際機体周辺には通常の耐熱性能では防げないほどの熱が発生するが、電子制御による対策が取られている。水上で運用する際は専用のフロートユニットを装備する。2本の前脚をユニットと固定し5枚の後脚は上方へ折り畳んでジョイントされるため、上陸時はスムーズにパージすることができる。
機体前面には主砲である2門の下位安定式プラズマ砲が平行に飛び出すように備えられ、その砲身側面には特殊ガスの予備タンクが並んでいる。また、プラズマ発生用の特殊ガスを周囲に散布する歩兵との連携により、散布された一帯を状況に応じて自在に起爆させる戦術を得意とする。下位安定式プラズマ砲に用いる特殊ガスを充填したドラム缶ほどの大きさの砲弾を副砲のレールガンで射出し、標的の上空でパラシュートによって失速させ、ガスを半径100mほどに散布することもできる。
カムチャッカ半島夜間奇襲電撃戦にて第37機動整備大隊の援軍となるも、運用母体である第24機動整備大隊ごと『正統王国』を離反(クーデターとも)。続くヴィクトリア島緊急追撃戦において、『正統王国』のオブジェクト3機(ベイビーマグナム、スノウクエイク、アクティブスレッジ)による追撃を受ける。
ダミー機(後述)を用いた奇襲や、歩兵及びダミー機との連携、「オブジェクトが7機(うち6機はダミー機)」という心理的威圧によって『正統王国』軍を圧倒するが、クェンサー・ヘイヴィア両名と『戦場お掃除サービス』の妨害によってダミー機を全て失う。自身も大きな損害を受けたところをベイビーマグナムに攻撃され、撃破された。
ダミー機
第24機動整備大隊が秘密裏に建造していたダミーの粗製量産オブジェクト。
機体の外観や装備は、主砲が1門に、後部の推進パーツが2本に減っている以外は基本的にインディゴプラズマに酷似しており、同型の設計を流用しているらしい（アニメ版では主砲と副砲の数が減っているだけであり、推進パーツの数に変化は無い）。しかし機体性能はオブジェクトに到底及ばない粗悪な廉価版であり、装甲はセラミック製の擬似装甲を薄い鋼板で覆っただけで全体の厚さも足らず、動力炉は出力不足な未完成品であり、兵装も主砲1門しか機能せず高速移動も不可能。ただし、その軽量さゆえに潜水航行が可能である。
操縦は基本的に戦略AIによるオート制御であり、単調かつ直線的な行動しか取らないが、インディゴプラズマの半径5km圏内のみ搭乗エリートによる遠隔操縦の補正が可能。
ヴィクトリア島緊急追撃戦にて6機が参戦。歩兵や本体(インディゴプラズマ)と共に『正統王国』軍を圧倒するが、クウェンサーとヘイヴィア及び『戦場お掃除サービス』の妨害に遭い、全機大破する。

スノウクエイク（SNOW QUAKE）
『正統王国』第30機動整備大隊所属の雪上戦用第二世代オブジェクト。両翼に配置された三連装レールガンや後翼の副砲など、各種武装が本体ではなく接続されたアームに集中しているのが特徴。推進装置は8つのユニットに分かれている。全長は後部副砲翼直列展開時で120m。情勢の不安定なアラスカから北極を跨いで直接ユーロ圏の『安全国』を狙う、極順路電撃戦を想定した迎撃用の機体。なおアクティブスレッジは本機の競合相手であり、そのエリートは姉にあたる。
ヴィクトリア島緊急追撃戦にて、陸上でベイビーマグナムと共にインディゴプラズマと交戦するも、推進機関を損傷したことで動きが鈍り、その後に現れた6機のダミー機に撃ち抜かれ、大破する。
アクティブスレッジ（ACTIVE SLEDGE）
『正統王国』第29機動整備大隊所属の水陸両用第二世代オブジェクト。全長は各種砕氷装置最大展開時で90m。分厚い氷の張った極海域での戦闘を想定した侵攻用の機体。ブレード、回転チェーンソー、スパイクなど主砲よりも凶悪な各種砕氷装置で知られる。なおスノウクエイクは本機の競合相手であり、そのエリートは妹。苛烈な姉妹喧嘩でも有名だが、反抗期の妹にじゃれついている模様。
ヴィクトリア島緊急追撃戦にて、海上からベイビーマグナムとスノウクエイクの増援に向かっていたところ、不意に海中から現れた6機のダミー機から奇襲を受け、大破・沈没する。
スピードキラー
『正統王国』のオブジェクト。詳細は不明。
オセアニア駐留休暇戦(?)において、ヘイヴィアの要請を受けて反体制勢力の発射した巡航ミサイル『クラフトサラマンダーIII』を対空レーザーで撃墜する。
スライドランス、アクティブシールド
クック追加諸島の設計士の少女たちが設計に関与している。
アサルトシグナル
第一世代中期から後期にあたる機体で、クレア＝ホイストが初めて設計したオブジェクト。第6巻第3章に登場。
設計思想は異なるものの同じ設計者が係わっているということもあって、ベイビーマグナムとは兄弟機というほど近くはないが、従兄弟程度の関係ではある。
主砲は下位安定式プラズマ砲。基本的な砲門以外にも、強力な電磁波や各種波長の光を照射することで敵機のセンサーに使われる素子を破壊する実験的なプロジェクトにも参加していたが、結果は惨敗で机上の空論に過ぎないことがわかっている。エリートが気絶した場合などに備えた遠隔操縦システムが勝手に設計図へ組み込まれる予定であったが、素早い行動などは不可能で、数十 - 100人以上でゆっくりとバランスをとる程度のことしかできず、ハッキングの窓口になる恐れもあったために却下され不採用となっていた。しかし設計者のクレアによって勝手に設計図に組み込まれ、そのまま建造される。
王位継承をかけた『御前試合』の体裁を整えるために、何の訓練も受けていないステイビア＝ニコラシカが無理矢理に搭乗させられた。
ブロードスカイサーベル
『正統王国』のオブジェクト。ディミクシいわく第三世代。機体にはニコラシカ王家の紋章や個人名を示す青や金のリボンが刻まれている。第6巻第3章に登場。
レーザー式軌道エレベーターを構造の一部として組み込んでいる。機体の各砲身の先端に紫外線ライトが取り付けられているが、これは弱点の露呈を防ぐための急造であり、耐久性はない。
基本となる推進機関はエアクッション式で、左右に3本ずつの脚がパイルバンカーのように機能して抵抗を細かく変動させ、急旋回を可能としている。
機体前面に6門のレーザー砲があり、一見するとこれが主砲のように思われるが、実際には副砲でオブジェクトの装甲を削る程度の威力しかない。
主砲は衛星軌道上にある超高出力レーザービーム砲で、動力炉で充電した巨大バッテリーを軌道エレベーターで撃ち上げて発射に必要なエネルギーを送っている。そのため、宇宙条約を無視した国際法違反の機体。約7分に1発の間隔で、発射、減速、バッテリーユニットの接続を行うなど、驚異的な速さを実現している。主砲に動力炉を搭載し、独立運用するとディミクシ自身の手から制御を離れて外部の人間に裏切られる可能性もあるため、『1発撃つ毎に1発分のエネルギーを運搬する』装填機構が作られた。それ以外にも照準の緊急回避用の安全機構が用意されており、紫外線マーカーが一定の法則で点滅している地点からは自動的に主砲の照準がずらされるようになっている。
『御前試合』において、落雷で紫外線マーカーが機能不全を起こしたことにより、自身の主砲を受けてまともに動けなくなったところ、クレアによって遠隔操作されたアサルトシグナルの主砲斉射を受け、大破する。主砲も機能停止し、デブリ対策に利用される。このことにより、『脆弱な重要拠点・防御施設をオブジェクトの構造に組み込むことで、移動能力をも備えた最強の兵力に変化させる』という第三世代の構想はひとまず見送られることとなった模様。

セーブ・ザ・ロジティクス
『正統王国』の第二世代オブジェクト。第8巻第2章に登場。輸送船団に代わり、オブジェクトそのものが兵站を輸送することから名付けられた。
脆弱な輸送船団を数機のオブジェクトで守ることを改善するため、巨大なオブジェクトに直接コンテナを外付けした実験的な機体。しかし、余計なウェイトが増えて敵砲からの被弾率が高まる、超慣性Gのせいでコンテナ内の中身がグチャグチャに潰れるなど、不遇な問題点が多い。そのため、現在では運搬中に襲撃・奪還の恐れのある重犯罪者の護送任務を担当している。
ロイヤルレジデンス
『正統王国』の第二世代オブジェクト。第10巻第2章に登場。コードネームは、「王の城」「難攻不落の移動拠点」として名付けられた。
球体状本体の左右と後方に、本体より巨大で不均一な直方体ユニットを取り付けた機体。ユニットにはスパコン、弾薬庫、追加冷却装置など多数の装備が積載される。また、大規模なレーダーや鉄橋のように巨大な主砲、高速移動用ロケットブースターなど、通常のオブジェクトでは搭載しにくい大型装備で身を固めている。静電気式推進装置を採用しており、円形フロートも不規則に配置されている。
ただでさえ巨大なオブジェクトの外装に、多数の追加武装や装甲を纏い続けることで山のように膨れ上がった。超大型、超重量にもかかわらず機体各所の無数に取り付けたブースターを点火し、甚大な慣性Gと引き換えに高速機動を実現する。
多国籍合同軍事演習『ギガントハスラー』に参戦したオブジェクトたちの1機。集中砲火を浴びたベイビーマグナムの盾となり、総勢4機のオブジェクトを前に健闘する。
イグザクトジャベリン（EXACT JAVELIN）
『正統王国』の陸戦特化型第二世代オブジェクト。フライド評議員が秘密裏に開発していた機体。原作第1巻第3章終盤に登場するが、アニメオリジナルストーリーに際し、原作者の鎌池和馬がこのオブジェクトの設定を制作したため、その詳細についてはアニメ第8話終盤で明らかになった。
通常オブジェクト同士の戦いは敵の攻撃の予備動作などを察知して回避行動を取るが、それを逆手に取り、一切の攻撃予備動作を見せず、偏光ワイヤーを使って光を歪めることで相手に攻撃を一切関知させずに攻撃する。それ以外にも、相手の照準のジャミングも可能な模様。
外観は多脚型で、本体中央部から伸びる主砲の基部に偏光ワイヤーがあり、起動時に発光するのが特徴。
原作では、フライド評議員が秘密裏に育成していたエリートが駆るオブジェクトは登場するものの、出現と当時にエピソードが終了したために長らく詳細不明であった。また、『ヘヴィーオブジェクト S』では、副砲の位置等若干の差異はあるもののアニメ版におけるデザインに近い外観の多脚型オブジェクトが描かれている。

オセアニックドライバー
『正統王国』の第二世代オブジェクト。第11巻第3章に登場。
レーザービームの主砲を軸としており、動力炉の他に大規模コンデンサをいくつも装着する事で隙の無い連射を可能とする。
機体外周に備えたいくつものバラストタンクへ状況に合わせて大量の海水の流入・排出を繰り返し、機体の重量バランスを意図して崩し急激な旋回挙動を可能する。
セントヘレナ島の海上警護する任務についていたところ、第37機動整備大隊の応援要請を受けてデストラクションフェスと交戦する。
後方に控える10万人以上の民間人を守り、また第37機動整備大隊へと情報を残すために最後まで白旗を上げずに戦闘を続け、デストラクションフェスの主砲を受けて大破、操縦士エリートも殉死した。

プラズマホーン
『正統王国』第16機動整備大隊所属の第二世代オブジェクト。コラボ短編「学園都市、第三七機動整備大隊、グランズニールの！全部載せ『ワールド』ツアー!!」に登場。第16機動整備大隊は戦地の前線へ赴くよりも学校や病院の建設や遺跡の発掘などに尽力しており、グランズニールの【魔法】を欲して開発された異世界間転移侵攻用オブジェクト。オブジェクトの信号伝達系に操縦士エリート自身から切り離して培養した神経組織やリンパ液などを使用して自身を装着する事で、オブジェクトを丸ごと人体として【ゲート】に誤認させグランズニールへの【サインイン】を果たす。
球体状本体の真下にH字の大きな静電気式推進装置を持つ他、機体後部には後光か天使の輪に似た円形パーツを装着し、同円に時計の文字盤のように配置された12基の円筒形プラズマブースターで瞬発的な回避性能を引き上げた機体。主砲は球体状本体の真正面に、正三角形の各頂点を作るように下位安定式プラズマ砲が3門。極めて近い位置から重なり合う形で発射する事でプラズマ同士をわざと干渉させ、射程内にある所定の座標で大爆発を起こす攻撃が可能。集束が弱まれば貫通性能は著しく下がるが、その分拡散すれば命中精度は格段に高くなる。まず敵機の表面を散々炙って少しでも動きを鈍らせ、点の砲撃で急所を撃ち抜く戦術を取り、この理想パターンの術中にハマると抜け出せなくなる『底なし沼』として有名。多くの戦果を上げているが、敵機を炙る過程で必要のない生身の敵兵を巻き込み過ぎる点が撃墜王としてノミネートされない欠点となっている。非人道兵器候補の筆頭とも呼ばれ、多くの戦果を持続できていなければ戦術理論ごと闇に葬られていたとされている。
エスカリヴォール
ウッドストックの交渉に応じた他勢力による攻撃にさらされたベイビーマグナムを支援しに来た第一世代オブジェクト。
クック追加諸島の設計士の少女たちが設計に関与している。
第20巻における本国防衛戦において、マンハッタン000からの砲撃を受け大破した振りをしつつ継戦した。

クリスタルスクライング
『正統王国』第21整備機動大隊のオブジェクト。第17巻第3章に登場。
前脚が非常に肥大化し枝分かれした多脚型フロートの静電気式推進装置を有する。クワガタの鋏のように左右に大きく開き、中央に向かって収束する形状。
主砲は球体状本体の左右に1台ずつ設けられた4門のコンテナ式砲台。これから発射する尾翼付きの弾頭を光ファイバーの有線で可動させ、光学カメラによる目視照準で着弾を狙う。
装甲は、通常のオブジェクトのような高耐火反応剤の鋼板ではなく強化ガラスと保護フィルムを幾重にも重ねて構成されている。鋼板ではなく金属箔の配線を挟む事でプリント基板式送電を再現している。
山岳地帯を考慮し、レーダーやマイクではなく光学カメラを重視している。貴族・王族の遺伝子情報を記録した『ボディファイル』を保管するサーバーを内蔵している。

### 『情報同盟』所属機
『情報同盟』軍の機体正式名称は、単語と数字のシンプルな組み合わせとなっている。
ラッシュ（ガトリング033）
『情報同盟』軍Sky Dog(br) 3rd C.E.B.の第二世代オブジェクト。『正統王国』第37機動整備大隊に縁があり登場頻度は多い。陸戦特化の機体だが、主砲の性能から障害物のない海上戦も得意とする。
推進方式にはエアクッションを用いるが、高速移動時には十字のフロートの下部のチェーンソーのように高速回転する特殊なキャタピラで地面を削りながら加速する。エアクッションフロートはウレタン製で、装甲もカーボンやアラミドといった素材を混合しており、それらにより大幅な機体の軽量化を実現している。
主砲である2門の連速ビーム式ガトリング砲により近・中距離戦を得意とする。5本の砲身を束ねることで負荷を分散させ連射性能を向上させているが、一発につき30秒の冷却時間を要する。その問題を解決するために主砲が2門用意されているが、左右に1門ずつ取り付けられた砲は旋回範囲が限定されているため、側面をそれぞれ180°までしかカバーできない。また、主砲は1本1本の砲身をさらに100以上の細かいパーツに分解できるよう設計され、パワードスーツ部隊との連携によりベースゾーンの車両団が通れない場所へも運搬することができる。操縦用の入力デバイスはUの字に広がった三段重ねのキーボード。
『オブジェクト無人化計画』の一端として開発された戦略AI『ジュリエット』が搭載されており、現在は第三次試験運用中。通常時はその高速演算性能を駆使してオブジェクトの基本操作を担当しており、発生したエラーやバグをエリートが修正する形で運用されている。ただし、情報同盟がアンジェリナリストを忌避しているため、フールプルーフテスト（いじわるな扱いをしても誤動作などが最小限で済むかのテスト）に対する脆弱性が残っている。
アラスカ戦場跡迎撃戦にてベイビーマグナムと交戦するも、「アンジェリナリスト」を参考にしたフレーム問題が引き起こされ機能不全に陥り、最終的に『正統王国』軍に丸ごと鹵獲される。レンディの尽力にて『ジュリエット』を搭載した後継機が用意された上、番となる戦略AI『ロメオ』を搭載した新型の2機目（照準攪乱用に高度なジャミングシステムも搭載）も製造されており、こちらは自動操縦の他にも遠隔操縦も可能。

スナイプレーザー051
「情報同盟」の第二世代オブジェクト。第6巻第2章に登場。
ソリ状の静電気式推進装置とは別に、本体後部にロケットエンジンのようなものを複数搭載した速度重視の高機動型オブジェクト。対オブジェクト戦のみを考慮して前面装甲を厚くし他を削ったラグビーボールのような流線型で、圧倒的なスピードと引き換えに側面は核などの旧式兵器でも破壊できる程度の防御力しかない。そのため保守派には煙たがられていた。
主砲は8門の高出力レーザー砲。フォトニック結晶の粉末を滞空させることでレーザーの軌道を自在に屈曲させられる。GPSによる照準補正を受け、山を挟んだ反対側へレーザーによる精密な砲撃が可能。
高い対空レーザー性能から空路の封鎖役としても注目されている。これを危険視した『正統王国』は非公式であるバックグラウンド部隊を派遣して間接的な賄賂を用意し、アサバスカ方面以外の空路の封鎖を行わないよう『情報同盟』へ打診していた。

シンプルイズベスト
「情報同盟」の第二世代オブジェクト。第7巻第1章および2章に登場。
イオンエンジンは本来、宇宙探査機などに取り付けられ『無重力下で弱く長く効果を発揮する』ことに用いられるが、これをオブジェクトの動力炉のエネルギーに任せて桁違いの出力を実現させたのがイオンエンジンの亜種となる『高イオンクラスター』である。色々な噂が飛び交っており、シンプルイズベストの建造自体が、「完全飛行オブジェクトの建造」「太陽系外の居住可能惑星を探すための完全循環システムの開発」などの足掛かりとなる蛹のプロジェクトとも囁かれている。
推進フロートは、ハの字の板状パーツ（水平方向の調整）と、後部へ大きく伸びた直線パーツに分けられ、全体として矢印形になっている。直線状のフロートの上には何本もの円筒形のクラスターが設置されている。
前面の装甲は極めて薄い金属箔の集合体であり、リアクティブ防御技術の結晶。有効な攻撃を感知すると、衝撃が内部に伝播する前に薄い装甲を火薬で剥離させダメージを軽減する。一方で、機体の真横や背後、上部は装甲が薄い設計となってしまっている。また、機体前面の追加装甲は空気の流れを機体上部へ逃がすようになっており、超音速で生じる空気の撹拌にて機体が空中へ浮いてしまうことを防いでいる。
取り得る戦術は単純であり、一切回避せず多少のダメージを無視して最短最速で標的へ接近し、ほぼゼロ距離から主砲を撃ち込む。最高速度は音速に届く。同じ速度重視の『正統王国』の『ブライトホッパー』とは異なり、前面装甲によって回避すら必要としないコンセプト。

カタパルトカーゴ
「情報同盟」の第二世代オブジェクト。第7巻第3章に登場。
ベースは金属砲弾だが、内部に強酸や下位安定式プラズマ砲用のガスなどを積載するコンテナ構造を有することで、多種多様な攻撃を可能としている。
アーリーステイツを迎撃するために多国籍軍として派遣された際に主砲が直撃して大破したが、後継機への乗り換えを間近に控えていたため大局に影響はなかった。
バンドステーション
『情報同盟』の第二世代オブジェクト。第10巻第2章に登場。コードネームは敵機の撮影、分析、および衛星回線を利用した大規模な放送機材から名付けられた。
主砲は向かって右手側に2門。砲身機関部は縦に4つ連結されており、上下にスライドさせることで下位安定式プラズマ砲、レールガン、コイルガン、連速ビーム砲へ切り替え可能。左手側には大量のカメラ、マイク、センサー、レーダー類を装着した、主砲と同サイズの感覚器ターレットを装備。エアクッション式推進システムを採用し、球体状本体頂点から伸びた4本のアームに似たデバイスの先にフロートが取り付けられている。
直接的な攻撃力よりも、多数のカメラはセンサーを搭載し、相手の弱点を探ることに特化した機体。同時に、強力な放映機材を内蔵し、『安全国』の民衆へ極めて高額な懸賞クイズ番組を放映することで、10億人以上もの民衆を取り込み敵機の分析を行わせる。
多国籍合同軍事演習『ギガントハスラー』に参戦したオブジェクトの内の1機。3機のオブジェクトの集中攻撃を受けそうになったラッシュの指示に従い、『ギガントハスラー』の実態を世界的にリークして演習を中止させた。
オールドヴァージン
「情報同盟」の第二世代オブジェクト。特別コラボ掌編『上条当麻の異世界訪問』に登場。
コードネームは建造以来一度も被弾した事がないという戦歴に由来するが真偽は不明。クレバスに落下し身動きが取れなくなったベイビーマグナムを他所に、第37機動整備大隊を襲撃した。
スペクトルQ&A（レーザークラッカー001）
『情報同盟』の第二世代オブジェクト。第11巻第2章に登場。
エアクッション式の水陸両用機。4本の細長い脚で体を支え、4本の大バサミのような腕部を前面に抱える。オブジェクトの巨重を活かしたプレス式製氷機によって、人工流氷を作成する。これは輸送機の航路妨害のみならず、オブジェクトの足止めやレーザーの反射、また溶けて立ち上る蒸気を利用してレーザービームを屈折させる事も可能。
フェムト秒クラスの超短波パルスレーザーを使い、光学試料分析を得意する。これにより、下位安定式プラズマ砲に使用される特殊ガスや静電気式推進に使用される反発剤、さらに剥離したオニオン装甲の破片からその高耐火反応剤の成分レベルを解析し、色素レーザーを利用した幅広い各種波長のレーザーを照射して対象物への伝導効率を高める事ができる。作中では「炸裂レーザー」と表現された。
操縦士エリートは薬学と生理学で博士号を取得している変わった経歴を持つ。
麻薬戦争に加担して、アズライフィアの提供した麦角からカラフルバニラを生成していたが、アフリカ南端喜望峰砕氷砲撃戦にて第37機動整備大隊と交戦して大破した。

シールドバッシュ
『情報同盟』の第二世代オブジェクト。第14巻に登場。グレーターキャオニオンに配備されている支援機であり、大量の盾や鉄条網を地面に突き刺す事で進路を妨害する。
ナイトロジェンミラージュ（レーザービーム069）
『情報同盟』の第二世代オブジェクト。第14巻第3章に登場。
左右に縦3門ずつ、紫外線領域の窒素レーザービーム砲を搭載している。窒素レーザーは太陽光の数百倍有害であり条約違反の設計コンセプト。動力炉の周りに液体窒素を使った低温超伝導発電を数ユニット並べて電力を上乗せしている。
球体状本体真上に皿形の気象レーダーを備え、それに設置されたコンテナランチャーから酸化鉄とアルミ、液体窒素を交互に散布する事で極端な温度差を生み出し自在に蜃気楼を作り出す。それを利用してレーザーを屈折させる事も可能。温度差による熱流磁気効果を利用して空気中で極端な電位差を作り、電波攪乱もできる。
ピラニリエの駒となりカタリアを連行するクウェンサー一向やレイスを強襲するが、アナスタシアによる演算補助を受けた光化学スモッグにより自身の放った窒素レーザーが屈折し被弾し大破し轟沈する。

マンハッタン000
『情報同盟』のオブジェクト。第14巻第3章に登場。
世界最大の大艦巨砲オブジェクト。『情報同盟』の『本国』中心地ニューヨークにあるマンハッタン島を改造しており普段は島そのものへと擬態している。その機能を100%で稼働できれば既存のオブジェクトが100機集まっても勝てないとまで言われている。17000人以上の住人を乗せたまま稼働したが、真下から吹き上がる風をエアカーテンにして進行方向からの突風を緩和しているため住人の日常生活に影響はない。サーバー不要の自律無人機（ブルマイト、スマートメテオなど）が多数配備され、島内の警備が図られている。高い慣性負荷がかかる場合は甲板から蔦が伸びて建物の壁へ巻き付いて補強し、住人に対しては樹液でサイコロ状のキューブに固めて仮死状態にし保存する事で肉体を保護する。
左右両側から翼のように44種の主砲システムを展開しているが、代表的なものは電磁投擲動力炉砲。発射機構はレールガンと同様であり、JPlevelMHD動力炉にも利用される石炭ベースの化学燃料をペレット状に固めて標的座標の上空に撃ち込み、後追いでレーザービームで射撃する事で急激に反応させ、動力炉の爆発を再現する。磁力線に保護されない大規模の爆発は150キロ平方メートル以上もの超広範囲に渡り、あまりの威力に電波異常や電離層・磁気圏に影響を及ぼしオーロラを発生させる他、急激な気圧変化により突発的な大嵐まで発生する。圧倒的な大火力を弾道ミサイル迎撃システムのように運用する事でそもそも敵機からの被弾を許さず一方的に蹂躙する。
移動するだけで周囲に30mもの高波を発生させる他、機雷などの迎撃機構も有する。
AI行政ネットワーク『キャピュレット』と、それをデバッグする数千人単位のマティーニシリーズ（＋エリートとしてメリー）のワンセットで操縦がなされる。『キャピュレット』そのものの機構は、ラッシュに搭載される戦略AI『ジュリエット』を拡張し統合データベース『モンタギュー』に接続したものに過ぎず、「ジュリエット-ロメオ」規格のラッシュと互換性のあるシステムとなっている。
無数の動力炉を積んでいるため、通常のオブジェクトのように動力炉を破壊して大破させるという事がまず不可能。一方で、巨大すぎる機体のせいか通常のオブジェクトよりも造波抵抗・摩擦抵抗・粘性圧力抵抗の影響が比較にならないほど高く、海水と淡水が混ざる汽水域の走行を避ける等、操船にデリケートな部分がある。

シールドマシン002
『情報同盟』の安全国トランシルバニア方面での南部独立側勢力の保有する第二世代オブジェクト。第16巻1章に登場。
サソリをモチーフにした外観。左右2門ずつのコイルガン主砲で叩いて敵を弱らせつつ、機動力を失ったところで一気に近付き、その場で180度反転する。
その後、機体後方の尾の先端にある円形シールドマシンでもってタマネギ装甲を削り取るという戦術のコンセプト。
モルドヴェアヌ山の地下にて、数年かがりで部品を運び込まれて組み上げられたオブジェクト。
起動時に山肌を破壊して地表に顔を出す必要があったが、事前にクウェンサーの工作により側溝、雨水管、マンホールなどに充填剤を流し込まれ補強された山肌を突破できずに沈黙。

パーフェクトレンジ
球体状本体よりも長大な狙撃砲を左右2門備えている。球体状本体の真上には舵輪や歯車のように無数の副砲が取り付けられている。

レトロガンナー
10年前に最前線から退き、スクラップになるまで耐久テストや新型兵装技術の試用運転等に用いられる旧式機。球体状本体を一本脚をスキー状の細長い接地面で支え、大型ドラム状の金属車輪により移動を行う。主砲は球体状本体前面上方に取り付けられた3門の大口径レールガン。

### 『資本企業』所属機
『資本企業』軍の機体正式名称はハリケーンの命名からの名残で女性名を付けている。
ブレイクキャリアー（リゾレッテ）

ディープオプティカル（シャーベティ）
「資本企業」の第二世代オブジェクト。第4巻第3章に登場。
球状の本体真下に8本のエアクッション機関を脚のように広げた海上戦特化型。右手側上部には巨大なレーザー砲が設置され、その台座を中心に取り付けられた8本の円筒形の励起装置（炭酸ガスレーザー）が生み出したエネルギーを液化プリズムの屈折で集約して大量の誘導放出を実現している。液体内の光線屈折率が少しでもズレるとレーザービームで主砲が自壊するため、溶液濃度を自動調整する電子制御プログラムや高温対策装置も導入されている。また、オニオン装甲は大きく中空になっており、外層の振動の衝撃をレーザー振動検知器で察知し、衝撃の波を相殺するように内層のクッションを振動させることでレーザー技術の塊である繊細な精密機械を守っている。
レーザーの熱で空気中の屈折率を変えて敵オブジェクトのレーザービームを屈折させたり（10km圏内）、副砲のレーザー集中攻撃で敵オブジェクトの金属砲弾を傷つけ空気抵抗に悪影響を及ぼし軌道を変更させる（1・2km圏内）などのレーザーパリーが行える。逸らした砲撃が機体近くの海面に着弾しても、機体側面の高出力レーザーで空気を爆発的に膨張させることで、荒れる海上で傾く機体を強引に押さえ付ける姿勢制御も可能。このように、『機体の動き』を犠牲にし、『レーザーの速さ』を重視したコンセプト。
また、本体前面には無数のレンズが取り付けられており、これによって通常の光波と回折波を組み合わせた3次元映像投影の投射や、各種ロック用のセンサーを攪乱させる光学干渉などで、数キロ圏内へ機体を10機に増殖させる分身戦法を行う。
変形後
状況に応じて機体後部の巨大なパーツをC字の翼型に展開し、海面と翼の間でレーザーを乱反射させることによる空気の爆発的膨張で推進力を獲得。同時に、必要なくなったエアクッション機構の「脚」の先端を展開してYAGを主体とする固体レーザーの主砲として使用できる。しかし、固体レーザーであるためか威力は高いが照射時間が短く、連射することで攻撃力不足を補っている。

ホーネットストーム
「資本企業」の第一世代オブジェクト。第7巻第2章に登場。敵対者を大量のレーザービーム兵器で蜂の巣にすることから名付けられた。
機体後部を覆うように孔雀の羽を丸めたような巨大な金属板が何枚も展開されている。主砲は存在せず、対オブジェクト戦ではこの金属板で100門以上の全レーザーを屈折・反射させて敵機の装甲へ一点集中させることでダメージを与える。100門以上の砲はいずれも5km圏の精密狙撃を可能とする。
「対人用」と銘打つように現代の「クリーンな戦争」から外れた設計コンセプトであり、大都市へ逃げ込み大量の一般市民を人質に取った独裁者などを交渉の余地を与えず問答無用で殺すためのオブジェクト。人質を無視して大都市に突っ込み、群衆に紛れたターゲットだけを精密にピックアップして一斉狙撃するため、「現代の死神」とも噂される。
オセアニア情報戦にて、『情報同盟』との混成部隊と共に第37機動整備大隊と交戦。契機を見測りながらリサ＝ドービルを暗殺するため砲撃を行っていたが、共同作戦を行っていた『シンプルイズベスト』が大破、自身もベイビーマグナムとの交戦で中破し、それ以上の損害を恐れて撤退した。

デザートスコーピオ
第7巻3章に登場。
標的の周辺へ作為的にレーザービームを落とし、地面の砂をガラス化させた上で、そのガラス板を利用して主砲のレーザービームを複雑に乱反射させる。
オセアニア解放戦にて、MIBの『アーリーステイツ』を排除するため、多国籍軍から派遣されたが、主砲を受けて大破した。
マッドクッカー（にんぎょ）

ビーアブレイズ（ゆうひ）
「資本企業」の第一世代オブジェクト。第8巻第1章に登場。近接防御システム『火遁の衣』にて戦場を火の海に変えることから名付けられた。
第一世代ではあるものの、機体にバージョンアップを重ねて第二世代に劣らない性能を発揮する。
『火遁の衣』という近接防御システムを有しており、辺り一面に重油やナパームをばら撒いて火の海を作り出すことで、対人効果の他に黒煙や蜃気楼によって照準情報を誤魔化すことができる。

クラウンシャーク
『資本企業』の第二世代オブジェクト。第8巻第2章に登場。
詳細な描写はないが、海上の走行が可能。その攻撃力から、撃墜王とも呼ばれる。
コンテナ式の多連装レールガンが特徴。細かい照準を気にせず『面』制圧を敢行し、左右30°、距離10kmを完全破壊する。3回しか攻撃できないという制限があるが、デッドゾーンへ踏み込んだ敵機をどんなオブジェクトでも確実に食い破る。
メガロダイバー（アメノウズメ）

プライベートバンク
『資本企業』の第二世代オブジェクト。第8巻第2章に登場。
ケイマン諸島に置いてあると思われていたタックスヘイブン銀行のメインサーバーを内蔵した機体。表向きは「顧客の預金と個人情報を万全の態勢で警護するため」とされているが、実際には「各世界的勢力のVIP達の裏金の流れを把握し、秘密裡に協力を仰ぐ」ことで政治的に破壊不可能なオブジェクトを作ることにあった。この機体を破壊すると各国要人の莫大な預金情報が丸ごと損失し、さらには、残骸を回収され解析作業が行われてしまうと不正な金の流れが露見するため、誰も手出しできなくなる。
コンチネンタルスプリンター
『資本企業』の第二世代オブジェクト。電撃文庫総合目録2015に掲載された書き下ろし短編に登場。
太平洋ガラパゴス方面にある、各世界的勢力が共同出資し互いの技術を競い合わせる次世代実験場にて『資本企業』の本国により開発された。球体状本体から真下に2本の脚部ユニットが伸びる二足歩行のオブジェクト。変形して正座することが可能。時速500kmでボディプレスやヘッドバットにより攻撃を行う。衝突時の衝撃から身を守るため、エリートは搭乗せず遠隔操作を行う。制御権限は複数ある模様。
中華鍋をパラボラアンテナ代わりに利用し、クウェンサーにより遠隔操縦をジャミングされた。
スパイダージョスト
『資本企業』の第二世代オブジェクト。第10巻第2章に登場。コードネームは、蜘蛛のように敵機を拘束し、馬上槍のように突撃して貫くことに由来する。
球体状本体頂点に、極めて巨大な主砲を持つ。また、球体状本体左右には、敵機を足止めするための有刺鉄線や瞬間接着剤などの射出コンテナが並ぶ。エアクッション式推進システムを採用し、フロートは機体の前方と後方に縦一列に並び、それらをアームによって保持している。
極近距離における下位安定式プラズマ砲を好んで用いる。極めて高速で敵機への接近を挑むため、確実に敵機の懐へ飛び込むよう有刺鉄線や瞬間接着剤、溶鉱など多数の罠をばら撒いて足止めする機能を多数装備している。
多国籍合同軍事演習『ギガントハスラー』に参戦したオブジェクトの内の1機。
メビウスインフィニティ
『資本企業』の第二世代オブジェクト。第10巻第2章に登場。コードネームは有翼弾を利用した、極端なカーブする主砲に由来している。
球体状本体の背面上部に3門の主砲を備えており、正面から垂直まで自由に角度を変更可能。静電気式推進装置を採用しており、五つの輪を重ね花弁のような形状のフロートを成す。
砲弾には姿勢制御用の翼があり、真上、成層圏にまで届く超高高度まで射出した砲弾をメビウスの輪のようにターンさせて敵機を頭上から撃ち抜く戦法を好む。レールガンによる運動エネルギーと超高高度の位置エネルギーを掛け合わせた破壊力から、小惑星衝突の規模に匹敵すると噂される。
砲身は球体状後部との一点支持方式のため、自重や熱により僅かに砲身が歪曲する。これが照準情報に誤差を生んでしまうため、メビウスインフィニティはナノテクと過冷却水を用いた人工雪により反射鏡を作り、それを利用してレーダー光により砲身の歪曲具合を検出して照準情報を補正する機構を有している。
多国籍合同軍事演習『ギガントハスラー』に参戦したオブジェクトの内の1機。総勢5機の同時侵攻を物ともせず敵機2機を返り討ちにしたが、クウェンサーとヘイヴィアによって人工雪の反射鏡が誤形成されて主砲の照準機能を失い、ベイビーマグナムの砲撃を受けて大破した。
エクストラアーク（ミスカトニック）
『資本企業』の第二世代オブジェクト。第10巻第3章に登場。コードネームは、規格外の超高温プラズマに由来する。
エイカー＝キスオブローズが大規模な予算を注ぎ込み開発した機体。機体後部から放射状に広がるように、直径2mの太さのチューブ8本が円形のリールから伸びている。このチューブが主砲であり、JPlevelMHD動力炉から直接取り出したエネルギーを高威力のプラズマとして放つ。あまりの輻射熱・光量・爆音にセンサー類がまともに機能しないため、敵オブジェクトの推進剤（静電気式なら反発剤、エアクッション式ならタービン用の潤滑油等）などを捉える嗅覚センサーによって照準を定める。故に操縦が非常に難しく、周囲の障害物に度々ぶつかってしまう。また、対人・対通常兵器に対しては、無人偵察機からの位置情報を頼りに砲撃を行う。プラズマを安定制御するため、周囲に化学焼夷弾を撒き散らして気温を瞬間的に1000℃近くまで上昇させ、動力炉内部と外気の気温の差を極力減らしている。
エアクッション式推進装置を採用し、＃を斜めに倒し前方中心へ合流する2本の直線を真っ直ぐ伸ばして、全体的に両刃の剣のようなシルエットを成している。また、動力炉からエネルギーを直接取り出す都合上、オブジェクトの操縦にむらが生まれないよう動力炉を2つ詰んでいる。コックピットをオニオン装甲の外に設置した異形の造形。
ソベラニア方面動乱にて、クウェンサーとニャルラトホテプの罠によって自身の放ったプラズマ砲をまともに浴びて半壊。さらに液体窒素を流されたことで膨圧に耐え切れず大破した。

アントライオン
『資本企業』の第二世代オブジェクト。第11巻第1章に登場。コードネームは、砂漠地帯を得意とし、人工流砂で敵機を翻弄する事からアリジゴクに由来。
球体状本体の真下にある静電気式フロートの他、4本のアームによって柔らかい砂地に太い杭を打ち込む形で地面を掴み、本体を手繰り寄せるように前後左右への強烈な初速を実現する。オブジェクト右側には主砲となる連速ビーム砲、左側には人工流砂発生用高周波振動ロッド散布器が装備されている。
人工流砂発生用高周波振動ロッドは発射時は数m大の1本の槍だが、空中で三脚のように展開して敷設される。これにより砂漠中の砂鉄を操り人工流砂をキロ単位で発生させる。こうして地磁気を遮断・誘導する事で電子ビームを歪曲させる事が可能。また、静電気式推進に利用される反発剤も人工流砂により利用する事ができ、敵機を足止めする事もできる。
リオグランデ方面墜落機救出戦にて、地中の地雷を利用しベイビーマグナムを相手に善戦したが、第37機動整備大隊が戦線から手を引いた事で決着はつかなかった。

ウェザーガール
『資本企業』の第二世代オブジェクト。第14巻に登場。グレーターキャオニオンに配備されている支援機であり、気象レーダーやシミュレータを駆使して照準精度を飛躍的に高めている。
オフェンシブマイン、オクトブレード、ザ・スナイプ
『本国』を直轄警備する海上専門の第二世代オブジェクト。
オーバーキャビテーション
『資本企業』の海戦専用第二世代オブジェクト。第16巻第2章に登場。
主砲は前面に1門であり、長い砲身を支えるためにバイポッドにも似たパーツが根元から海面へと2本延びている。これはキャビテーションの名前通り水撃作用を機構としたものであり、放射した水そのものへ超音波を当てて大量の気泡へと変換し、生じる気泡の衝突による圧力波で実質的な10kmクラスのパイルバンカーのように作用させる。バイポッドのような脚は伸縮する事でエアクッション機構で海面を蹴り、瞬間的な跳躍を可能にする。
潤沢な気象・海洋データのサポートが揃わない環境では絶対に戦わないという特徴を持つ。副砲のレーザービームや下位安定式プラズマ砲は球体状本体に設置されておらず、機体上部に3本の副砲設置用の塔が装備されている。
エアクッションと次世代蒸気機関を兼ね備えた移動方式。エアクッション式フロートには、錘として本来あるべきシャークアンカーがない。空気の力で浮び上がってはいるが水陸両用ではないのは、塩分濃度を利用して空気の粘り気を微調整しているため。さらに海水を吸い込んで動力炉の熱で水蒸気に変え、翼のように広げたパイプから噴出する事で小刻みなスライド移動を可能にしている。
ハワイ諸島の気象台や海洋観測所とデータリンクする事で機能向上の恩恵を受けていた。本来のエリートはハワイ諸島の風土病に倒れたため、ドーラにより派遣された後任のエリートにより運用されている。

ワイヤードラッシュ
大量のリールを装備し太いワイヤーや鉤爪で敵機の突起部分を絡め捕って引きずり回す。

ポリスクイーン
『資本企業』警察系組織が運用するオブジェクト。第17巻第2章に登場。
球体状本体の前面180°にかけて扇の骨のような3本の主砲アームが伸びている。
エアクッション式のフロートは2本のスキー板のように機体後方に伸びており、フロート関節部の低温超伝導技術を利用した磁石によって接触面を浮かせて摩擦をなくすことで小回りの利く俊敏な機動が可能。
ALSを搭載しており、指紋・足跡・血痕などの捜査ができる。

ワールズエンド
『資本企業』が開発した第二世代オブジェクト。第18巻2章に登場。
球体状本体の後部と下部に円形の推進装置があり、噴射・逆噴射を行って宇宙空間での姿勢制御を行う。左右2門の高圧酸素放射ノズルにより、宇宙空間に酸素をばら撒いて着火する攻撃手段を取る。
第二世代を謳うスペックに反し、実際にはルイジアナが宇宙エレベーターを建造する予算捻出のために企画されたカムフラ用の機体。

クサンティッペ
『資本企業』が保有する最強の第二世代オブジェクト。『7thコア』の中でも世界的なハンバーガーチェーン店が設計と製造を担当した。戦闘以外にも、無補給な孤立状態での兵糧攻め対策まで想定した機体。
超音波や人工フェロモンなどを駆使し、イナゴや食用ミミズの大群を呼び寄せ中南米国境を防衛する。

### 『信心組織』所属機
『信心組織』軍の機体正式名称は、所属部隊の宗教圏における神話から取られている。また、エリートを信仰や宗教的に神格化する傾向が強いため、効率や合理性からかけ離れた設計が採用される事も珍しくない。ゆえに異形のデザインが組み上がり欠点や脆弱性が際立つが、反面、通常のセオリーが通じないためラッキーパンチやビギナーズラックのような戦法を自ら制御し連発している。
ウォーターストライダー（プロメテウス）
『信心組織』の第二世代のオブジェクト。第1巻第1章に登場。
最大の特徴は球状本体から伸びている昆虫のような4本の脚型ユニット。機体浮揚は静電気方式を使い、移動は脚で瞬間的に地面を直接蹴る方法をとっている。それによってその名の通りアメンボのように動き、深雪の上や起伏の激しい地形でもスムーズな高速機動が可能となる。しかし、接地面積が極端に少ないため脚部の負荷が大きく、約12時間に一回の頻度でメンテナンスと消耗したパーツの交換作業を必要とする。なお、脚部の静電気発生装置のタービンは1基につき消費電力が主砲の2倍と非常に高く、それが脚1本に10基も取り付けられているため、この箇所が暴走・破損すると被害が大きい。
主砲は下位安定式プラズマ砲。前後左右にそれぞれ2門ずつ計8門取り付けられ、上から見ると十字型の形状になっている。また、機密保護装置の作動と連動して、下位安定式プラズマ砲用の特殊ガスにより自爆するよう設計されている。
アラスカ極寒環境雪上戦にて、ベイビーマグナムを撃破したのち『正統王国』軍のベースゾーンを蹂躙。その後基地に帰還しメンテナンスを受けた際、クウェンサーによってタービンにC4爆弾が仕込まれた上に機密保護装置の制御センサーが取り外されたパーツに交換し、その状態でクウェンサーがタービンを爆破したことで実際は損傷などないにもかかわらず「タービンが大破した＝致命的損害を受けた」と誤判断し、機密保護装置が誤作動して爆発・大破する。
漫画版では、陸上を高速移動するだけなら複数脚は明らかに無相応ということから、生物的なフォルムの複数脚を応用することで、急斜面に張り付くような立体的な機動が可能という事実が判明している。

ストラテジックアンテナ（アフロディテ）
『信心組織』の第二世代のオブジェクト。ファーストコンタクトブック収録「砂まみれのショートプログラム >> 第二次オセアニア争奪戦」、及びそれをコミカライズした「ヘヴィーオブジェクトS」3巻の後半に登場。
レーダーやセンサーに特化した最新型であり、パラボラと砲が咲き誇った花のリングを連想させることから"アフロディテ（愛と美の女神）"と名付けられた。砲台よりもレーダーやセンサーを重視した設計になっており、半径3000km圏内を複数の方式で徹底的にジャミングすることが可能。その中で、自身のレーダーやセンサーだけはピンポイントで使えるように調整されている。その特性から、ブレイクキャリアーやブロードスカイサーベルの天敵とされる。主砲のattachCOILは、旧式のCOIL（化学酸素ヨウ素レーザー）と動力炉のエネルギーを組み合わせた独自の兵器。
長期戦闘後に主砲レーザーに必要な薬品が底をつき、整備基地に補給するため移動中に第37機動整備大隊の待ち伏せに遭う。これにあたって推進装置を邪魔するためにマット型静電気発生装置（床暖房）がクウェンサー達によって仕掛けられていた。第一次迎撃戦を突破し、第二次迎撃戦となる「第二次オセアニア争奪戦」にてベイビーマグナムと交戦していたが、ロードショウシティ近郊にて運搬部隊が『正統王国』の第9小隊との交戦中に炭素兵器を使用したため、街を防衛しようとベイビーマグナムが戦線を離脱した。フリーとなったため安心して撤退しようと考えていた。渓谷にてクウェンサー達を発見して余裕で殺そうとするが、ベイビーマグナムが炭素兵器除去のために発射した砲撃によって発生した砂嵐に遭い、センサーの塊であるが故の過敏さによって熱・音・光・電波などあらゆるセンサーが無力化されて見失う。止めに床暖房が持つ「周辺の電子機器に悪影響を与える」という副次作用を、砂嵐に帯電させてストラテジックアンテナを包む砂嵐全体に伝播させたことでセンサー類がショートして全滅した。挙句の果てには生身の人間（クウェンサー）に接近されてマジックでサインを残されるという屈辱を刻まれ、精密すぎる設計が仇になって機器に入り込んだ砂を満足に除去することも出来ず、「砲撃で任意に砂嵐を発生させることで無力化できる」という致命的悪状況が発覚している、という状態でベイビーマグナムの再襲撃を喰らう羽目になった。

ウィングバランサー（アークエンジェル）
『信心組織』の第二世代オブジェクト。第3巻第2章に登場。
極端なフィヨルド地形への対応や完全水陸両用のための移動手段として、膨大な空気を下方へ噴射するエアクッション機関により、20万tの巨体にも拘らず150mという常識外れの跳躍を行う。そのため機体の下半分は複雑な支持架構造と二重同心円状の接地面で構成されている。二重同心円の推進装置は空中で20ほどの細かい扇型パーツの脚に分割、下部にある複数の赤外線センサーで地形を計測し、その地面の凹凸に合わせて細かく駆動する。着地時には莫大な圧縮空気が暴風となって周囲に撒き散らされる。また、機体後方には跳躍時のバランスを確保するために4枚の羽根状構造体を錘として備えている。
主砲は機体の前方中央部分に設置された、長射程高命中率の大型砲身小口径コイルガン。「細く鋭く速く」を追求し、小さく着実に装甲を貫き損傷を蓄積させていくタイプの武装。さらに、付近の大型レーダー施設と接続し遠隔補正を受けることで照準精度を格段に向上させている。副砲のレーザーや連速ビーム砲等は機体の上半分に集中して設置している。
カムチャッカ半島夜間奇襲電撃戦にて、その奇怪な動きと戦術でベイビーマグナムを翻弄するが、機体下部の構造を見抜いたクウェンサーがIRジャマー（赤外線パルスジャマー）を使いセンサー類を誤作動させたことにより着地に失敗、落下の衝撃で中破して深刻なダメージを負い行動不能となる。

ラートリー
『信心組織』の第二世代オブジェクト。詳細は不明。「夜の女神」を意味して名付けられた。『資本企業』からは「アディスシュミー」の敵性コードネームで呼ばれる。
テクノピックの『空白化』を目論んだ『アスレティカ』により、オリンピアドームの送電用レーザーの攻撃先に設定されたが、マリーディの妨害によって阻止された。
ミラーボーラー
第7巻3章に登場。
ショットガンのように大量の電子ビーム兵器をばら撒きつつ、高性能センサー群とブースターの恩恵によって『常に標的へ薄いダメージを与えながら逃げ回り続ける』ことを設計コンセプトとした、長期戦用オブジェクト。
コレクティブファーミング（サラスバティ）
『信心組織』の第二世代オブジェクト。第9巻第1章に登場。
エリートであるプタナは視線恐怖症であり、10本以上の各種高感度センサーによって彼女の生体情報を読み取ることで、カメラ以外の『視線』まで逆探知する超感覚を発揮する。しかし、精神面でのチューニングが必要であり、監視や整備の人員を遠ざけて数日かけてメンテナンスする必要がある。コックピットに座席は無く、エリートの特殊スーツにベルト状の固定具を接続して姿勢を支える。
単純な戦闘能力の他に、主に砂漠での大規模農地開拓技術を有する『リ・テラ』計画の一環のオブジェクト。生態環境を侵略しながら、表向きは食糧対策としてジャガイモやトウモロコシの生産基地を拡大し、実質的にはバイオ燃料の捻出を図っている。農業機械のアームを上下させることで、戦闘モードと開拓モードを切り替える。

フライアウェイ（ガルーダ）
『信心組織』の第二世代オブジェクト。第9巻第2章に登場。
静電気式の六本の脚部ユニットによって、最大傾斜65°以下なら滑るように移動することが可能。前脚にあたる2本の近接用下位安定式プラズマ砲は、普段は脚部ユニットに偽装し八本脚のように振る舞う。
戦術は基本的には「奇襲」と「撤退」。戦闘開始から5秒で主砲の残弾の8割を斉射し、即座に交戦区域外へ離脱する。撤退時は主砲をパージして重量を軽減する。パージされた主砲には大容量バッテリーと虫の足のような脚部ユニットがあり、自走が可能。斉射はできないが、これによって主砲自身が自力で交戦区域から離脱したり、敵機を牽制したりできる。追いつかれそうになった時点で即座に『白旗』の信号を発し、何度も撤退戦を仕掛けることで敵を疲弊させるコンセプト。しかし、本来『白旗』は非常措置であり、無闇に乱用することで「クリーンな戦争」の暗黙の了解を乱す混乱を生んでいる。
ロストエンゼルス山岳戦にて、クウェンサーの挑発によって深層崩壊を起こしてしまい、山岳部を転倒しながら転げ落ちてエリートが死亡した。

オリエンタルマジック（カーリー）
『信心組織』の第二世代オブジェクト。第9巻第3章に登場。
砲身より巨大な円筒形の励起システムを備えたレーザービーム主砲の他に、巨大な砲身を束ねたガトリングシステムが併設されている。このガトリング砲から毎分8000本以上の連射速度でマイクロウェーブの送受信を行う5mほどの巨大なブイを撒き散らす。このブイは、マイクロ波送電技術によりオブジェクトの動力炉から電力を受け取り、強力な磁場を発生させる。ブイ先端部は、クラスター状の電磁石のように全方向へ散らばる磁力を一方向へ束ねている。これら無数のブイは、乱数処理によりランダムで選ばれた3本のみが常にマイクロ波を発することで、三体問題を人工に作り出して敵機に逆算されることを防いでいる。
また、マイクロウェーブの照射によって、半径30km圏内を人体の危険域、半径10km圏内を人体の殺害域に変える。このように強力なマイクロ波によってあらゆる通信をジャミングする他、プラズマ砲、電子ビーム、レールガン、コイルガンの弾道を歪曲させる。さらに、特殊なゴム系の接着剤と水を混ぜ合わせた『割れないシャボン玉』を辺りに滞空させることで、レーザービームも屈折させる。マイクロ波の照射下でも自身は照準を機能させられるように、レーザービーム砲を主砲としている。

セルフデセプション
『信心組織』の第二世代オブジェクト。第10巻第2章に登場。コードネームは、敵機の照準データに対応する形で介入するコンセプトから。
主砲は球体状本体の頂点に取り付けられた、反射望遠鏡のような構造の連速ビーム砲。球体状本体の下部を貫くように一本だけ静電気式推進装置のメインフロートがあり、それをくの字に折り畳んだアームと連結した左右二本のサブフロートで支えたヤジロベエのような構造。各種欺瞞武装も球体状本体の左右から水平に伸びた懸架翼によって保持される。
チャフ、フレア、ジャマーなどの欺瞞兵器を極限まで先鋭化させた機体であり、照準を狂わせて回避、および友軍の誤射などを狙う。
多国籍合同軍事演習『ギガントハスラー』に参戦したオブジェクトの内の1機。メビウスインフィニティの主砲が直撃して大破した。
サンドクラスター
『信心組織』の第二世代オブジェクト。第10巻第2章に登場。コードネームは、大量に砂鉄をばら撒くことに由来する。
主砲は球体状本体の前方中央に1門。機体左右に巨大なスピーカーのような磁力制御装置および砂鉄投射装置を複数装備。エアクッション式推進システムを採用し、フロートは中心から左右へ広がるものと斜め後ろへそれぞれ広がるものの4つで構成される。
砲身そのものを扇のように開いて拡散したプラズマを放つ他、磁化した砂鉄などを空中散布し、下位安定式プラズマ砲の軌道を僅かに曲げて敵機を狙うなどのトリッキーな砲術理論を用いる。
多国籍合同軍事演習『ギガントハスラー』に参戦したオブジェクトの内の1機。メビウスインフィニティの主砲が直撃して大破した。
トリニティスタイル（ノルン）
『信心組織』の第二世代オブジェクト。「ヘヴィーオブジェクトEX 軍神手繰る三姉妹」に登場。
主砲はレーザー式コンテナ砲。これはレーザー式軌道エレベーターを真横に倒したような機構であり、空気の爆発的な膨張を利用してコンテナを発射する。巨大な弾倉から空気コンベア式の給弾ベルトを通してコンテナへ濃硫酸、王水、液体窒素など様々な物を詰め込む機構となっている。化学反応でオニオン装甲を溶かす他に、瞬間接着剤と重曹を混ぜてジャンプ台として利用する足場の形成も可能。コンテナ式の砲弾を排し、純粋なレーザービーム砲としても運用する事もできる。三日月のような形の推進装置を3つ重ねて三つ巴を成し、それぞれのパーツが独立して支えている。これは静電気式とエアクッション式の2種類の推進システムに組み換え可能。また、球体状本体の頂点に指向性のパラボラマイクをサッカーボールのように配備し、全方位への索敵マイクを実現している。これにより、声や呼吸音のみならず関節の軋む音まで拾う事ができる。
煉瓦程度の大きさの『ドヴェルグ』と呼ばれる小型ロボットが無数に集積しており、戦況に応じて姿形や性能を変更できるオブジェクト。どのような条件、環境、敵機にもその場で機体を組み替えて対応するため、原点回帰した第一世代のプレミアムモデルとも称された。『ドウェルグ』が規定数補給できればプログラミングで自動的に修復が行われるために整備もほぼ必要ない。被弾面に『ドヴェルグ』を集積させる事で、本来なら機体を貫通するレベルの直撃にも物理的に耐える事ができる。3つのコックピットにそれぞれ別々の操縦士エリートが乗って操縦されており、エリートである3姉妹「ウルズ」「ベルザンディ」「スクルド」の誰がメインとなるかによって仕様が切り替えられる。『ノルンプログラム』によりエリートは量産化が進められているため、仮に一人が死亡しても予備の量産エリートが役目を引き継いで新たに運用される。
ウルズ操縦時
主砲のレーザー式コンテナ砲は機体の右手側に設置され、機体の左手側一面に巨大な弾倉が設置されている。
大量の弾幕で敵機の逃げ道を封じる詰将棋のような戦法を選びたがる。自機のノーダメージに偏重しており長距離戦を好む。特に化学戦を得意とし、主砲から発射したコンテナ内の薬品を戦場で直接混ぜ合わせてオニオン装甲を溶かしにかかる事から、『資本企業』からは「マーダーカクテル戦法」と呼ばれ怖れられている。
ベルザンディ操縦時
主砲はコンテナを排して純粋なレーザービーム砲として運用され、機体正面に設置される。また、使用されなくなった巨大な弾倉は2つに分割され、バランサーとして機体の上部側面の左右にそれぞれ配置される。
一撃必殺を狙いたがるため無駄弾で牽制をしない。短時間で敵機を破壊する事に偏重しており、近距離戦を好む。オブジェクト戦においてインファイトとも称される1km圏よりもさらに接近し、十数mもしくは数mレベルから主砲の直撃を浴びせる、「位置取り」の巧みさで必殺を狙うスタイル。
スクルド操縦時
主砲の底部に装填されているコンテナにレーザーを浴びせて丸ごと蒸発させ、無理矢理にプラズマを形成させる。側面に1門設置されているが、しっかり固定されている訳ではなくブースターの力で砲身ごと振り回す事ができる。こうした機構からプラズマをバーナーや火炎放射器のように噴射させて抜刀するように振り回し、中距離専用の5km大の高出力ブレードとして扱う。あまりの輻射熱で自機の装甲は融解し、その出力が相まって自身でも機動を制御できなくなる。
第5次ノルンプログラムの稼働下にて、実験戦場マダガスカル島で『正統王国』第37機動整備大隊のベイビーマグナムと3度の交戦を経て1勝2敗。最終的にベイビーマグナムの砲撃を受けて大破およびスクルドを失った。新たなスクルドも補充され、第6次以降のノルンプログラムも稼働が進められている。
オールドファッション（クロノス）
『信心組織』の水陸両用第一世代オブジェクト。第12巻に登場。
推進装置は長方形のフロートを4枚2×2で並べ大きな板を構成し、一部をわざと水面や地面に押し付けて急旋回を行う。右手側にある1門ある極小口径長砲身の主砲は火薬を使った旧式で、動力炉から得たエネルギーをプレス機に投じ、大質量の金属砲弾を超高圧縮して針のように尖らせた特殊な砲弾を発射する。開発当時は火薬を詰めた大艦巨砲主義からレーザービームやレールガンに移行する際に様々な利権が絡んでおり、旧式なのもその名残。主砲には通常のマガジンとドラムマガジンが同居しており、炸薬用と金属弾頭用に分けられている。左手側には大型のミサイルコンテナがあり、逆噴射用のロケットを射出し瞬間接着剤で敵機に貼り付け、勝手に推力を働かせて敵機の機動を混乱させる事が可能。
時代遅れの第一世代でありながら決して覆せないはずの第二世代オブジェクトとの機体差をあらゆる手段を用いて覆し続ける、歴戦の撃墜王として有名な伝説の機体。エリートの今は亡き戦友が設計した機体であり、アップデートを頑なに拒否し続けている。
『正統王国』第37機動整備大隊と『情報同盟』Sky Dog(br) 3rd C.E.B.の連合軍と交戦し、地中海で沈没した。

リザードテイル（ディオニュソス）
『信心組織』の第二世代オブジェクト。第12巻に登場。殺しても動き続けるところから「ゾンビオブジェクト」とも呼ばれた。
推進装置は多脚のエアクッション式。球体状本体の真下から後ろへ流れるように、スキー板に似た4本の細長いフロートが伸びている。長さは均一ではなく、外側2つは後ろへ長く中の2つは短い。内側2つで重量を支え、外側2つで急旋回や高速機動を補助する仕組み。
主砲は大口径短砲身のコイルガンであり、副砲も同系のモジュール。射程は短く威力も低いが、構造がシンプルなため故障しにくいというメリットがある。通常の金属弾の他に、一度に4万5000発もの小型アンテナを発射するニードルガンとしての機能も有し、アンテナ先端の瞬間接着剤により敵機のオニオン装甲に付着し、表面の剥げたプリント基板式送電板の電極からハッキングを仕掛けるサイバー攻撃が可能。
オニオン装甲ではなく、薄皮1枚程度の爆発反応装甲によって球形のハリボテが作られている。この球状内部の突起にコックピットや動力炉の歯車を噛み合わせて内部を高速で動き回り、本体を敵機の砲撃で貫通されても紙一重で回避するコンセプト。ゆえに高速機動や堅牢な装甲が特徴のオブジェクトのコンセプトとは異なり、何度も敢えて被弾する事で不死の印象を与えるような自傷兵器。
余命1年と医者に宣告を受けた少女がエリートに選ばれ、普段は全身の臓器や骨格をバラバラに分けられて生命維持装置に連結されており、オブジェクト搭乗時に元の人間の形に組み上げられる。
断熱材や緩衝材を纏いつつアスペタイザー小惑星に扮してセカンドヴェニスに上陸し、ラッシュやベイビーマグナム、オールドファッションと交戦した。一度は轟沈したように見せかけて撤退し後日再びラッシュと敵対したが、オニオン装甲を持たない事による電磁波攻撃への弱点を見抜かれ機体内部の半導体をまとめて焼き切られ沈没した。

ペーパービキニ（ハリーティ）
『信心組織』の第二世代オブジェクト。第14巻第1章に登場。
球体状本体を左右から挟み込むように菱形に近いシルエットのエアクッション式フロートが特徴。主砲は左右に2門設置されているが、両側180°しか射角が合わず正面は狙えない。正面には2枚の分厚い盾状装甲が取り付けられている。
極小のカーボンナノチューブの織り方で研究が進められる多重格子構造を利用し、装甲や主砲の砲身まで含めて促成マングローブ製の再生紙を素材として組み上げられた巨大兵器。砲弾も円錐形に整えた750kgの紙の塊が採用されている。オニオン装甲に比べてコストは低く、敵勢力との長期戦にもつれ込んだ際に財政の負担を抑えるという経済戦略まで備えた設計。
メコン方面を巡回中にベイビーマグナムと交戦し、主砲を引き裂かれ敗北する。

ジャックインザボックス（フェンリル）
『信心組織』の陸戦専用第二世代オブジェクト。第14巻第2章に登場。
弾性合金技術の塊であり、「びっくり箱」の名を冠する通り、強大なバネ仕掛けを要所に取り入れた機体。8本のクロム鋼製のコイルスプリングを搭載したアームを束ねてベクトルを合成し、重ね掛けしたバネ仕掛けで発射する金属実体砲を主砲とする。液状鉛を固化させた弾性金属砲弾を採用している。主砲発射時は反動を相殺するために瞬発ダッシュ用発射杭を虚空に打ち出す必要がある。また、主砲のバネは発射時の反作用の熱で金属疲労していくため、発射後に伸び切ったアーム内部でバネを瞬時に交換する。『信心組織』は2,3年前にレールガンのコンデンサで派手な爆発を起こしており、そのトラウマを踏まえた上での設計。
移動様式については4枚のフロートで構成された静電気式推進システムを採用。足回りのサスペンションは物理センサー系の倒立振り子があり、さらに球体状本体後部180°にガイドレールを備え付け、それに接続された尻尾のような巨大な円筒を地面に打ち込む事で瞬発力と回避精度を高めている。一方で、高速移動中は瞬発ダッシュ用発射杭を使用できないため主砲を発射する事ができない。
バネの素材となる六価クロムは重度の環境破壊物質であり国内では条約違反になるため、空白地帯であるグレーターキャニオンの住人を雇用対策だと騙し汚染させながら製造を行っていた。グレーターキャニオンで交差した『正統王国』軍第37機動整備大隊と交戦し、クウェンサーの手によって主砲機構が機能不全に陥り敗北する。

ハンマースロウ001（イシュ・チェル）
『信心組織』の第二世代オブジェクト。第15巻第1章に登場。
球体状本体中央にY字の三枚羽の構造の二重反転ローラーがついており、飛行が可能。本体下部に正三角形のスキッド式の降着装置がある。
砲台そのものは存在せず、二重反転ローターの回転力を活かして巨大な重金属砲弾を投擲する事で主砲機能を代用している。副砲機能の代わりとして、人工気流に小鉄球を乗せて下方に投下する。
オリンピアドームの補給任務に就いていた際にタラチュア主導の第101ゾンビ小隊の制圧に駆り出されるが、スクルドが戦線に登場した事で敵味方の識別なく破壊されてしまう。

ザ・ギガトン
機体前面からの牽引用の下位安定式プラズマ砲で足止めしつつ、左右両側の巨大な円形を上方射出して隕石墜落のように押し潰す。
機体後部に斜めに取り付けられた板状装甲板にはレーザービーム砲が設置されている。

セプティモンティウム（七つの丘）
巨大な主砲に動力炉やコックピットが埋もれている7機編隊1セットの異形のオブジェクト。『北欧禁狩区』が起点となって始まった『安全国』におけるオブジェクト運用禁止ルールの抜け穴のため、鉄道レールを介しての移動を理由に「固定砲台ではない」という大義名分を作っている。
推定100万本以上ものレーザービームを斉射することでレーザービームの壁を作り、戦場を面で制圧する。
分離後
15m大の動力炉を本体からパージし、六脚の歩行ユニットで動力炉自体を移動させることが可能。この機構により、3cm程度の装甲しかない代償に敵機からの砲撃を動力炉だけが移動して回避するという挙動が可能となっている。
オブジェクト本体へ給電するための電源プラグを高圧スタンガンのように扱う。また、後部の尻尾のようなパーツは動力炉の2～3倍まで伸長し、周囲の物を巻き取って投擲することも可能。

ゾンビパウダー
球体状本体の左右と後ろにU字型の野戦病院施設を丸ごと設置した異形のオブジェクト。第一世代であり兵員を戦場に送り返すコンセプトに特化した設計だったため、第二世代が主流となった現代戦では、1門の短砲身レールガンも主砲としては物足りず支援専門の機体として現在は運用されている。

ブラストサムライ（ヤルダバオト）
左右2門の主砲から10m大の下位安定式プラズマの刃を生成して振り回して攻撃する第二世代オブジェクト。単純な威力のみならず、プラズマを噴射し左右への高速移動を可能とする他、プラズマ噴射時に不純物を混ぜ散弾の壁を作って空気摩擦を高め、敵機の挙動妨害も行う。
主砲の外装保護カバーにわざと隙間を空けて主砲外部へ磁場を漏らし砲身延長線上に磁場のレールを生成でき、プラズマ砲の500kmもの遠距離投射も可能にしている。

### その他の所属機
0.5世代型
オセアニア軍事国が唯一保有するオブジェクト。第1巻第3章に登場。
技術力が低いために性能が平均以下の粗製オブジェクト。『情報同盟』の『ガトリング033』の設計データをダウングレードし、MIBによって軍事国に与えられる。2年前に建造されたが、それ以来公に姿を現さず雲隠れしていた。なお、オセアニア軍事国の指導者が搭乗エリートとして直接同行している。
球体状本体の下部にはX字型の推進ユニットが取り付けられ、後部には四角い大型構造体が設置されている。鉄製の車輪による駆動という前時代な推進方法をとり、500輪の車輪で重量を分散させ機体を支えている。装甲は核兵器で破壊できる程度でしかなく脆い。動力炉は長時間稼動すると内部融解する危険がある粗末な出来で、起動の際に外部から送電し点火するための干渉装置が備わり、また逆に暴走を防ぐべく余剰エネルギーを外部に放出する機構もある。
主砲は本体左側にある大口径コイルガン1門。複数のワイヤーで強引に固定されているため旋回できず、標的を狙うにはオブジェクトごと動く必要がある。副砲の搭載数も一般的なオブジェクトに比べて少ない。センサー類も脆弱であり、光学式カメラしか搭載されていない。
オセアニア軍事国攻略戦にて、タナミ砂漠付近の偽装基地で起動するも、短時間で起動させるために外部から無理矢理給電して起動させたことで動力炉が暴走、崩壊を回避するために大型コンデンサーにエネルギーを逆流させようとするも失敗・爆発したことで、爆風で基地に詰めていた兵を全滅させてしまう。その後遭遇したクウェンサーとヘイヴィアと交戦、給電ケーブルを付けたまま引きずっていることに気付かれ、ヘイヴィアの砲撃で周辺を浸水させその水を介してプラグに無理矢理送電したことで動力炉が過熱し内部から爆発・大破する。

ブレイクキャリアー（リゾレッテ）
マスドライバー財閥の第二世代オブジェクト。第2巻第2章に登場。
マスドライバー財閥の持てる宇宙開発技術の粋を集め、スラッダーの特殊な設計により実現した機体であり、後述の超長射程と確実な遠距離迎撃能力により「一方的な領土宣言」を可能にする強大な戦力である。
球体状の本体を支えるように三脚型のパーツが伸び、その先端にあるスキー板状の静電気式推進パーツで地面を滑るように移動する。本体ボディの右側には全長100m以上の巨大な主砲が取り付けられ、先端は二脚パーツで砲身を支持している。最後部は側面にマガジンが飛び出た円筒形回転シリンダーが設置されている。主砲以外の兵装は本体左側に集中している。
主砲はマスドライバー技術とロケット技術を応用した高出力の大型レールガン。砲弾を超高速で上方へ向けて撃ち出し、目標の真上2500mまで上昇したのち急降下するという極端な曲射弾道が特徴。射出後に空中での砲弾の分割や後部ロケットエンジンの点火等によってさらに加速を重ね、最終的にはマッハ25という驚異的な速度を叩き出す。砲弾の側面や内部に複雑な機構を備えてその強引な軌道を実現し、凄まじい空気摩擦については液体窒素を使った冷却システムにより対処している。しかし試作品ゆえに砲弾の半数以上は摩擦に耐え切れず空中分解し不発に終わる。有効射程は最大3000km。最大装弾数は25発。機動性の低さを補うためにチャフミサイルを備えているが、別の用途として、周辺の雲へチャフミサイルを発射しそこにロック用の電波を照射することで雲に反射させて標的を狙う事ができる。これにより、間に障害物のある超遠距離の相手でも正確にロックすることが可能。なお、砲身の伸縮や砲弾の方式変更により射程を縮め、状況に応じて近・中距離用の直射弾道に切り替えることもできる。

アーリーステイツ
MIBが開発した第二世代オブジェクト。第7巻第3章に登場。
直線的なフロートが2本、並行に並べてあり、静電気式推進フロートとなっている。
「球体状本体からウニのように大小100門以上の砲が伸びている」という『定番』の型がなく、サッカーボールに均等な突起物を加えたような歪な形をしている。最大の特徴であるオニオン装甲を排することでコスト削減をしているため、機体の調達費は10分の1に。さらに、『フライバイコライダー』の防御システムのおかげで機体の高速移動も攻撃の戦術も必要としないため、専用のエリートを用意する必要すらなく選抜・開発費用を0にできる。
『フライバイコライダー』という技術を用い、攻撃から防御までシステムのほとんどをこれに依存する。これはナノテク医療技術の応用であり、機体の周辺半径200mの大気中にコロイド状のカプセルに強酸を包んで滞空、滞留させておき、必要なタイミングで信号を送りカプセルをシャボンダマのように割る。これによって中身の強酸が迅速に気化して金属砲弾の表面を傷つけ、空気抵抗に干渉することで砲撃の軌道を逸らす。濃度や摩擦も制御することで電気的にプラズマや電子ビームも曲げることも可能であり、下位安定式プラズマ砲やレーザービームの歪曲や、主砲発射前などは光ファイバーのように光を屈折させて照準を操る。機体上部に強酸カプセルの噴出口があり、ここから周囲に滞空させるカプセルを常に供給している。
主砲から放つ電子ビームを『フライバイコライダー』の屈折により旋回させ遠心力を加えることで加速させ、速度とエネルギー量を溜めながら主砲の電子ビームを追加していく。最上部を除く球体状本体が青白い光で半円球状のドームに覆われると同時に、ハンマー投げのような原理で電子ビームを射出する。電子ビームは数十秒近く継続し、一筆書きのように10km以上を薙ぎ払う。遠心力を増して発射するまでに約7分もの時間を要する。
オセアニア大陸全土に、3機の『アーリーステイツ』とおよそ500棟近い『増幅施設』が敷設されており、これによって高出力の電子ビーム兵器を大陸全土で自由に折り曲げ、全方向から敵機を狙撃できるようになっている。

マッドクッカー（にんぎょ）
「資本企業」からPMCとして公式に貸与された第一世代オブジェクト。第8巻第1章に登場。塩を利用した主砲システムを調理機材に見立てて名付けられた。
暴走して『資本企業』の手から離れた後も、返還せずに無断使用を続けていた。
第一世代ではあるものの、機体にバージョンアップを重ねて第二世代に劣らない性能を発揮する。
単なる塩水の10倍以上の導電性を有する溶融塩を利用し、安価で原始的なレールガンを構築している。海水から塩を抽出しているため、無尽蔵な原材料の供給を可能としている。
砲弾の核は中央を通るタングステンの太い細長い杭『うしのこく』のみで、発射と同時に塩の塊は粉々に砕け散る。APFSDSをオブジェクトの主砲サイズにしたものだと述べられている。
仮に、海中に溶ける鉄分やレアメタルをフィルターで吸着・凝縮できる技術さえ獲得できれば、完全な無補給で恒久戦闘が可能。そのため、単機の交戦能力よりも、実証研究の面で極めて重要な意味を持つ機体。

メガロダイバー
自防PMCが開発した第二世代のオブジェクト。第8巻第2章に登場。潜航時には深海に留まるため、海底に巨体が棲息するさまから名付けられた。その制圧能力の高さから、作中では「70%の支配者」とも称された。
機体下部に円形のフロートがあり、そこから伸びる左右の2本の柱によって、球体状の本体を地球儀のようにぐるりと上下反転させることができる。主砲は本体の上部に一門搭載され、副砲は円形フロートに接続されている。球体状本体に寄り添うような円形パーツから、翼のように左右に3つずつウォータージェット方式の推進装置が接続されている。このウォータージェットに利用するため吸水口から取り込んだ海水は、機体の冷却にも利用されている。動力炉の近くに海水パイプを切り替えるY字のセレクターがあり、吸水口はこれらを切り替えた複数の系統で稼働している。
味方の音紋をデータベースに記録しておき、周囲一帯から集めたデータベースに合致しない音紋を敵と認識する。多様な高性能マイク、分析用スパコン、さらには自身の周囲に音叉魚雷を遊泳させることで多角的な「面」で音紋の収拾を補強しており、爆音の中でも正確に敵の音紋を把握する。音叉魚雷は機体本体にも格納されており、撃墜されたら随時補うことができる。
全世界気象コントロール兵器システム『アマテラス』の司令機であり、海底に沈んだ12個のJPlevelMHD動力炉を管制を担当する。
エリート当人の他に影武者が複数人用意されている。特殊スーツは日の丸をイメージしたように白地に赤の紋様。
潜航時
深海1,500mに留まり、分厚い海水の層で金属砲弾の威力を殺し切り、また、海底火山の付近に潜航することで天然の変温層を利用し（ウォータージェットで温水と冷水を撹拌して）レーザービームなどの光学兵器を屈折させる。通常は変温層の影に隠れ、主砲のレーザー攻撃を行う時だけ隙間から機体を出す。エリートの酸素供給は、取り込んだ海水を電気分解することによって行われる。
浮上時
Y字の吸水口の内、『竹筒』と呼ばれる吸水口が海面下5mまで伸びており、ここから吸い上げた海水をウォータージェットで吐き出して推進力を確保し、高速移動を行う。噴射ノズルを真下に向けることで100m以上飛び上がることも可能で、着水時に海面下へ潜り込み、再び海面を突き破って飛び上がったり、といった変則的な挙動も可能。光学レンズがないため、音叉魚雷のU字のユニットを海上にブイのように突き出し、敵機の照準用レンズや砲自体が動く微細な音を事前に捉えて予測回避する。
『水遁の衣』という防御システムを用いて敵機の主砲から身を守る。これは、副砲のコイルガンを海面に複数発射することで立ち上る水柱の壁を作り、レーザーはプリズムと同じ原理で歪曲、さらにプラズマや電子ビームも水の壁に熱を奪われ軌道がブレる。海水下2mの厚みを持つ程の天然高分子を排出し、粘性を高めて金属砲弾まで軌道をズラす。こうして数度、数十度屈折させた砲撃と逆の方向へ機体を動かすことであらゆる砲撃を回避する。

子（NE）
『島国』にて開発され実戦投入された史上初のオブジェクト。アニメ第1話冒頭に登場。名称は『pro_be_12（十二支計画）』にて完成した最初の機体であることに因む。略符号は「PO(Prototype Object)」。
本体前方右側に赤い文字で『子』の文字がペイントされている。本体左側に設置された主砲はレーザー、レールガンの兵装選択式となっており、本体上部には副砲としてレーザーキャノンを配備している。推進システムは現在のように巨体を浮かすだけの出力を実現できなかったために、井桁に組まれたフロートによる水上移動を基本としている。
14か国連合艦隊による奇襲迎撃戦が初陣となる。戦闘終盤には太平洋上で核攻撃を受けるが半壊で済み、残された兵装のみで連合艦隊を全滅させた。この戦争がオブジェクト時代の幕開けとなり、現在の四大勢力に分かれた世界情勢に繋がる歴史のターニングポイントとなった。現在では既に他の『pro_be_12（十二支計画）』シリーズの11機とともに失われている。
デストラクションフェス
アズライフィアの私物の第二世代オブジェクト。第11巻2章および第3章に登場。
推進装置は真下のエアクッションの他に、逆Y字に敷設された昆虫のような脚部ユニットに補助ブースターが無数に取り付けられている。主砲は大口径の下位安定式プラズマ砲が正面に1門のみで、副砲としての砲台は存在しない。代わりに、孔雀の羽のように広がる音響兵器を有する。まず最初にマイクロ波を全方位に放ってドップラー効果による歪みを測定した後に補正された数値の超音波を発生させ、敵機を『圧』により足止めする。
電磁誘導式流体補助ブースターが安全面を無視して追加されている。陸上では土砂に、海上では海水に砂鉄を混ぜ、コイルガンやレールガンの要領で噴射して推進力を得る。海戦時では噴射した砂鉄を随時回収しながら高速機動を行う必要がある。また、50〜100隻のステルス潜水艦や無数の衛星を結んだ全世界対応遠隔操縦体系『オーケストラシステム』にて1万人以上の人間の手で操縦されており、エリートは存在しない。これにより有人機ではクリアできない慣性Gの限界を超えた挙動を実現する超鋭角高機動格闘機。
アズライフィアが麻薬戦争で得た資金によって『情報同盟』へ開発を依頼した機体。機体にはウィンチェル家の紋章である薔薇が刻まれている。オブジェクト自体は既存の第一世代の技術でしかなく、『情報同盟』の技術漏洩はそれほどない。
アズライフィアの主導でバンダービルド家の抹殺に使用される。しかし、南大西洋で開催されていた世界最大の洋上花火大会『セレスティアルフラワーズ』で使用された大量の花火や宇宙ステーション『プリンセスニコラシカ』の協力による極地方域電波消失現象によって電波妨害に遭い沈黙する。

ギャングスター
武器商人「ウッドストック」が開発した第二世代オブジェクト。第16巻第3章に登場。
右側上下に2門に主砲があり、球体状本体の各所にはリング状の巨大な台座が据えられている。リングの上に植え込むように下位安定式プラズマの副砲が並んでいる。
主砲はコイルガンと連速ビーム砲であり、どちらも一度に大量に弾をばら撒く拡散式。散弾銃のように扇状に広く薄くダメージを与え、敵機が鈍ったところで接近し直射する戦術を取る。
推進装置は正三角形のエアクッションのフロートであり、表面には対空用のレーザービーム副砲が設置されている。
推進フロートの各頂点から遠隔操作の無人観測機を射出し、自身の周囲を飛行させる。この子機による多角的なレーダー網により、側面や後方、障害物の裏などの死角に潜り込まれても照準のロックを可能とする。
また、重力探査により周囲に接地するオブジェクトの座標を掌握する事ができる。これにより、変則的な遠隔照準が可能。
アジアンモンスター
自防PMCの保有する第二世代オブジェクト。人体通信の理論を応用し、富士山山頂にあるJPlevelMHD動力炉から東京湾の海水を通信媒体として送電された電力で稼働する。

### 所属不明機
トライコア
「正統王国」の敵軍の第二世代オブジェクト。『情報同盟』所属機と推定されるが、石油盗掘とテロ支援という行為のため所属を秘匿しており断言はできない。第1巻第2章に登場。
球体状コアが3つも備わり、正三角形の頂点を形作るようにそれぞれ配置されている。推進システムにはエアクッション式を採用し、機体を支える大型フロートで海上を浮揚・推進する（動力炉を3つ詰んだ超重量の都合上、陸上では脚部ユニットが自重で破損するため海上でしか運用できない）。その超重量による自壊や転覆を防ぐため、海中には3本の長大なシャークアンカーがそれぞれのコアから真下に伸びバランスを維持している。シャークアンカーは伸縮式の先端が吸水口と排水口を兼ねている。内部には整備基地の設備や人員を丸ごと搭載しているためベースゾーンを随伴させる必要が無く、さらに海底の原油を採掘し貯蔵・運搬する機能も有する。主砲はコアと同様頂点に取り付けられている3門の大口径レールガン。マッハ10ほどの速度で砲弾を撃ち出す。
ジブラルタル通行阻止戦にて、侵入防止網を突破し『正統王国』軍の海上急造ベースゾーン2,30棟を蹂躙した後、遅れて到着したベイビーマグナムと交戦し優勢に立ったが、機雷用のネットがシャークアンカーの伸縮部の隙間に入り込むという不調を見抜いたクウェンサーが爆弾でネットを広げて同じ不調を他のシャークアンカーにも与えることで無力化させ、その結果機体がカウンターウエイトを失って自壊し沈没する。（漫画版及びアニメ版では沈没までの展開が少々異なり、漫画版はクウェンサーがネットを広げた事で動きが止まった所にベイビーマグナムが砲撃を撃ち込んて撃沈、アニメ版はネットを絡めた所にベイビーマグナムの砲撃によって機体に強い負荷を受け、機密保護装置が作動して自爆。）
なお、一般的評価はともかく、多くの各国技術者から注目される機体となっており、その残骸が沈む海域は各世界的勢力の探査艇が入り乱れているらしい。オブジェクト設計士であるクレア＝ホイストの評価によれば、第三世代を目指したいわば2.5世代とのこと。

## 既刊一覧

### 小説
| タイトル | タイトル                                                 | 初版発行日（発売日）   | ISBN              |
| -------- | -------------------------------------------------------- | ---------------------- | ----------------- |
| 1        | ヘヴィーオブジェクト                                     | 2009年10月10日（同日） | 978-4-04-868069-1 |
| 2        | ヘヴィーオブジェクト 採用戦争                            | 2010年6月10日（同日）  | 978-4-04-868594-8 |
| 3        | ヘヴィーオブジェクト 巨人達の影                          | 2010年11月10日（同日） | 978-4-04-870051-1 |
| 4        | ヘヴィーオブジェクト 電子数学の財宝                      | 2011年9月10日（同日）  | 978-4-04-870549-3 |
| 5        | ヘヴィーオブジェクト 死の祭典                            | 2011年11月10日（同日） | 978-4-04-870997-2 |
| 6        | ヘヴィーオブジェクト 第三世代への道                      | 2012年6月10日（同日）  | 978-4-04-886624-8 |
| 7        | ヘヴィーオブジェクト 亡霊達の警察                        | 2013年11月9日（同日）  | 978-4-04-866080-8 |
| 8        | ヘヴィーオブジェクト 七〇％の支配者                      | 2014年3月8日（同日）   | 978-4-04-866379-3 |
| 9        | ヘヴィーオブジェクト 氷点下一九五度の救済                | 2015年4月10日（同日）  | 978-4-04-865064-9 |
| 10       | ヘヴィーオブジェクト 外なる神                            | 2015年10月10日（同日） | 978-4-04-865452-4 |
| 11       | ヘヴィーオブジェクト バニラ味の化学式                    | 2016年2月10日（同日）  | 978-4-04-865764-8 |
| 12       | ヘヴィーオブジェクト 一番小さな戦争                      | 2016年9月10日（同日）  | 978-4-04-892353-8 |
| 13       | ヘヴィーオブジェクト 北欧禁猟区シンデレラストーリー      | 2017年4月8日（同日）   | 978-4-04-892835-9 |
| 14       | ヘヴィーオブジェクト 最も賢明な思考放棄                  | 2017年9月8日（同日）   | 978-4-04-893331-5 |
| 15       | ヘヴィーオブジェクト 最も賢明な思考放棄 ＃予測不能の結末 | 2018年4月10日（同日）  | 978-4-04-893787-0 |
| 16       | ヘヴィーオブジェクト 欺瞞迷彩クウェン子ちゃん            | 2018年12月7日（同日）  | 978-4-04-912207-7 |
| 17       | ヘヴィーオブジェクト 純白カウントダウン                  | 2019年10月10日（同日） | 978-4-04-912668-6 |
| 18       | ヘヴィーオブジェクト 天を貫く欲望の槍                    | 2020年9月10日（同日）  | 978-4-04-913450-6 |
| 19       | へヴィーオブジェクト 人が人を滅ぼす日（上）              | 2021年9月10日（同日）  | 978-4-04-913997-6 |
| 20       | へヴィーオブジェクト 人が人を滅ぼす日（下）              | 2021年10月8日（同日）  | 978-4-04-914033-0 |

#### 原作未収録作品
| タイトル                                                                     | 掲載誌・収録物 | 備考                                                                                                 |
| ---------------------------------------------------------------------------- | --- | --- |
| 砂まみれのショートプログラム 第二次オセアニア争奪戦                          | ・電撃文庫MAGAZINE Vol.10（2009年12月17日発売） 付録冊子「ヘヴィーオブジェクト ファースト・コンタクトブック」 ・一番くじ 鎌池和馬の祭典シリーズ第一弾 -作家生活10周年記念-（2014年11月29日発売） S賞 「一番くじ限定 電撃鎌池和馬10週年文庫」（再録） | オセアニア軍事国独立政権の崩壊後の後日譚 作中の時系列は1巻3章〜2月の間                               |
| ヘヴィーオブジェクト書き下ろし掌編                                           | 電撃文庫総合目録 2015（2015年10月4日発行、非売品、無料配布） 巻頭ポスター裏 | 次世代実験場を舞台にした掌編                                                                         |
| ヘヴィーオブジェクトAD 戦争とは知識と教養から生じる                          | 電撃文庫MAGAZINE Vol.46（2015年10月10日発売） | 王立テクノアカデミーを舞台にした番外編 作中の時系列は「軍神手繰る三姉妹」の直前                      |
| 試作メロンスーツ                                                             | 鎌池和馬 FANBOOK「ヘヴィーオブジェクト+」 メロンブックス「ヘヴィーオブジェクト」アニメ化記念 鎌池和馬先生フェア | 新型パワードスーツに関する掌編                                                                       |
| ヘヴィーオブジェクトEX 軍神手繰る三姉妹                                      | アニメ『ヘヴィーオブジェクト』 Blu-ray/DVD 初回限定版 | 作中の時系列は6月                                                                                    |
| 上条当麻の異世界訪問                                                         | アニメ『ヘヴィーオブジェクト』 Blu-ray/DVD 1巻 アニメイト、とらのあな、ソフマップ、ゲーマーズでの購入特典 | 『とある魔術の禁書目録』とのコラボ掌編                                                               |
| 学園都市、第三七機動整備大隊、グランズニールの！全部載せ『ワールド』ツアー!! | 鎌池和馬OFFICIAL WEBSITE | 『とある魔術の禁書目録』と『最強をこじらせたレベルカンスト剣聖女ベアトリーチェの弱点』のコラボ企画。 |

### 漫画

#### ヘヴィーオブジェクト
| タイトル             | 初版発行日（発売日）  | ISBN              |
| -------------------- | --------------------- | ----------------- |
| ヘヴィーオブジェクト | 2011年5月27日（同日） | 978-4-04-870429-8 |

#### ヘヴィーオブジェクトS
| タイトル | タイトル                 | 初版発行日（発売日）   | ISBN              |
| -------- | ------------------------ | ---------------------- | ----------------- |
| 1        | ヘヴィーオブジェクトS 01 | 2012年8月27日（同日）  | 978-4-04-886818-1 |
| 2        | ヘヴィーオブジェクトS 02 | 2012年12月15日（同日） | 978-4-04-891249-5 |
| 3        | ヘヴィーオブジェクトS 03 | 2013年7月27日（同日）  | 978-4-04-891803-9 |

#### ヘヴィーオブジェクトA
| タイトル | タイトル                 | 初版発行日（発売日）   | ISBN              |
| -------- | ------------------------ | ---------------------- | ----------------- |
| 1        | ヘヴィーオブジェクトA 01 | 2015年9月26日（同日）  | 978-4-04-865354-1 |
| 2        | ヘヴィーオブジェクトA 02 | 2016年4月9日（同日）   | 978-4-04-865923-9 |
| 3        | ヘヴィーオブジェクトA 03 | 2016年12月10日（同日） | 978-4-04-892508-2 |

### その他の書籍
ヘヴィーオブジェクト ファースト・コンタクトブック
電撃黒「マ）王Vol.10の付録冊子。
収録内容
- 登場人物&世界観解説
- 原作者鎌池和馬インタビュー
- コミック版「ヘヴィーオブジェクト」第1話
- 鎌池和馬書き下ろし短編小説「砂まみれのショートプログラム>>第二次オセアニア争奪戦」
- 設定資料集

## テレビアニメ
2014年10月に開催されたイベント「電撃文庫 秋の祭典2014」にてテレビアニメ化が発表され、PVも公開された。また、2015年3月15日開催の「電撃文庫 春の祭典2015」にて制作スタッフや放送時期が発表された後、同年10月から2016年3月までTOKYO MX・MBS・テレビ愛知・BS11・AT-Xにて放送された。
人物や手持ちの武器については制作元請のJ.C.STAFFによる手描き、オブジェクトをはじめとする各種兵器やそのモニターグラフィック・砲撃・爆発についてはサンジゲンによる3DCGでそれぞれ描画されている。
第8話にはアニメオリジナルのオブジェクトとして原作者の鎌池和馬が設定を担当した陸戦特化型第二世代機・イグザクトジャベリンが登場している。また、第23話・第24話は、鎌池が原案を担当したアニメオリジナルストーリー「野に咲く花に鎮魂の歌を >> ベイビーマグナム破壊戦」が放送された。
第9話の翌週には、『ヘヴィーオブジェクト特別編 第37機動整備大隊 作戦記録』が放送された。出演は花江夏樹、石川界人、鈴木絵理。

### スタッフ
| 原作                                | 鎌池和馬 （KADOKAWA 電撃文庫刊）                                                       |
| 原作イラスト                        | 凪良                                                                                   |
| 監督                                | 渡部高志                                                                               |
| シリーズ構成                        | 吉野弘幸                                                                               |
| 脚本                                | 吉野弘幸、大河内一楼 横谷昌宏、高山カツヒコ                                            |
| アニメーション キャラクターデザイン | 渡辺敦子                                                                               |
| 兵器デザイン                        | 寺岡賢司、明貴美加                                                                     |
| プロップデザイン                    | 宮本崇                                                                                 |
| アニメーション オブジェクトデザイン | 株式会社ランドマック                                                                   |
| 美術監督                            | 黒田友範                                                                               |
| 色彩設計                            | 石田美由紀                                                                             |
| 撮影監督                            | 福世晋吾                                                                               |
| CGディレクター                      | 志賀健太郎                                                                             |
| 3DCG                                | サンジゲン                                                                             |
| 編集                                | 西山茂                                                                                 |
| 音響監督                            | 明田川仁                                                                               |
| 音楽                                | 井内舞子、井内啓二                                                                     |
| 音楽プロデューサー                  | 土肥範子                                                                               |
| プロデューサー                      | 中山信宏、三木一馬、福田順 深尾聡志、金庭こず恵、宿輪浩介 鈴木薫（アニメーション制作） |
| アニメーション制作                  | J.C.STAFF                                                                              |
| 製作                                | PROJECT HO                                                                             |

### 製作
ワーナー・ブラザース・ホームエンターテイメントのプロデューサー・中山信宏によると、本作のアニメ化に際し、50メートルを超えるオブジェクトとそれに立ち向かう人間のスケール差をどう描くかを心掛けた。カットつなぎやカメラワーク、背景との対比などでスケール感を出し、3DCGでオブジェクトを描くことによってオブジェクト同士の派手な戦闘シーンを見せるようにしているという。
クウェンサーとヘイヴィアの軽快な掛け合いについては、テンポ感を重視しつつ情報量を多めに入れ、設定的に突飛な部分の整合性より勢いとノリを活かした。某『あぶない刑事』的な雰囲気を出せればと意識していたが、クウェンサー役の花江夏樹とヘイヴィア役の石川界人が個人的に仲が良いということもあってうまく演じているといい、ミリンダ役の鈴木絵理も感情をあまり表に出さない彼女の雰囲気をうまく表現しているという。
小説からのアニメ化は漫画からのアニメ化と異なり、元絵がすべてあるわけではないので、一から起こさなければならないものが膨大にあり、ミリタリーやSF的要素、オブジェクトの威圧感をどう描くかがとても大変だった。監督の渡部高志には初期の話数の絵コンテでその方向性を示してもらい、彼のセンスに頼ることが多かったという。

### 主題歌
「One More Chance!!」
第1クールオープニングテーマ。作詞はso-hey、作曲・編曲・歌はALL OFF。
「Never Gave Up」
第2クールオープニングテーマ。作詞はso-hey、作曲・編曲・歌はALL OFF。
「ディアブレイブ」
第1クールエンディングテーマ。作詞・作曲・編曲はすこっぷ、歌は鹿乃。
「変わらない強さ」
第2クールエンディングテーマ。作詞はzopp、作曲・編曲はtoku、歌は井口裕香。
「恋はワン・ツー〜あなたはモンスター〜」
第16話挿入歌。作詞は桐島愛里、作曲・編曲は井内舞子、歌はおほほ（金元寿子）。

### 各話リスト
| 話数 | サブタイトル                                      | #   | 脚本         | 絵コンテ                      | 演出                 | 作画監督                                                                                 | 総作画監督      |
| ---- | ------------------------------------------------- | --- | ------------ | ----------------------------- | -------------------- | ---------------------------------------------------------------------------------------- | --------------- |
| 01   | ガリバーを縛る雑兵たち アラスカ極寒環境雪上戦     | I   | 吉野弘幸     | 渡部高志                      | 櫻井親良             | 安野将人                                                                                 | 安野将人        |
| 02   | ガリバーを縛る雑兵たち アラスカ極寒環境雪上戦     | II  | 吉野弘幸     | 渡部高志                      | 蔵本穂高             | 関口雅浩、大原大 岩倉和憲（銃器）                                                        | 冨岡寛          |
| 03   | ガリバーを縛る雑兵たち アラスカ極寒環境雪上戦     | III | 吉野弘幸     | 櫻井親良 橘秀樹               | 佐々木純人           | 柴田志郎                                                                                 | 冨岡寛 安野将人 |
| 04   | 親指トムは油田を走る ジブラルタル通行阻止戦       | I   | 吉野弘幸     | 佐山聖子                      | 鈴木洋平             | 浅川翔、矢向宏志 徳田賢朗、佐野はるか 芝田千紗                                           | 安野将人        |
| 05   | 親指トムは油田を走る ジブラルタル通行阻止戦       | II  | 吉野弘幸     | 橘秀樹 二瓶勇一               | 高島大輔             | 上田みねこ、前田義宏 藤部生馬、芝田千紗                                                  | 冨岡寛          |
| 06   | 蟻とキリギリスの戦争 オセアニア軍事国攻略戦       | I   | 大河内一楼   | 渡部高志                      | 蔵本穂高             | ハン・ミンギ、菊池一真                                                                   | 安野将人        |
| 07   | 蟻とキリギリスの戦争 オセアニア軍事国攻略戦       | II  | 大河内一楼   | 橋本敏一                      | 橋本敏一             | 安田祥子、園瀬基 浅川翔、鎌田均 糸島雅彦、逵村六                                         | 冨岡寛          |
| 08   | 蟻とキリギリスの戦争 オセアニア軍事国攻略戦       | III | 大河内一楼   | 橘秀樹 渡部高志               | そ〜とめこういちろう | 芝田千紗、小林典昭 徳田賢朗、藤部生馬 矢向宏志 岩倉和憲（メカ・エフェクト）              | 安野将人        |
| 09   | 障害物競走なら普通は泥まみれ 南極大陸制圧戦       | _   | 横谷昌宏     | 菅井嘉浩                      | 佐々木純人           | 平良哲郎、大森英敏 吉田肇、徳倉栄一 小川みずえ、栗井重紀                                 | 冨岡寛          |
| 10   | 二人三脚登山は命懸けで イグアス山岳砲撃戦         | I   | 大河内一楼   | 鈴木洋平                      | 鈴木洋平             | 山口杏奈、山本雅章 上田みねこ、小渕陽介 青木里枝、吉岡幸恵                               | 安野将人        |
| 11   | 二人三脚登山は命懸けで イグアス山岳砲撃戦         | II  | 横谷昌宏     | 岡村正弘                      | 高島大輔             | 芝田千紗、浅川翔 園瀬基、前田ゆり子                                                      | 冨岡寛          |
| 12   | 二人三脚登山は命懸けで イグアス山岳砲撃戦         | III | 横谷昌宏     | 渡部高志                      | 篠原正寛             | 矢向宏志、徳田賢朗 山本雅章、松岡謙治 上田みねこ、藤部生馬 坂本哲也、芝田千紗            | 安野将人        |
| 13   | 騎馬戦は足元を崩すべし アマゾンシティ総力戦       | I   | 吉野弘幸     | そ〜とめこういちろう 渡部高志 | そ〜とめこういちろう | 浅川翔、上田みねこ 山口杏奈、徳倉栄一 栗井重紀、柴田志郎 矢向宏志、冨岡寛                | 冨岡寛          |
| 14   | 騎馬戦は足元を崩すべし アマゾンシティ総力戦       | II  | 吉野弘幸     | 橘秀樹                        | 橋本敏一             | 前田ゆり子、芝田千紗 山本雅章、冷水由紀絵 徳田賢朗                                       | 藤井昌宏        |
| 15   | ジャンクの墓はレアメタルの山 アラスカ戦場跡迎撃戦 | I   | 吉野弘幸     | 田中雄一                      | 高島大輔             | 坂本哲也、芝田千紗 冷水由紀絵、小渕陽介 鎌田均、糸島雅彦 謝苑倩                          | 冨岡寛          |
| 16   | ジャンクの墓はレアメタルの山 アラスカ戦場跡迎撃戦 | II  | 高山カツヒコ | 西島克彦                      | 鈴木洋平             | 村上雄、徳田賢朗 浅川翔、園瀬基 山口杏奈、青木里枝                                       | 藤井昌宏        |
| 17   | 札束の散らばる炭鉱 カムチャッカ半島夜間奇襲電撃戦 | I   | 大河内一楼   | 岩崎良明                      | 鈴木健太郎           | 芝田千紗、上田みねこ 小渕陽介、佐野はるか 矢向宏志                                       | 冨岡寛          |
| 18   | 札束の散らばる炭鉱 カムチャッカ半島夜間奇襲電撃戦 | II  | 大河内一楼   | 渡部高志                      | 奥野浩行             | 冷水由紀絵、村上雄 前田ゆり子、橋本真希 松岡謙治 岩倉和憲（武器）                        | 藤井昌宏        |
| 19   | 札束の散らばる炭鉱 カムチャッカ半島夜間奇襲電撃戦 | III | 大河内一楼   | 櫻井親良 橘秀樹               | 高島大輔 則座誠      | 徳田賢朗、林あすか 山口杏奈、芝田千紗 浅川翔、木本茂樹 岩倉和憲（武器）                  | 冨岡寛          |
| 20   | 名誉に値段はつけられない ビクトリア島緊急追撃戦   | I   | 高山カツヒコ | 岩崎良明 渡部高志             | 森義博               | 梶浦紳一郎、猿渡聖加 糸島雅彦、鎌田均 坂本哲也、佐野はるか                               | 藤井昌宏        |
| 21   | 名誉に値段はつけられない ビクトリア島緊急追撃戦   | II  | 高山カツヒコ | 岡村正弘 鈴木洋平 櫻井親良    | 岩崎良明             | 藤部生馬、上田みねこ 山口杏奈、芝田千紗 冷水由紀絵、小渕陽介 佐野はるか 岩倉和憲（武器） | 冨岡寛          |
| 22   | 名誉に値段はつけられない ビクトリア島緊急追撃戦   | III | 高山カツヒコ | 橘秀樹                        | 鈴木洋平 鈴木健太郎  | 浅川翔、矢向宏志 木本茂樹、前田ゆり子 森七奈                                             | 藤井昌宏        |
| 23   | 野に咲く花に鎮魂の歌を ベイビーマグナム破壊戦     | I   | 吉野弘幸     | 渡部高志                      | 高島大輔 渡部高志    | 徳田賢朗、鶴元慎子 芝田千紗、藤部生馬 上田みねこ、山口杏奈 坂本哲也、冷水由紀絵          | 冨岡寛          |
| 24   | 野に咲く花に鎮魂の歌を ベイビーマグナム破壊戦     | II  | 吉野弘幸     | 渡部高志                      | 櫻井親良 渡部高志    | 小渕陽介、木本茂樹 佐藤嵩光、前田ゆり子 浅川翔、佐野はるか 藤井昌宏、山本雅章            | 藤井昌宏        |

### 放送局
| 放送期間                      | 放送時間                     | 放送局     | 対象地域   | 備考                    |
| ----------------------------- | ---------------------------- | ---------- | ---------- | ----------------------- |
| 2015年10月3日 - 2016年3月26日 | 土曜 0:30 - 1:00（金曜深夜） | TOKYO MX   | 東京都     |                         |
| 2015年10月4日 - 2016年3月27日 | 日曜 2:20 - 2:50（土曜深夜） | テレビ愛知 | 愛知県     |                         |
|                               | 日曜 3:28 - 3:58（土曜深夜） | MBS        | 近畿広域圏 | 『アニメシャワー』第4部 |
| 2015年10月5日 - 2016年3月28日 | 月曜 0:00 - 0:30（日曜深夜） | BS11       | 日本全域   | BS放送 / 『ANIME+』枠   |
|                               |                              | AT-X       | 日本全域   |                         |

| 配信開始日     | 配信時間        | 配信サイト         | 備考                                  |
| -------------- | --------------- | ------------------ | ------------------------------------- |
| 2015年10月5日  | 月曜 12:00 更新 | dアニメストア      |                                       |
|                |                 | ニコニコチャンネル | 全話最新話1週間無料                   |
|                | 月曜 22:00 更新 | ニコニコ生放送     |                                       |
| 2015年10月12日 | 月曜 12:00 更新 | GYAO!              | 全話最新話1週間無料                   |
|                | 月曜 12:00 更新 | バンダイチャンネル | 全話有料                              |
|                | 月曜 更新       | Rakuten SHOWTIME   |                                       |
|                |                 | ひかりTV           |                                       |
|                |                 | DMM.com            |                                       |
|                |                 | ビデオマーケット   |                                       |
|                | 月曜 更新       | J:COMオンデマンド  |                                       |
|                |                 | HAPPY！動画        |                                       |
|                |                 | ムービーフルPlus   |                                       |
| 2015年10月19日 |                 | GYAO!ストア        | GYAO!での無料配信期間終了後、有料配信 |
| 2015年10月21日 | 水曜 更新       | PlayStation Store  |                                       |

### BD / DVD
| 巻 | 発売日         | 収録話          | 規格品番   | 規格品番   |
| 巻 | 発売日         | 収録話          | BD初回版   | DVD初回版  |
| -- | -------------- | --------------- | ---------- | ---------- |
| 1  | 2015年12月23日 | 第1話 - 第3話   | 1000587154 | 1000587702 |
| 2  | 2016年1月27日  | 第4話 - 第6話   | 1000587155 | 1000587703 |
| 3  | 2016年2月24日  | 第7話 - 第9話   | 1000587156 | 1000587704 |
| 4  | 2016年3月23日  | 第10話 - 第12話 | 1000587157 | 1000587705 |
| 5  | 2016年4月27日  | 第13話 - 第15話 | 1000587158 | 1000587706 |
| 6  | 2016年5月25日  | 第16話 - 第18話 | 1000587159 | 1000587707 |
| 7  | 2016年6月22日  | 第19話 - 第21話 | 1000587160 | 1000587708 |
| 8  | 2016年7月27日  | 第22話 - 第24話 | 1000587161 | 1000587709 |

### Webラジオ
『ヘヴィーオブジェクト 超大型ラジオ』のタイトルで2015年9月24日から2016年4月7日までHiBiKi Radio Stationにて配信されていた。隔週木曜日に更新。パーソナリティは花江夏樹（クウェンサー＝バーボタージュ 役）、石川界人（ヘイヴィア＝ウィンチェル 役）が務めた。
ゲスト
- 第1回：鈴木絵理（ミリンダ＝ブランティーニ 役）
  - 2015年10月4日に行われた電撃文庫 秋の祭典2015内のミニステージでの公開録音の模様を放送。

- 第7回：松浦奏平・大槻真一（ALL OFF）（アニメOP主題歌担当）